# Liste der Kulturdenkmale in Mülsen

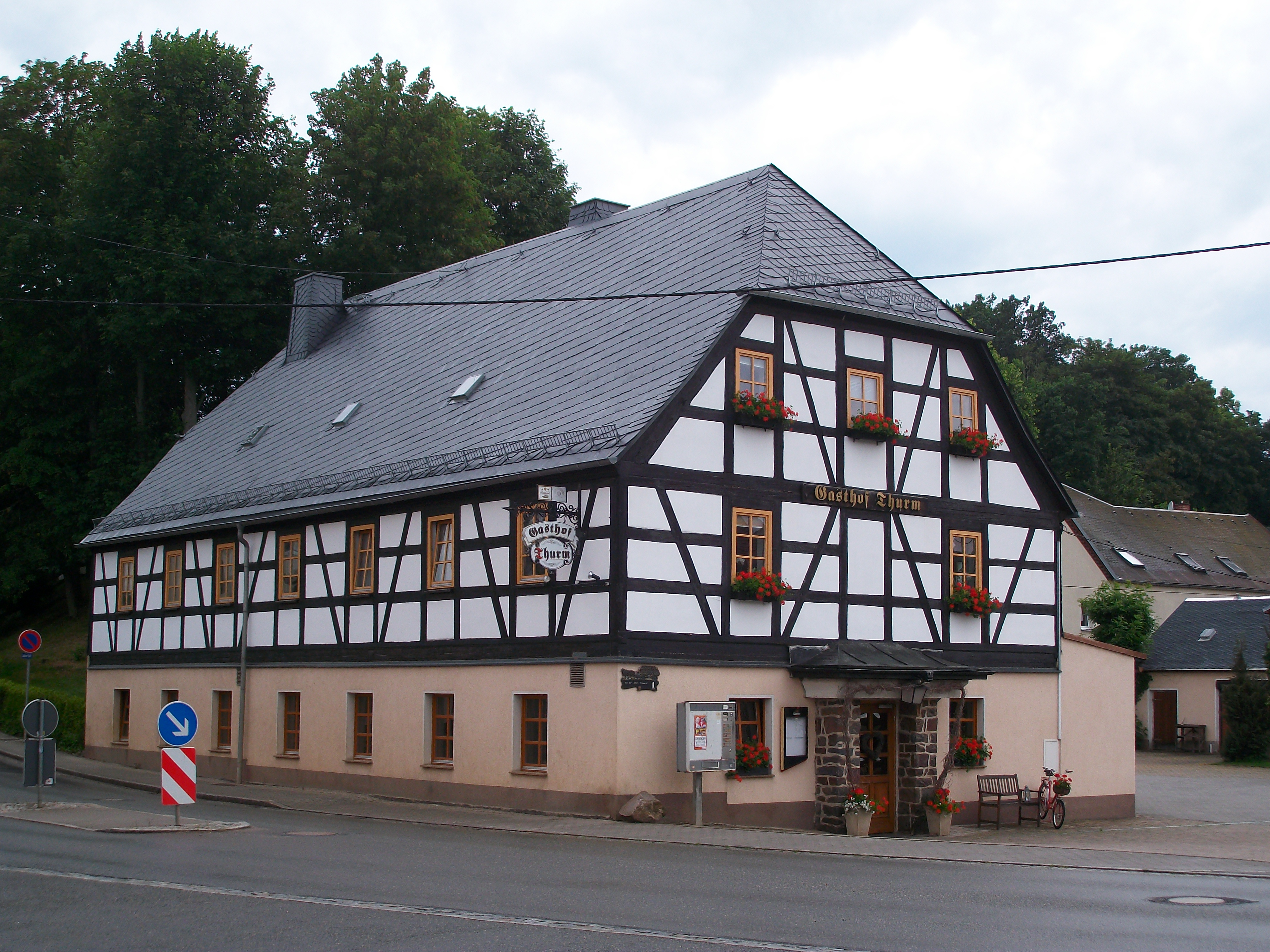
Gasthof in Thurm

Die Liste der Kulturdenkmale in Mülsen enthält die Kulturdenkmale in Mülsen.
Diese Liste ist eine Teilliste der Liste der Kulturdenkmale in Sachsen.

## Legende
- Bild: Bild des Kulturdenkmals, ggf. zusätzlich mit einem Link zu weiteren Fotos des Kulturdenkmals im Medienarchiv Wikimedia Commons. Wenn man auf das Kamerasymbol klickt, können Fotos zu Kulturdenkmalen aus dieser Liste hochgeladen werden:
- Bezeichnung: Denkmalgeschützte Objekte und ggf. Bauwerksname des Kulturdenkmals
- Lage: Straßenname und Hausnummer oder Flurstücknummer des Kulturdenkmals. Die Grundsortierung der Liste erfolgt nach dieser Adresse. Der Link (Karte) führt zu verschiedenen Kartendiensten mit der Position des Kulturdenkmals. Fehlt dieser Link, wurden die Koordinaten noch nicht eingetragen. Sind diese bekannt, können sie über ein Tool mit einer Kartenansicht einfach nachgetragen werden. In dieser Kartenansicht sind Kulturdenkmale ohne Koordinaten mit einem roten bzw. orangen Marker dargestellt und können durch Verschieben auf die richtige Position in der Karte mit Koordinaten versehen werden. Kulturdenkmale ohne Bild sind an einem blauen bzw. roten Marker erkennbar.
- Datierung: Baubeginn, Fertigstellung, Datum der Erstnennung oder grobe zeitliche Einordnung entsprechend des Eintrags in der sächsischen Denkmaldatenbank
- Beschreibung: Kurzcharakteristik des Kulturdenkmals entsprechend des Eintrags in der sächsischen Denkmaldatenbank, ggf. ergänzt durch die dort nur selten veröffentlichten Erfassungstexte oder zusätzliche Informationen
- ID: Vom Landesamt für Denkmalpflege Sachsen vergebene, das Kulturdenkmal eindeutig identifizierende Objekt-Nummer. Der Link führt zum PDF-Denkmaldokument des Landesamtes für Denkmalpflege Sachsen. Bei ehemaligen Kulturdenkmalen können die Objektnummern unbekannt sein und deshalb fehlen bzw. die Links von aus der Datenbank entfernten Objektnummern ins Leere führen. Ein ggf. vorhandenes Icon  führt zu den Angaben des Kulturdenkmals bei Wikidata.

## Mülsen St. Jacob
| Bild                                    | Bezeichnung | Lage                                       | Datierung                           | Beschreibung | ID       |
| --------------------------------------- | --- | ------------------------------------------ | ----------------------------------- | --- | -------- |
| Direkt Bild zu diesem Denkmal hochladen | Wohnstallhaus, Stallgebäude und Seitengebäude (mit Oberlaube) eines Vierseithofes                                                                     | Am Winkel 7 (Karte)                        | bezeichnet 1614                     | Geschlossen erhaltener Bauernhof mit besonderer ortshistorischer Bedeutung als ehemaliges Freihammergut. - Wohnstallhaus: Bezeichnet „1614“, aber nach 1700 erbaut, Datierung nachträglich, Obergeschoss mit Kammergang, Kehlbalkendach mit Kehl- und Hahnebalken, liegendem und einfach stehendem Dachstuhl, die Holzverbindungen ohne Verblattungen, - Stall: Natursteinportal, Gewölbe, Erdgeschoss massiv, Obergeschoss verschiefert, Kreuzgratgewölbe, - Scheune: Massiv, 1902, zwei Tore, saniert, Betondachsteine, Kein Denkmal, - Nebengebäude 1: Oberlaube sieben Bögen, Zwischenwände Lehm vor 1800, - Nebengebäude 2: Obergeschoss Fachwerk mit Giebelverschieferung, hofseitig verbrettert, Fenster mit Altglas, ursprünglich mit Tanzsaal. | 08990207 |
|                                         | Gasthof mit Wohnstallhaus mit Vorgarten (An der Linde 2), Gasthaus (Dresdner Straße 7) und Seitengebäude (mit Oberlaube) (St. Jacober Hauptstraße 52) | An der Linde 2 (Karte)                     | bezeichnet 1830 (Dresdner Straße 7) | Städtebaulich unverzichtbares Hofensemble mit außerordentlicher Bedeutung für Ortsgeschichte und Kulturlandschaft, die Oberlaube mit Seltenheitswert, Lage an einer wichtigen Durchgangsstraße in Nähe des einstigen Bahnhofes. - Wohnstallhaus mit Vorgarten (An der Linde 2): Neues Ziegeldach, Giebel verschiefert, Obergeschoss Fachwerk offen, Lehmfachung, Korbbogentürportal Hilbersdorfer Porphyrtuff, Fenstergewände Naturstein, - Gasthaus Drei Linden (Dresdner Straße 7): Bezeichnet „1830“, Obergeschoss verschiefert (Platte) mit Inschrifttafel, ein Giebel verschiefert, Obergeschoss Hofseite Fachwerk offenliegend mit Lehmausfachung, - Kein Denkmal, Scheune, - „Torhaus“ (Seitengebäude mit ehemals großer Durchfahrt, St. Jacober Hauptstraße 52): Bezeichnet „1826“ und „1859“, Obergeschoss Fachwerk Lehmausfachung, Erdgeschoss massiv, Tormauer teilweise Lehmziegel, Laubengang. | 08990216 |
| Direkt Bild zu diesem Denkmal hochladen | Türportal mit Haustür eines Wohnhauses und Handschwengelpumpe auf dem Grundstück                                                                      | Apothekengasse 3 (Karte)                   | um 1860 (Haustür)                   | Haustür sehr schöne, qualitätvolle Tischlerarbeit von handwerklich-künstlerischer Bedeutung, hölzerne Handschwengelpumpe Zeitzeugnis ehemaliger Wasserversorgung. Hölzerne Handschwengelpumpe, um 1995 erneuert, Wohnhaus: zweigeschossig, Drempel, Fenstergewände Hilbersdorfer Porphyrtuff sowie Sohlbänke erstes Obergeschoss, sehr schöne Tür, Ziegeldach. | 08990233 |
|                                         | Hotel (Nr. 8) und Wartehäuschen der Mülsengrund-Bahn am Nebengebäude (Nr. 6)                                                                          | Dresdner Straße 6; 8 (Karte)               | 1909                                | Besondere ortshistorische Bedeutung, Holzbau in der Nähe des Hotels war Wartehäuschen der Mülsengrund-Bahn, Lage: gegenüber dem Gasthof Drei Linden. Zweigeschossig, Putzfassade, Schieferdach, zur Schmalspurbahn Mülsengrund, original: Holzbau war ehemals Wartehäuschen der Mülsengrund-Bahn (siehe Postkarte beim Eigentümer), 1884/1885, Rest der ehemaligen Wartehalle der Mülsengrundbahn (Dresdner Straße 6): Abbruch erfolgt. | 08990213 |
| Direkt Bild zu diesem Denkmal hochladen | Gasthaus (Dresdner Straße 7) | Dresdner Straße 7 (Karte)                  | bezeichnet 1830 (Dresdner Straße 7) | Städtebaulich unverzichtbares Hofensemble mit außerordentlicher Bedeutung für Ortsgeschichte und Kulturlandschaft, die Oberlaube mit Seltenheitswert, Lage an einer wichtigen Durchgangsstraße in Nähe des einstigen Bahnhofes. Siehe auch An der Linde 2. Gasthaus Drei Linden (Dresdner Straße 7): Bezeichnet „1830“, Obergeschoss verschiefert (Platte) mit Inschrifttafel, ein Giebel verschiefert, Obergeschoss Hofseite Fachwerk offenliegend mit Lehmausfachung, | 08990216 |
| Weitere Bilder                          | Gaswerksgebäude | Dresdner Straße 13a (Karte)                | bezeichnet 1908                     | Dreischiffige Anlage in neoromanischer Formensprache, Dokument für Ortsentwicklung, technische Entwicklung und Infrastruktur. Ziegelbau verputzt mit Klinker- und Kunststeingliederung, original: Türen und Fenster teilweise, innen Eisentür un anderes. | 08990215 |
| Direkt Bild zu diesem Denkmal hochladen | Wohnhaus | Ernst-Schneller-Straße 1 (Karte)           | 1. Hälfte 18. Jahrhundert           | Fachwerkwohnhaus in Ecklage Hauptstraße, städtebauliche Komponente an einer wichtigen Kreuzung im Ort, ältestes Fachwerk mit Fuß- und Kopfstreben vermutlich frühes 18. Jahrhundert, von wissenschaftlichem und baugeschichtlichem Wert. Fachwerkobergeschoss vor 1800, Erdgeschoss entstellend verändert, Ziegeldach, Giebel verschiefert Ecke Ernst-Schneller-Straße, gegenüber Brücke, ältestes Fachwerk vermutlich 18. Jahrhundert. | 08990266 |
| Direkt Bild zu diesem Denkmal hochladen | Bergkeller | Gartenstraße 1 (gegenüber) (Karte)         | Ende 19. Jahrhundert                | Historisches Zeugnis bäuerlicher Wirtschaftsweise, Granitgewände Zugang und ein Fenster, zum Gut gehörig. An der Schule, grenzt an Grundstück Hammergarten 1. | 08990235 |
| Direkt Bild zu diesem Denkmal hochladen | Wohnhaus | Hammergarten 1 (Karte)                     | um 1840                             | Fachwerkhaus, durch exponierte Hanglage und in Ecklage An der Schule unverzichtbarer Bestandteil der alten Ortsstruktur, Blickfang von der Hauptstraße aus. Zweigeschossig, Erdgeschoss massiv, Obergeschoss Fachwerk verschiefert, Schieferdach, Haustür um 1930, Fenstergewände Rochlitzer Porphyrtuff, wichtige Ecklage, sehr exponiert durch Hanglage, Blickbeziehung von Hauptstraße aus. | 08990226 |
| Direkt Bild zu diesem Denkmal hochladen | Wohnhaus | Hammergarten 5 (Karte)                     | um 1830                             | Wissenschaftlich-dokumentarischer Wert, Fachwerkobergeschoss. Erdgeschoss Ziegelmauerwerk, Bruchsteinsockel, Fenstergewände Rochlitzer Porphyrtuff, Obergeschoss original Fachwerk mit Kunstschiefer verkleidet, Erdgeschossfenster mit Holzladen, vermutlich Weberhaus. Plastfenster im Obergeschoss. | 08990227 |
| Weitere Bilder                          | Kirche im Ortsteil St. Jacob (mit Ausstattung), Denkmal für die Gefallenen des Ersten Weltkrieges und einige Grabmale                                 | Kirchgasse (Karte)                         | 1841                                | Baugeschichtlich, ortsgeschichtlich und ortsbildprägend von Bedeutung, große Saalkirche im klassizistischen Stil. Einzeldenkmale der Sachgesamtheit St.-Jacobus-Kirche und Kirchhof Mülsen–St. Jacob (siehe auch Sachgesamtheitsdokument – Obj. 09303190, gleiche Anschrift): - Kapelle: Kein Denkmal, - Kirche: Bezeichnet „1841“, Gefallenendenkmal „Zum ewigen Frieden“ für die Gefallenen des Ersten Weltkrieges, Muschelkalkstein, - Wandstelle: Leichsenring mit Einfassung, Emma Natalie Leichsenring geb. Ludwig gest. 1907, Granit, Sandstein, Schwarztafeln, - Wandstelle: Münch mit Einfassung, Emil Münch 23.9.1857 – 11.2.1932, - Wandstelle: Schmidt mit Einfassung, Elsa Schmidt geb. Kühnert 21.4.1884 – 6.10.1931, - Wandstelle: Leichsenring mit Einfriedung und Christusfigur, Adolf Ferdinand 29.9.1829 – 10.10.1912, - Wandstelle: Franke, Großkreuz und Stein (Anne), Metallschrift, Anne 26.9.1891 – 7.10.1935, - Kreuz: (Bernhard) 11.8.1890 – 11.11.1948, - Wandstelle: Schwabe mit Einfassung und zwei Pflanzschalen aus Kupfer, Johannes Schwabe 22.1.1913 – 2.9.1935, - Wandstelle: heute Hiecke, um 1895, Sandsteingrabmal mit Urnennische, Mäanderband, - Wahlstelle: Bochmann mit Einfassung, Schwarzstein, Paul C. Bochmann 24.5.1875 – 7.4.1914 in New York, - Wahlstelle: Bochmann, Obelisk Lausitzer Granit und Einfassung, Otto Hermann Bochmann, Fabrikant 2.5.1828 – 20.5.1897, Johanne Christiane Bochmann geb.... gest. 7.2.1886, - Wahlstelle: Ludwig, Obelisk aus Lausitzer Granit, polierte Oberfläche, mit Einfassung, Theodor Ludwig, Gutsbesitzer 1864–1927, Karoline Wilhelmine Ludwig geb. Ackermann 28.12.1828 – 4.5.1889, Gottlieb Ludwig, Gutsbesitzer 30.8.1822 – 20.2.1891, - Grufthaus der Familie C. A. Deeg, Naturstein, verputztes Ziegelmauerwerk, Sandsteinpostament: bezeichnet, „Kriegerverein 1886“, Degen?, Lorbeer- und Eichenkranz, Erneuert von ..., Kein Denkmal: Grabsteine Johann Gottlob Schraps (22.11.1744 – 11.9.1827) bezeichnet 1998, Pastor Otto Ernst Solbrig (4.12.1804 – 9.1.1881) Pfarrer 1833 – 1874. | 08990353 |
| Direkt Bild zu diesem Denkmal hochladen | Sachgesamtheit St.-Jacobus-Kirche und Kirchhof Mülsen–St. Jacob mit Einzeldenkmalen sowie Kirchhof und einer Lindenallee (Gartendenkmal)              | Kirchgasse (Karte)                         | bezeichnet 1866                     | Baugeschichtlich, ortsgeschichtlich und ortsbildprägend von Bedeutung, große Saalkirche im klassizistischen Stil. Einzeldenkmale siehe oben. | 09303190 |
| Direkt Bild zu diesem Denkmal hochladen | Pfarrhaus und Seitengebäude des Pfarrhofs | Kirchgasse 2; 4 (Karte)                    | 1. Hälfte 19. Jahrhundert           | Als ehemaliger Pfarrhof neben der Kirche von ortsgeschichtlichem und dorfbildcharakterisierendem Wert. - Scheune (ist im Jahr 2000 abgebrochen worden): Fachwerkbau, teilweise Verblattungen, Ziegelausfachung, - Wohnstallhaus: Obergeschoss Fachwerk mit Eternitplatten, Natursteingewände im Erdgeschoss, Pfarrhaus Krüppelwalmdach, kleine Dachgaupen, Bruchsteinsockel, * Wohnstallhaus/Stall: Saniert, Türgewände Naturstein um 1840, Satteldach ziegelgedeckt, Sichtfachwerk im Obergeschoss, im Stallteil Garageneinbau. | 08990262 |
|                                         | Wohnhaus | Kirchgasse 5 (Karte)                       | um 1840                             | Mit Fachwerk-Obergeschoss und barockem Segmentbogenportal, am Weg zur Kirche gelegen, nahe dem Pfarrgut, für die Ortsbildpflege und baugeschichtlich von Bedeutung. Zweigeschossig, sechs Achsen, Erdgeschoss massiv, Obergeschoss Fachwerk verschiefert/Eternitplatten, Pappschindeldach, Erdgeschoss Naturstein-Fenstergewände, original: Treppe innen, Haustür. | 08990263 |
| Direkt Bild zu diesem Denkmal hochladen | Vierseithof mit Wohnstallhaus, zwei Seitengebäuden und Scheune sowie Toreinfahrt und Hofpflasterung                                                   | St. Jacober Hauptstraße 14 (Karte)         | bezeichnet 1842                     | Einer der geschlossen erhaltenen Vierseithöfe, überwiegend Fachwerkbauten, ortsbildcharakterisierende Anlage und Zeugnis einer florierenden Wirtschaft eingeschlossen die behutsam vorgenommenen Erweiterungen und Veränderungen zu Beginn der 1930er Jahre. - Nebengebäude Stall: Nach Brand (amerikanischer Beschuss 1945) Wiederaufbau, - Scheune: 1842, 1932 erweitert und umgebaut, Kunstschiefer, Giebel und Rückseite verbrettert, - Nebengebäude: Erdgeschoss massiv, Fachwerkobergeschoss Kunstschiefer, Obergeschoss Schiebefenster mit Altglas, Schlussstein Tor aus Porphyrtuff, - Wohnstallhaus: Haustürsturz Naturstein bezeichnet „1842“, Obergeschoss Fachwerk, Hofseite offen, sonst verschiefert, (erfasst unter der Anschrift: St. Jacober Hauptstraße 14/14a). Nummer 14a ist ein Einfamilienhaus auf Flstk. 16/11 und kein Denkmal. | 08990209 |
| Direkt Bild zu diesem Denkmal hochladen | Wohnhaus eines ehemaligen Vierseithofes und Vorgarten                                                                                                 | St. Jacober Hauptstraße 20 (Karte)         | um 1780                             | Eines der weitgehend unverfälschten Zeugnisse für die Bau- und Lebensweise des ausgehenden 18. Jahrhunderts. Zweigeschossig, Obergeschoss Fachwerk Lehmausfachung, Erdgeschoss massiv, Zwischenwände Lehmausfachung, Fenster Natursteingewände Hilbersdorfer Porphyrtuff, Holzläden, alte Haustür, Anfang 20. Jahrhundert Neuverschieferung, Giebel verschiefert erste Hälfte 20. Jahrhundert. | 08990210 |
| Direkt Bild zu diesem Denkmal hochladen | Häuslerhaus | St. Jacober Hauptstraße 35 (Karte)         | um 1800                             | Bauernhaus mit Fachwerkobergeschoss, eines der ältesten erhaltenen Wohngebäude im Ort, gegenüber der Fabrik. Obergeschoss Fachwerk, Erdgeschoss massiv, Ziegeldeckung, Holzläden, alte Fenster. | 08990211 |
| Direkt Bild zu diesem Denkmal hochladen | Wohnhaus | St. Jacober Hauptstraße 39 (Karte)         | um 1820                             | Mit Fachwerk-Obergeschoss, wissenschaftlich-dokumentarischer Wert und bedeutsame Lage in Nähe Kreuzung Dresdner Straße sowie schräg gegenüber dem wichtigen Hofkomplex Gasthof Zu den drei Linden. Häuslerei ?, profilierte Fachwerkwände aus Naturstein, Holz-Klappläden, Obergeschoss Fachwerk mit Verschieferung. | 08990219 |
| Direkt Bild zu diesem Denkmal hochladen | Wohnhaus | St. Jacober Hauptstraße 42 (Karte)         | um 1850                             | Fachwerkbau in städtebaulich wichtiger Lage, in Ecklage Dresdner Straße, Bestandteil der alten Ortsstruktur. Erdgeschoss massiv, Obergeschoss Fachwerk offenliegend, Dach neu gedeckt, wichtige Ecklage, Sandsteinfenstergewände | 08990212 |
| Direkt Bild zu diesem Denkmal hochladen | Gasthof mit Wohnstallhaus mit Vorgarten (An der Linde 2), Gasthaus (Dresdner Straße 7) und Seitengebäude (mit Oberlaube) (St. Jacober Hauptstraße 52) | St. Jacober Hauptstraße 52 (Karte)         | bezeichnet 1830 (Dresdner Straße 7) | Städtebaulich unverzichtbares Hofensemble mit außerordentlicher Bedeutung für Ortsgeschichte und Kulturlandschaft, die Oberlaube mit Seltenheitswert, Lage an einer wichtigen Durchgangsstraße in Nähe des einstigen Bahnhofes. „Torhaus“ (Seitengebäude mit ehemals großer Durchfahrt, St. Jacober Hauptstraße 52, bezeichnet „1826“ und „1859“), Obergeschoss Fachwerk Lehmausfachung, Erdgeschoss massiv, Tormauer teilweise Lehmziegel, Laubengang. | 08990216 |
| Direkt Bild zu diesem Denkmal hochladen | Wohnhaus | St. Jacober Hauptstraße 69 (Karte)         | vermutlich um 1750 oder 1820        | Barocker Bau mit gebrochenen Dach mit zweigeschossigem Dachstuhl, ortsbildakzentuierend, wissenschaftlich-dokumentarischer Wert, Obergeschoss Fachwerk, eventuell Färberei. | 08990232 |
|                                         | Meisterhaus der Weberinnung, mit rückwärtigem Erweiterungsbau                                                                                         | St. Jacober Hauptstraße 73 (Karte)         | bezeichnet 1826                     | Stattlicher klassizistischer Bau mit schönem Portal und originaler Haustür, im Schlussstein „Gott mit uns 1826“, einzigartiges ortsgeschichtliches Zeugnis. Rückseite: Untergeschoss und Erdgeschoss massiv, Obergeschoss und ausgebautes Dachgeschoss verschiefert, zwei Giebelfenster original, profilierte Fenstergewände Hilbersdorfer Porphyrtuff, teilweise Fenster alt, rückwärts an der Bachgasse gelegen, ortsbildprägend. | 08990230 |
| Direkt Bild zu diesem Denkmal hochladen | Scheune eines Vierseithofes | St. Jacober Hauptstraße 78 (Karte)         | um 1800                             | Fachwerkscheune mit wissenschaftlich-dokumentarischem Wert. Scheune: zwei Tore, Wellblechdach, Schwelle auf Bruchstein-Ziegel-Sockel, Rückseite Fachwerk mit Lehmausfachung, ruinös teilweise, vermutlich vor 1800. | 08990234 |
| Direkt Bild zu diesem Denkmal hochladen | Handschwengelpumpe mit Brunnenschacht auf dem Grundstück                                                                                              | St. Jacober Hauptstraße 82 (bei) (Karte)   | um 1900                             | Hölzerne Handschwengelpumpe, Zeitzeugnis ehemaliger Wasserversorgung. Apothekengasse 3 gegenüber gelegen. | 08990270 |
| Direkt Bild zu diesem Denkmal hochladen | Wohnhaus | St. Jacober Hauptstraße 118 (Karte)        | um 1840                             | Alter Fachwerkbau in Giebelstellung zur Straße, mit wissenschaftlich-dokumentarischem Wert. Zweigeschossig, um 1935 Umbau, Obergeschoss Fachwerk, Giebel seitlich zur Straße teilweise mit Altschiefer, Straßengiebel mit drei alten Fenstern, Erdgeschoss teilweise Holzgewände. | 08990241 |
| Direkt Bild zu diesem Denkmal hochladen | Vierseithof mit Wohnhaus, zwei Seitengebäuden, Scheune und Toreinfahrt                                                                                | St. Jacober Hauptstraße 122 (Karte)        | 19. Jahrhundert                     | Eine der größten geschlossen erhaltenen Hofanlagen im Ort, zum Teil in Fachwerkbauweise, Zeugnis eines florierenden bäuerlichen Betriebes. - Stall: Fachwerk im Obergeschoss, Giebel verschiefert, Ziegeldach, Fenster alt mit Altglas, - Fachwerk im Giebel sichtbar, Ziegeldach, - Fachwerk sichtbar, Ziegeldach, - Putzfassade, zwei Medaillons, - Tor mit originalen Bändern, nicht gesehen. | 08990240 |
| Weitere Bilder                          | Gasthof, später Kulturhaus der Textilarbeiter und Gemeindeamt (Saalanbau vor 2005 abgebrochen)                                                        | St. Jacober Hauptstraße 128 (Karte)        | um 1910/1920                        | Geschichtlicher Wert, ortsbildprägend. Ehemaliges Kulturhaus der Textilarbeiter, Saalbau, Nebengebäude Holzhaus (vor 2001 abgebrochen) Erdgeschoss verbrettert, Drempel mit Eternitplatten, Ziegeldach, Kulturhaus: Wandbild um 1955 im Kleinen Saal, Gedenkstein Ernst Thälmann hinter Schützenhaus – kein Denkmal, Gasthof und Kulturhaus unsaniert, Saalanbau 2001 mit Genehmigung abgebrochen. | 08990238 |
| Direkt Bild zu diesem Denkmal hochladen | Park am Kulturhaus der Textilarbeiter | St. Jacober Hauptstraße 128a (bei) (Karte) | 1958                                | Parkanlage mit terrassiertem Bereich und Treppenanlage, selten gewordenes Dokument von Grünanlagengestaltung aus der Zeit um 1960, Projekt im Rahmen des Nationalen Aufbauwerkes der DDR. Terrassenanlage, Goldfischteich, zwei Betonpflanzschalen, alter Gehölzbestand, Projekt des NAW. | 08990239 |
| Weitere Bilder                          | Ehemaliges Rathaus | St. Jacober Hauptstraße 132 (Karte)        | bezeichnet 1886                     | Qualitätvoller Historismusbau in exponierter Ecklage, Dokument der Ortshistorie. Ehemals mit Sparkassen-Zweigstelle, zweigeschossig, Natursteinsockel, Putzfassade, mit verschiedenen Inschriften an der Fassade, erhöhter Standort. Bis Oktober 2005 Verwaltungssitz der Gemeinde Mülsen, seitdem Leerstand. | 08990264 |
| Direkt Bild zu diesem Denkmal hochladen | Spinnerei | St. Jacober Hauptstraße 140 (Karte)        | 2. Hälfte 19. Jahrhundert           | Stattlicher dreigeschossiger Bau in erhöhter Lage, unverzichtbares Zeugnis für die Ortsgeschichte, städtebaulich bedeutsam. Dreigeschossig, zwei Geschosse Lehmziegelmauerwerk, zweites Obergeschoss und Giebel Fachwerk mit Eternitplatten, Krüppelwalmdach, Dachpappeschindeln, Giebel Rückseite verschiefert, erstes Obergeschoss Fenster mit Holzgewänden. | 08990268 |
| Direkt Bild zu diesem Denkmal hochladen | Wohnhaus und Gartenhaus auf dem Grundstück | St. Jacober Hauptstraße 148 (Karte)        | Anfang 19. Jahrhundert              | Wohnhaus mit Fachwerk-Obergeschoss, gedrungen wirkender Fachwerkbau mit wissenschaftlich-dokumentarischem Wert, kleines hölzernes Gartenhaus um 1890. Zweigeschossig, Erdgeschoss massiv und verändert, Obergeschoss Fachwerk verschiefert und Eternitplatten, Schieferdach, qualitätvolle Haustür um 1935. | 08990267 |
| Direkt Bild zu diesem Denkmal hochladen | Wohnhaus und zwei Seitengebäude (aneinandergebaut) eines Bauernhofes                                                                                  | St. Jacober Hauptstraße 154 (Karte)        | 1. Hälfte 19. Jahrhundert           | Reizvolle Hofanlage in Fachwerkbauweise, in Nähe des Kirchberges, Dokumentationswert. - Vorderhaus: Zweigeschossig, Obergeschoss verschiefert, Ziegeldach, Erdgeschoss Ziegelmauerwerk, einige Holzständer, Obergeschoss originale Fenster, - Hinterhaus: Fachwerkgebäude, auch Erdgeschoss Fachwerk, im Obergeschoss Lehmausfachung, Betondachsteine, Holzläden. | 08990265 |
| Direkt Bild zu diesem Denkmal hochladen | Scheune, Stallgebäude, Auszugshaus (mit Oberlaube) und Hofpflasterung eines Vierseithofes                                                             | St. Jacober Hauptstraße 160 (Karte)        | 19. Jahrhundert                     | In seiner Struktur geschlossen erhaltener Vierseithof in Fachwerkbauweise, die Oberlaube mit Seltenheitswert, ortsbildprägende Lage nahe der Kirche. - Stall: Fachwerk Lehmausfachung, Schieferdach, - Stall: Fachwerk im Obergeschoss offen auf der Hofseite, siebenbogige Oberlaube, Haustür mit Holzgewände, bezeichnet, Lehmausfachung, - Wohnhaus: Kein Denkmal, - Scheune: Lehmfachwerk im Obergeschoss, Betondachsteine. | 08990260 |
|                                         | Winkelhof, Wohnhaus (Umgebindehaus) mit angebautem Seitengebäude                                                                                      | St. Jacober Hauptstraße 170 (Karte)        | 1704                                | Ortsbildprägendes Fachwerkensemble mit ortsgeschichtlicher Bedeutung, bemerkenswerte Umgebindekonstruktion. Umgebinde, Winkelhof, Fachwerk offenliegend, Holzläden, 1704 als Weberhaus erbaut und ununterbrochen im Besitz der Familie Härtel. | 08990259 |
| Direkt Bild zu diesem Denkmal hochladen | Wohnhaus mit Einfriedung | St. Jacober Hauptstraße 172 (Karte)        | 1898                                | Bau- und ortsgeschichtlich von Bedeutung | 09307537 |
| Direkt Bild zu diesem Denkmal hochladen | Stallgebäude eines Vierseithofes | St. Jacober Hauptstraße 174 (Karte)        | 1. Hälfte 19. Jahrhundert           | Langgestreckter Fachwerkbau mit wissenschaftlich-dokumentarischem Wert. Stall eines Vierseithofes, Erdgeschoss Bruchsteinmauerwerk, Obergeschoss Fachwerk, hofseitig offenliegend, Krüppelwalmdach ziegelgedeckt, beide Giebel verschiefert. | 08990258 |
|                                         | Mühlengebäude | St. Jacober Hauptstraße 182 (Karte)        | bezeichnet 1813                     | Imposanter Fachwerkbau mit großer Bedeutung für die Ortsgeschichte und die Kulturlandschaft. Erdgeschoss Bruchsteinmauerwerk, Obergeschoss Fachwerk mit Lehmausfachung, Zwerchhausfachwerk mit Lehmausfachung (3 Achsen), zwei Naturstein-Türportale. | 08990257 |
| Direkt Bild zu diesem Denkmal hochladen | Brücke | St. Jacober Nebenstraße                    | Mitte 19. Jahrhundert               | Bogenbrücke aus Bruchsteinmauerwerk über den Mülsenbach, landschaftstypischer Verkehrsbau. | 08990231 |
| Direkt Bild zu diesem Denkmal hochladen | Mühlengebäude, Scheune und Stallgebäude eines Mühlengutes (Vierseithofes)                                                                             | St. Jacober Nebenstraße 1 (Karte)          | 19. Jahrhundert                     | Als Hammermühlengut von wissenschaftlichem und großem geschichtlichen Wert. - Mühlengebäude: Fachwerkbau, teilweise verbrettert, alte Fenster, Mühlengraben verfüllt, - Scheune: Fachwerkbau, teilweise massiv, zwei Tore, Durchfahrtscheune, - Nebengebäude: Stall mit Gewölbe, Zwischenwände Lehmfachwerk, Obergeschoss verschiefert, Hofseite Fachwerk offenliegend, Schieferdach, Auszugshaus?, - Wohnstallhaus: Kein Denkmal mehr. | 08990208 |
| Direkt Bild zu diesem Denkmal hochladen | Wohnhaus, vermutlich Häusleranwesen | St. Jacober Nebenstraße 13 (Karte)         | 1736 Dendro                         | Fachwerkbau mit kunstvoll verschieferten Giebelseiten in sehr gutem Originalzustand von baugeschichtlichem und städtebaulichem Wert. Denkmaltext: Zweigeschossiges Fachwerkhaus, traufständig an der Straße stehend, möglicherweise um 1800 erbaut oder umgebaut. An der Giebelseite eingeschossiger Anbau mit Pultdach sowie an der rückwärtigen Traufseite zweigeschossiger Anbau mit Satteldach. Hauptgebäude und hinterer Anbau sind im Erdgeschoss massiv ausgebildet. Im Stubenbereich könnte sich die Bohlenwand einer Blockstube erhalten haben, welche durch Überputzen nicht sichtbar ist. Das Obergeschoss ist in Fachwerk aufgeführt, ebenso die Giebel. Als Wetterschutz erhielt die Fachwerkkonstruktion eine sehr schöne, teils dekorierte Verschieferung. Die Fensteröffnungen sind regelmäßig angeordnet. Es handelt sich hierbei um Rechteckfenster gleicher Größe, so dass kaum mit Eingriffen in die Fachwerkkonstruktion zu rechnen ist. Abgeschlossen wird das Gebäude durch ein steiles Satteldach. Die Hofseite zeigt eine unverkleidete Fachwerkkonstruktion, teilweise auch im Erdgeschoss. Im Inneren blieb eine authentische bauzeitliche Ausstattung erhalten. Zu nennen sind beispielsweise zahlreiche Rahmenfüllungstüren und ein hölzernes Treppengeländer der ins erste Obergeschoss führenden Treppe. Dem Haus kommt eine große hausgeschichtliche Bedeutung auf Grund seiner Authentizität sowie eine große städtebauliche Bedeutung auf Grund seiner prägenden städtebaulichen Einordnung zu. (LfD/2012) Laut Dendro „1736“ gebaut Erdgeschoss massiv, Obergeschoss Fachwerk, Giebelseiten kunstvoll verschiefert, auch Erdgeschoss noch Holzfensterrahmungen, teilweise Fenster original, Traufseite Kunstschiefer, Türportal Naturstein, heute zu Schmiede gegenüber. | 08990206 |
| Direkt Bild zu diesem Denkmal hochladen | Häuslerhaus | St. Jacober Nebenstraße 22 (Karte)         | um 1860                             | Wohnhaus mit Fachwerkobergeschoss, kleines ortstypisches Gebäude, straßenraumprägend, sozialgeschichtlich von Bedeutung. Zweigeschossig, Obergeschoss offenliegendes Fachwerk, Schieferdach, siehe Nummer 24, saniert, ein Giebel kunstvoll verschiefert (u. a. Schuppenmuster), traufständig zur Straße. | 08990220 |
| Direkt Bild zu diesem Denkmal hochladen | Häuslerhaus | St. Jacober Nebenstraße 24 (Karte)         | um 1860                             | Fachwerkwohnhaus giebelständig zur Straße, im Ensemble mit Nachbarhaus Nummer 22 von ortsbildprägender Bedeutung. Siehe Nummer 22, zweigeschossig, Fachwerk im Obergeschoss offenliegend, Pappschindeldach, Erdgeschoss massiv, saniert, giebelständig zur Nebenstraße. | 08990221 |
| Direkt Bild zu diesem Denkmal hochladen | Winkelbau (zwei stumpfwinklig aneinandergebaute Wirtschaftsgebäude) und zwei Mühlengebäude (mit alter Mühle) im Hof                                   | St. Jacober Nebenstraße 37 (Karte)         | um 1800                             | Ortshistorisch bedeutsamer Komplex, strebenreiches Fachwerk, wissenschaftlich-dokumentarischer Wert. Winkelbau mit Durchfahrt, Fachwerkobergeschoss mit Lehmausfachung, Fenster alt mit Schiebefenstern, Schieferdach, ein Giebel verschiefert, Nebengebäude: Schieferdach, Obergeschoss Fachwerk offenliegend, Bruchsteinmauerwerk im Erdgeschoss, entstellende Garageneinbauten. | 08990222 |
| Direkt Bild zu diesem Denkmal hochladen | Seitengebäude und Stallgebäude eines Vierseithofes | St. Jacober Nebenstraße 53 (Karte)         | 19. Jahrhundert                     | Den Straßenverlauf prägende Gebäude eines geschlossen erhaltenen Vierseithofes, Seitengebäude mit Fachwerk-Obergeschoss, Stallgebäude ein Ziegelbau vom Ende des 19. Jahrhunderts an der Straße. - Stall: hoher Bruchsteinsockel, Ziegelbau, Porphyrtuffgewände, originale Fenster, Ende 19. Jahrhundert, unsaniert, - Wohnhaus: Umgebinde, Giebel verschiefert und bezeichnet „18..“, Hofseite entstellend saniert, Kein Denkmal, - Seitengebäude: Wohnstallhaus mit Durchfahrt, Anbau offenliegend, Anfang 19. Jahrhundert, Fachwerk mit Lehmausfachung, Schieferdach, von „An der Schule“ aus, teilsaniert. | 08990224 |
|                                         | Wohnhaus (Umgebindehaus) | St. Jacober Nebenstraße 60 (Karte)         | bezeichnet 1849                     | Umgebindewohnhaus mit kunstvoll verschiefertem Obergeschoss, Seltenheitswert. Zweigeschossig, Erdgeschoss Umgebinde, Holz-Haustürgewände bezeichnet „18 G 49“, saniert, Obergeschoss Fachwerk verschiefert, teilweise Altschiefer, Schieferdach, bereits auf alter Denkmalliste. | 08990245 |
| Direkt Bild zu diesem Denkmal hochladen | Wohnhaus | St. Jacober Nebenstraße 62 (Karte)         | um 1850                             | Fachwerkwohnhaus mit Giebelstellung zur Straße, Bestandteil der überkommenen Dorfstruktur. Zweigeschossig, Erdgeschoss massiv (vermutlich Lehm massiv), Obergeschoss Fachwerk offen an den Traufseiten, Giebel mit Eternitplatten aber originale Fensteröffnungen, Pappschindeldach. | 08990246 |
| Direkt Bild zu diesem Denkmal hochladen | Wohnhaus | St. Jacober Nebenstraße 68 (Karte)         | 1. Hälfte 19. Jahrhundert           | Fachwerkwohnhaus, traufständig zur Straße gelegen, ortsbildgestaltend, Bestandteil der alten Ortsstruktur. Zweigeschossig, Erdgeschoss massiv unterfahren, Obergeschoss Fachwerk mit Lehmausfachung, neues Ziegeldach, Satteldach. | 08990247 |
| Direkt Bild zu diesem Denkmal hochladen | Mietvilla | St. Jacober Nebenstraße 71 (Karte)         | um 1865                             | Einzigartiger Villenbau spätklassizistisch-gründerzeitlicher Baugesinnung, baugeschichtlich von Bedeutung, gleichsam wirkend als Point de vue. Zweigeschossig, saniert, Putzfassade mit Putz- und Stuckgliederung, Fenster mit Natursteinrahmungen, optischer Akzent inmitten des Ortsbildes. | 08990229 |
|                                         | Wohnhaus | St. Jacober Nebenstraße 78 (Karte)         | um 1800                             | Zur Straße giebelständiges Fachwerkwohnhaus, Lage im alten Siedlungsbereich, wissenschaftlich-dokumentarischer Wert. Eigentlich sehr viele nicht so schöne Anbauten, Erdgeschoss massiv, Obergeschoss Fachwerk offenliegend, Ziegeldach, originaler Dachstuhl, wirkt im Straßenbild, (auf alter Denkmalliste eingetragen gewesen). | 08990248 |
| Direkt Bild zu diesem Denkmal hochladen | Wohnhaus | St. Jacober Nebenstraße 92 (Karte)         | 1. Hälfte 18. Jahrhundert           | Ehemaliges Umgebindewohnhaus mit einzigartigem Fachwerkobergeschoss, altertümliche Fachwerkkonstruktion (Kopf- und Fußstreben, Halbe-Wilder-Mann-Konstruktion), stattlicher Bau mit baugeschichtlichem und wissenschaftlich-dokumentarischem Wert. K-Streben, Verblattungen, Krüppelwalmdach schiefergedeckt, Giebelspitze verschiefert, Fachwerk mit Lehmausfachung, ehemals Umgebinde. | 08990252 |
| Direkt Bild zu diesem Denkmal hochladen | Scheune und zwei Seitengebäude eines Vierseithofes | St. Jacober Nebenstraße 101 (Karte)        | um 1800                             | Fachwerkbauten mit wissenschaftlich-dokumentarischer Bedeutung, Bestandteil der alten Ortsbebauung. - Scheune: Fachwerk mit Lehmausfachung, Rückseite Schieferdach, Hofseite Ziegeldeckung, Satteldach, - Stall: Sehr alt, ehemals Durchfahrt, Straße Fachwerk mit HWL-Platten, Gneisgewände, Giebel verbrettert, - Stall II: Fachwerk offen, Giebel verbrettert, Ziegeldach, Erdgeschoss massiv, Hofseite Garagen. | 08990244 |
| Direkt Bild zu diesem Denkmal hochladen | Weber- und Kontorhaus mit Garten | St. Jacober Nebenstraße 103 (Karte)        | bezeichnet 1854                     | Imposanter Putzbau in exponierter städtebaulicher Situation, volkstümlich Herrenhaus genannt, ortsgeschichtliche und dokumentarische Bedeutung, hoher Originalitätsgrad. Zweigeschossig, Drempel, acht Achsen, Putzfassade, Schieferdach, original: Haustür mit Strukturglas im Oberlicht, fast alle Fenster, Fenstergewände aus Hilbersdorfer Porphyrtuff, Ziegelbau, Putzfassade mit Putzgliederung, Bruchsteinsockel, exponierte Lage, im Garten riesige Rotbuche, teilweise Winterfenster und Holzläden im Erdgeschoss erhalten, Fensterscheibe im Erdgeschoss bezeichnet „1854“, Sitz der Firma Voigt & Wolf. Abbruch war genehmigt, ist 2015 gekauft. | 08990236 |
|                                         | Wohnhaus | St. Jacober Nebenstraße 108 (Karte)        | 1. Hälfte 19. Jahrhundert           | Wohnhaus mit Fachwerkobergeschoss, breitgelagertes traufständig zur Straße stehendes Gebäude mit wissenschaftlich-dokumentarischem Wert. Zweigeschossig, Erdgeschoss massiv, Ziegelmauerwerk, Holzläden, Obergeschoss Fachwerk verschiefert, Schieferdach, Giebel verschiefert, das Haus vermutlich viel älter, original: Haustür mit Klinke, Fenster der Dachgauben, andere Fenster alt. | 08990255 |
| Direkt Bild zu diesem Denkmal hochladen | Scheune, zwei Seitengebäude und Toreinfahrt und eines Vierseithofes                                                                                   | St. Jacober Nebenstraße 119 (Karte)        | 1. Hälfte 19. Jahrhundert           | Bestandteil der alten Dorfstruktur, geschlossen erhaltener Vierseithof in Fachwerkbauweise, baugeschichtlich von Bedeutung. - Stall: Kreuzgratgewölbe, Natursteingewände, Fachwerk offenliegend, Fenstergewände massiv, Giebelspitze verbrettert, Satteldach, - Scheune: Fachwerk mit Lehmausfachung, Betondachsteine, - Nebengebäude an der Straße: Fachwerk mit Lehmausfachung, Hofseite Garageneinbauten, - Wohnstallhaus: Kein Denkmal mehr, Vierseithof, Torbogen mit Schmuckrosetten, K. bestätigt 22. November 1999. | 08990249 |
| Direkt Bild zu diesem Denkmal hochladen | Auszugshaus, Stallgebäude und Scheune eines Vierseithofes sowie Torbogen                                                                              | St. Jacober Nebenstraße 125 (Karte)        | bezeichnet 1846                     | Landschaftsraumprägende Hofanlage am Ortsrand in Fachwerkbauweise, baugeschichtlich von Bedeutung. - Auszugshaus: Bruchsteinsockel, Obergeschoss Fachwerk hofseitig offen, sonst verschiefert, saniert, Fenster-Natursteingewände, ebenso Haustür (bezeichnet 1846), Satteldach ziegelgedeckt, - Kein Denkmal mehr: Wohnstallhaus, - Obergeschoss Fachwerk offenliegend, alte Fenster, saniert, - Fachwerk offenliegend, saniert, Rückseite Ziegelmauerwerk, innen nicht gesehen, Torbogen. | 08990250 |
| Direkt Bild zu diesem Denkmal hochladen | Wohngebäude als Hinterhaus | St. Jacober Nebenstraße 131 (Karte)        | um 1800                             | Interessanter Fachwerkbau mit wissenschaftlich-dokumentarischem Wert. Zweigeschossig, Erdgeschoss massiv, Obergeschoss Fachwerk offenliegend, K-Strebe, Betonsteindeckung, Umbau um 1920 im Erdgeschoss (Fenstervergrößerung). | 08990251 |
| Direkt Bild zu diesem Denkmal hochladen | Seitengebäude, Stallgebäude und Scheune eines Vierseithofes sowie Göpelbahnpflasterung im Hof                                                         | St. Jacober Nebenstraße 145 (Karte)        | 19. Jahrhundert                     | Dokument bäuerlicher Bau- und Lebensweise vergangener Zeiten eines geschlossen erhaltenen Vierseithofes in Fachwerkbauweise. - Seitengebäude (Auszugshaus mit Durchfahrt): Um 1835, Fachwerk teilweise Lehmausfachung, Straßenseite Fachwerk verschiefert, Tür- und Fenstergewände Naturstein, - Wohnstallhaus: Kein Denkmal, - Stall: Betondachsteine, Fachwerk im Obergeschoss, Natursteingewände, Fenster original, - Scheune: Saniert, Ziegeldach, Fachwerk im Obergeschoss. | 08990254 |
|                                         | Webschule | St. Jacober Nebenstraße 155 (Karte)        | bezeichnet 1899                     | Stattlicher ortsbildprägender Bau als Zeugnis des hohen Stellenwertes der Textilindustrie im Ort. Eingangsrisalit mit Sandsteingliederung, zweigeschossig, ausgebautes Dachgeschoss, Rochlitzer Kunststofffenster entstellend, saniert, Sockel aus Sandstein und Rochlitzer Porphyrtuffwerkstein, Umbau 1997. | 08990256 |
| Direkt Bild zu diesem Denkmal hochladen | Bergbauanlage des Martin-Hoop-Schachtes IV mit dem ehemaligen Werkstattgebäude (Sachgesamtheitsteil, kein Einzeldenkmal) und Halde                    | Vettermannstraße (Karte)                   | nach 1950                           | Bergbauhistorisches Zeugnis. Sachgesamtheitsbestandteil der Sachgesamtheit Martin-Hoop-Schacht IV (ehemals Morgensternschacht IV): (siehe auch Sachgesamtheit 09247690, Zwickau, Stadt, Äußere Dresdner Straße 50 und 80 sowie Einzeldenkmal 09301967 der Stadt Zwickau unter der gleichen Anschrift). Nach 1950, ursprünglich Schlosserei, Elektrowerkstatt und anderes. Übertagewerkstatt des Bereichs Hauptmechanik, großer Zweckbau mit Oberlicht, Fassade roter Klinker, (siehe auch unter Zwickau, Stadt, Äußere Dresdner Str. 50, 80, Sachgesamtheit Martin-Hoop-Schacht IV.) | 09302711 |
| Direkt Bild zu diesem Denkmal hochladen | Handschwengelpumpe auf dem Grundstück | Webschulweg 2 (Karte)                      | um 1900                             | Hölzerne Handschwengelpumpe auf dem Grundstück in Ecklage St. Jacober Nebenstraße, kulturhistorischer Dokumentationswert. Hölzerne Handschwengelpumpe, Gastwirtschaft seit 1794, in Ecklage Nebenstraße. | 08990269 |

## Mülsen St. Micheln
| Bild                                    | Bezeichnung | Lage                                             | Datierung                 | Beschreibung | ID       |
| --------------------------------------- | --- | ------------------------------------------------ | ------------------------- | --- | -------- |
| Weitere Bilder                          | Brücke | Am Tempel (Karte)                                | bezeichnet 1862           | Bogenbrücke aus Natursteinmauerwerk, einzige aus dem 19. Jahrhundert erhaltene Brücke über den Mülsenbach in Mülsen St. Micheln, auch technikgeschichtlich von Bedeutung. Auf Ostseite bezeichnet „186(2)“ ?, Bruchsteinmauerwerk. | 08990099 |
| Weitere Bilder                          | Wartehäuschen der Mülsengrundbahn, Haltepunkt Mülsen St. Micheln | Auerbacher Straße (Karte)                        | 1884/1885                 | Orts- und verkehrshistorische Bedeutung. Holzbau, heute für Lagerzwecke genutzt, erhöhter Standpunkt, Blickbeziehung zur Kirche, großer Vorplatz verweist auf ehemaliges Rangiergelände, neu nutzbar im Rahmen Ausbau Radweg entlang der alten Bahntrasse, die Bahn selber 1951 stillgelegt. | 08990100 |
| Weitere Bilder                          | Kirche im Ortsteil St. Micheln (mit Ausstattung), Kirchhof mit Rest der Kirchhofsmauer, Denkmal für die Gefallenen des Ersten Weltkrieges sowie einige Grabmale: Eisenkreuz (1849), Grabstein Johannes (1917) und fünf alte Grabsteine | Auerbacher Straße 4 (Karte)                      | bezeichnet 1750           | Baugeschichtlich, ortsgeschichtlich und ortsbildprägend von Bedeutung. - Barocke Chorturmkirche: Umbau der Kirche 1888 durch Architekt Oscar Mothes. - Gefallenendenkmal: Granit, ohne neuere Anstellplatte, - Eisenkreuz Pastor 1781–1849, - Sandsteingrabstein Johannes, Schulamtskandidat und Leutnant 1.134 (2.12.1893 – gef. 3.6.1917 b. Messines), - Sandsteingrabstein. | 08990090 |
| Weitere Bilder                          | Pfarrhaus (Nr. 1) und Seitengebäude (Nr. 2) des Pfarrhofes | Gartenweg 1; 2 (Karte)                           | um 1840                   | Ortshistorisch bedeutsam, Fachwerkbauten, Pfarrhaus mit klassizistischem Portal. Pfarrhaus: zweigeschossig, Obergeschoss verschiefert, drei kleine Gauben original, Erdgeschoss massiv mit Naturstein Fenster- und Haustürgewänden, Nebengebäude. | 08990092 |
| Direkt Bild zu diesem Denkmal hochladen | Scheune und Stallgebäude eines Dreiseithofes | Lichtensteiner Straße 9                          | 1. Hälfte 19. Jahrhundert | Bäuerliche Bau- und Lebensweise in St. Micheln dokumentierende Fachwerkgebäude, Lage: gegenüber der Einmündung Lindengasse. - Stall: Obergeschoss Fachwerk mit Lehmstaken, Dach Pappschindeln, ein Giebel verschiefert, ein Giebel offenes Fachwerk, - Scheune: Breitgelagerter Fachwerkbau. | 08990088 |
| Direkt Bild zu diesem Denkmal hochladen | Seitengebäude eines Vierseithofes | Lindengasse 9 (Karte)                            | um 1870                   | Hangseitiges Nebengebäude eines geschlossen erhaltenen Vierseithofes, orts- und landschaftstypischer Fachwerkbau mit qualitätvoll verschiefertem Giebel, wissenschaftlich-dokumentarischer Wert. Zweigeschossig, Erdgeschoss massiv, originale Fensterverglasung, Obergeschoss verschiefert, Hofseite mit Speicherluke, Giebel mit sehr schöner Verschieferung. | 08990087 |
| Weitere Bilder                          | Fabrikgebäude mit Schornstein und Gedenktafel für verunglückte KZ-Häftlinge 1944 sowie Vorgarten | Otto-Boessneck-Straße 1 (Karte)                  | 1895                      | Architektonisch ansprechender Industriebau mit zwei Turmbauten, von ortshistorischer Bedeutung. Original: Türen, Treppenhaus 2/1 mit Fußbodenfliesen, Fenster an eingeschossigem Fabrikgebäude Rückseite, Inschriften mit Sowjetstern in den Tympana der Turmbauten, gelbe Klinkergebäude, Inschrift: „Erbaut unter Otto B... & Co“, russischer Stern darüber, siehe Plan: ohne neue Anbauten, die zugehörige Fabrikantenvilla schlecht saniert, heute als Gemeindeverwaltung genutzt, Kein Denkmal. Information von R. Uhlig, Erfassung Industriedenkmale 1994: August-Bebel-Straße 1, Flurstücke 70/3 und 70/4 (Firma), 38c (Gemeindeverwaltung), ehem. Bößnecksche Fabrik (sog. amerik. Industriebau), Textilwerk St. Micheln GmbH & Co. KG, Geschäftsführer Herr M. Göbel, Villa = Gemeindeverwaltung, Lage: links des Mühlsenbaches, Baujahr ca. 1900. Zweigeschossiges Fabrikgebäude aus gelben Klinkern, Vorderfront zweiter Stock paarweise Fenster mit Mittelsäulen, turmartige Aufbauten an den Ecken mit Kuppeln. Bezeichnung um 1900 Weberei Poenisch. Denkmalschutz: Vorschlag nur äußerer Gestaltungsschutz. | 08990083 |
| Weitere Bilder                          | Mietshaus mit Vorgarten | Otto-Boessneck-Straße 4 (Karte)                  | bezeichnet 1906           | Dem späten Jugendstil verpflichteter Wohnbau mit hölzernem Windfang und Fachwerkgiebeln, in ortsbildgestaltender Lage, in Ecklage St. Michelner Nebenstraße gegenüber der Textilfabrik, baugeschichtlich und ortsgeschichtlich von Bedeutung. Privathaus, zweigeschossig, Zwerchhaus mit Fachwerk, Giebelspitzen Fachwerk, Kunststein-Fensterrahmungen, Putzfassade, eine Giebelspitze verschiefert, original: Haustür mit Oberlicht und Klinke, Windfang mit farbigem Strukturglas, Fenster teilweise, (fälschlicherweise als Hausnummer 3 erfasst). | 08990091 |
|                                         | Wohnhaus | Otto-Boessneck-Straße 19 (Karte)                 | um 1905                   | Baugeschichtlich von Bedeutung, Zeugnis der Verstädterung des Dorfes, in exponierter Hanglage und in Blickbeziehung zur Textilfabrik, baugeschichtlich und ortsgeschichtlich von Bedeutung. Zweigeschossig, Putzfassade, Kunststeingliederung der Fenster sehr reich, profilierte Dachsparrenüberstände, original: Schieferdach, Fenster in den Giebeln, Rustikaquadersockel, Zwerchhaus. | 08990086 |
| Direkt Bild zu diesem Denkmal hochladen | Scheune und Stallgebäude eines Vierseithofes sowie Feldscheune nahe dem Bauernhof | Rümpfweg 5 (Karte)                               |                           | Orts- und landschaftstypische Fachwerkbauten mit wissenschaftlich-dokumentarischem Wert, Hof sehr malerisch gelegen. - Scheune: Ständerbau, Schwelle erneuert, riesiger Dachstuhl verweist auf Erbauung möglicherweise im 18. Jahrhundert, Zwischenwände Lehmfachwerk, - Stall: Ziegelmauerwerk, Rückseite Obergeschoss verbrettert, Satteldach, schließt Hof zum Dorf hin ab, - Feldscheune: Giebelseite berbrettert, Satteldach mit Ziegeldeckung, Fachwerk mit verputzter Ziegelausfachung, Hof insgesamt sehr malerisch gelegen, Wohnstallhaus stark modernisiert. | 08990085 |
| Weitere Bilder                          | Scheune und Seitengebäude eines Bauernhofes | Schulweg 7 (Karte)                               | 2. Hälfte 19. Jahrhundert | Orts- und landschaftstypische Fachwerkgebäude einer geschlossen erhaltenen Hofanlage, Dokument einer Bauernwirtschaft außerhalb der alten Siedlungsanlage. Nebengebäude: Erdgeschoss massiv, Obergeschoss Fachwerk, außen saniert, hofseitig Garagen eingebrochen und dadurch verändert, Satteldach mit Ziegeldeckung, (erfasst unter der Anschrift: Schulweg 3). | 08990098 |
| Direkt Bild zu diesem Denkmal hochladen | Zwei Scheunen eines Vierseithofes | St. Michelner Hauptstraße 4 (Karte)              | 2. Hälfte 19. Jahrhundert | Am Ortseingang gelegener Vierseithof mit zwei orts- und landschaftstypischen Wirtschaftsgebäuden in Fachwerkkonstruktion. - Straßenseitige Stallscheune: Erdgeschoss massiv, Obergeschoss Fachwerk, Rückseite Obergeschoss verschiefert, saniert, Satteldach, - Feldscheune: Vermutlich Zwischenwände Lehmstaken, Satteldach. | 08990097 |
| Weitere Bilder                          | Denkmal für 1944 ermordete politische Häftlinge | St. Michelner Hauptstraße 46 (gegenüber) (Karte) | um 1960 (Denkmal)         | Sandsteinpylon, Natursteinmauer und kleine Anlage mit Schieferplattenzugang, Begräbnisort?, geschichtlich von Bedeutung. Kleine Tafel: „ASSOCIATION DES DEPORTES DE FLOSSENBÜRG ET KOMMANDOS, AL LEURS CAMARADES IN MEMORIAM.“ | 08990084 |
| Direkt Bild zu diesem Denkmal hochladen | Seitengebäude und Scheune eines Vierseithofes | St. Michelner Nebenstraße 3 (Karte)              | um 1800                   | Orts- und landschaftstypische Fachwerkbauten eines geschlossen erhaltenen Vierseithofes, besonders die Scheune mit wissenschaftlich-dokumentarischem Wert. - Scheune: Um 1800, Bruchsteinsockel, Giebelspitzen verschiefert, Satteldach, - Wohnstallhaus: Naturstein Haustürportal, Obergeschoss Fachwerk, Giebelspitzen verschiefert, Satteldach. | 08990096 |
| Direkt Bild zu diesem Denkmal hochladen | Häuslerhaus | St. Michelner Nebenstraße 5 (Karte)              | bezeichnet 1852           | Malerisch am Dorfbach gelegen, reizvoller Fachwerkbau mit großem Originalbestand, sozialgeschichtlich von Bedeutung. Zweigeschossig, hoher Bruchsteinsockel wegen Lage am Bach, massives Erdgeschoss, Obergeschoss Fachwerk verschiefert, Gewände Naturstein, Haustürportal Hilbersdorfer Porphyrtuff, Haustür erhalten, Satteldach, Baukörper kompakt, reizvoll gelegen. | 08990095 |
| Direkt Bild zu diesem Denkmal hochladen | Scheune eines Dreiseithofes | St. Michelner Nebenstraße 38 (Karte)             | um 1880                   | Breitgelagerter ortstypischer Wirtschaftsbau (Fachwerkkonstruktion, Obergeschoss Rückseite verschiefert) einer erhaltenen Hofanlage in Nähe des Pfarrhofes. Nähe Pfarrhof, Ziegeldeckung, Obergeschoss Rückseite und Giebel verschiefert, Zwischenwände vermutlich Lehmfachwerk. | 08990093 |

## Mülsen St. Niclas
| Bild                                    | Bezeichnung | Lage                                          | Datierung                               | Beschreibung | ID       |
| --------------------------------------- | --- | --------------------------------------------- | --------------------------------------- | --- | -------- |
| Direkt Bild zu diesem Denkmal hochladen | Häuslerhaus | Alte Dorfstraße 11 (Karte)                    | um 1850                                 | Kleiner ortstypischer Fachwerkbau, Dokumentationswert. Fachwerk im Obergeschoss freiliegend, Westgiebel massiv, Erdgeschoss verändert. | 08990325 |
| Direkt Bild zu diesem Denkmal hochladen | Feldscheune | Alte Schulstraße (Karte)                      | Ende 19. Jahrhundert                    | Fachwerkscheune mit Ziegelausfachung in Hanglage außerhalb der Siedlungslage, eine der wenigen Feldscheunen im gesamten Mülsengrund. | 08990321 |
|                                         | Wohnhaus (Umgebindehaus) | Alte Schulstraße 16 (Karte)                   | Anfang 19. Jahrhundert                  | Beachtenswerter Fachwerkbau mit seltener Umgebindekonstruktion. Umgebinde, Fachwerk im Obergeschoss offenliegend, Schieferdach, Krüppelwalm, Giebelspitze Straßenseite Kunstschiefer. | 08990311 |
| Direkt Bild zu diesem Denkmal hochladen | Wohnhaus | Alte Schulstraße 18 (Karte)                   | um 1840                                 | Großer Fachwerkbau mit kunstvoller Verschieferung im Obergeschoss, wissenschaftlich-dokumentarischer Wert. Erdgeschoss massiv, Dach mit Eternitplatten gedeckt, Obergeschoss und Giebel verschiefert, Obergeschoss Fachwerkkonstruktion. | 08990312 |
| Direkt Bild zu diesem Denkmal hochladen | Wohnhaus | Alte Schulstraße 21 (Karte)                   | um 1800                                 | Fachwerkwohnhaus, orts- und landschaftstypischer Bau, Zeugnis alter Bau- und Lebensweise. Zweigeschossig, Erdgeschoss massiv, Obergeschoss Fachwerk offenliegend, Satteldach Pappschindeln, Haustür 1930er Jahre. | 08990313 |
| Direkt Bild zu diesem Denkmal hochladen | Wohnhaus | Alte Schulstraße 24 (Karte)                   | Mitte 19. Jahrhundert                   | Fachwerkwohnhaus, traufständig zur Straße, orts- und landschaftstypischer Bau mit ortsbildcharakterisierender Funktion. Traufständig zur Straße, Erdgeschoss massiv, Obergeschoss Fachwerk offenliegend, Satteldach Pappschindeln, Kunststofffenster, saniert, Giebelspitze nach Südosten verbrettert, zweiter Giebel Kunstschiefer. | 08990314 |
| Direkt Bild zu diesem Denkmal hochladen | Handschwengelpumpe mit Brunnenschacht | Alte Schulstraße 31 (bei) (Karte)             | um 1900                                 | Hölzerne Handschwengelpumpe auf dem Eckgrundstück neben Nummer 33, ortshistorisch von Interesse. Hölzerne Handschwengelpumpe auf dem Eckgrundstück (Brücke über Mülsengrundbach) hinter den Garagen. | 08990315 |
| Direkt Bild zu diesem Denkmal hochladen | Wohnhaus | Alte Schulstraße 33 (Karte)                   | Mitte 18. Jahrhundert                   | Fachwerkbau mit verschiefertem Obergeschoss, insbesondere durch die Gebäudestellung im Straßenraum städtebaulich bedeutsam. Zweigeschossig, Obergeschoss Fachwerk verschiefert, Erdgeschoss massiv, saniert, zwei Fenstergewände aus Naturstein, Satteldach, (fälschlicherweise erfasst unter der Anschrift: Mühlenstraße 33). | 08990338 |
| Direkt Bild zu diesem Denkmal hochladen | Scheune und Stallgebäude eines Vierseithofes | Alte Schulstraße 41 (Karte)                   | um 1800                                 | Den Ortscharakter mitprägende Fachwerkbauten eines ehemaligen Vierseithofes, baugeschichtlich von Bedeutung, Seitengebäude mit strebenreichem Fachwerk. - Scheune: Fachwerkbau, straßenseitige Giebelspitze verbrettert, Wellblechdach, Durchfahrtscheune, Satteldach, - Stallgebäude: Mit Hofdurchfahrt, Giebel verbrettert, Traufe offenliegendes Fachwerk, Wellblechdach, Satteldach, Hofseiten nicht gesehen. | 08990317 |
| Direkt Bild zu diesem Denkmal hochladen | Wohnstallhaus (mit Brunnen im Innern), Seitengebäude und Stallscheune eines Vierseithofes | Alte Schulstraße 45 (Karte)                   | 18. Jahrhundert                         | Bestandteil älterer Dorfbebauung, Fachwerkbauten, baugeschichtlich von Bedeutung. - Stall mit Durchfahrt: Ältestes Gebäude, Giebel verschiefert, Traufe verbrettert, Durchfahrt Lehmstakendecke, Krüppelwalmdach mit Dachpappe, - Wohnstallhaus: Fachwerk mit Resten von Verblattungen, Obergeschoss Fachwerk offen, Erdgeschoss massiv, Straßengiebel verschiefert, kleiner Keller mit Brunnen im Haus, - Stall: Enges Fachwerk im Obergeschoss offenliegend, Lehmausfachung, Dachpappedach. | 08990318 |
| Direkt Bild zu diesem Denkmal hochladen | Wohnhaus | Alte Schulstraße 47 (Karte)                   | um 1800                                 | Fachwerkwohnhaus in Traufstellung zur Straße, Zeugnis der älteren Dorfbebauung mit wissenschaftlich-dokumentarischem Wert. Zweigeschossig, Erdgeschoss massiv, beide Giebel verschiefert, Satteldach Pappschindeln, Traufe straßenseitig offenliegendes Fachwerk, laut Auskunft der Eigentümer vor 1800 erbaut, im Haus ehemals Schuhmacherwerkstatt. | 08990319 |
| Direkt Bild zu diesem Denkmal hochladen | Häuslerhaus | Alte Schulstraße 68 (Karte)                   | um 1820                                 | Kleiner Fachwerkbau in städtebaulich wichtiger Ortslage, für das dörfliche Erscheinungsbild unverzichtbar. Markiert Eingangssituation Mühlstraße, zwischen Schulstraße und Ernst-Thälmann-Straße, Fachwerkbau, Fachwerk teilweise offenliegend, Ziegeldach, Giebel Ernst-Thälmann-Straße verschiefert, Häuslerei (?), (bestätigt K. 25. November 1999). | 08990322 |
| Direkt Bild zu diesem Denkmal hochladen | Vierseithof mit Wohnstallhaus, zwei Seitengebäuden und Scheune sowie Teich | Alter Bahndamm 7 (Karte)                      | vor 1800                                | Geschlossen erhaltene Hofanlage mit wissenschaftlich-dokumentarischer Bedeutung, am alten Bahndamm der Mülsengrundbahn gelegen, Fachwerkbauten, der zugehörige Teich mit Seltenheitswert. - Stall: Zwei Fenstergewände Hilbersdorfer Porphyrtuff, Dach vor 1800?, straßenseitiger Giebel verschiefert, - vor 1800?, teilweise sehr starke Balken, nicht richtig gesehen, alles Fachwerk verkleidet, möglicherweise 1–3 vor 1800, vor Wohnstallhaus Teich (sehr selten), Hofbegehung unbedingt notwendig, eventuell doch Gebäude wieder streichen. | 08990331 |
| Direkt Bild zu diesem Denkmal hochladen | Wohnstallhaus, Scheune und Stallgebäude eines Vierseithofes | Alter Bahndamm 19 (Karte)                     | bezeichnet 1795                         | Eindrucksvolles Ensemble eines außerhalb der Ortskernlage befindlichen Vierseithofes, die Fachwerkbauten mit Dokumentationswert. - Scheune: Fachwerk rückseitig offenliegend, Ziegelausfachung, Ende 19. Jahrhundert, Betondachsteine, Hofseite Fachwerk Kunstschiefer, Balken DF(ritz) K(öhler) 1795 neu, - Wohnstallhaus: Sehr stattlich, vor 1800, Fachwerk offenliegend, Giebel Kunstschiefer, - Stall: Rückseite Fachwerk Lehmausfachung, Stallteil Bruchsteinmauerwerk, Betondachsteine, - Ein Wohngebäude: heute Nummer 21. | 08990329 |
| Direkt Bild zu diesem Denkmal hochladen | Handschwengelpumpe | Am Rathaus 2 (Karte)                          | um 1900                                 | Hölzerne Pumpe, oftmals übersehenes historisches Dokument der gemeindlichen Entwicklung. Liebevoll gepflegt. | 08990307 |
|                                         | Wohnhaus | Am Rathaus 3 (Karte)                          | um 1840                                 | Bauhistorisch von Bedeutung, mit verschiefertem Fachwerk-Obergeschoss, Bestandteil der alten Ortsstruktur schräg gegenüber dem Rathaus. Zweigeschossig, Obergeschoss Fachwerk verschiefert, auch die Giebel, Fenster im Erdgeschoss vergrößert, schräg gegenüber dem Rathaus. | 08990276 |
| Weitere Bilder                          | Kirche im Ortsteil St. Niclas (mit Ausstattung) und Grabsteine auf dem Kirchhof (vor der südlichen Kirchenwand): K.W. Scharre, B. Hermann, spätklassizistisches Grabmal (1858), G. Germann, W. Döhler, K. Göckeritz | An der Kirche (Karte)                         | 1636                                    | Baugeschichtlich, ortsgeschichtlich und ortsbildprägend von Bedeutung. - Beachtliche Saalkirche, 1636 unter Einbeziehung von Teilen des romanischen Vorgängerbaues errichtet. Pfarrkirche saniert 1986, - Friedhof: keine Sachgesamtheit, Mauer mit Jägerzaun bezeichnet 1966, - Eisenkreuz KW. Scharre, Pastor, - Marmorkreuz auf Postament B. Hermann, - Spätklassizistisches Grabmal (1858) aus Hilbersdorfer Porphyrtuff, - Grabstein Gustav Germann, Pastor 10.9.1842 – 6.12.1875, - Grabstein (Rochlitzer Porphyrtuff) für Walter Döhler, Kantor, 1901–1949, - Grabstelle Gefr. Kurt Göckeritz 23.1.1923, verw. 5.9.1943, gest. 22.9.1943, Schwarzstein, Hakenkreuz ausgemerzt, alles vor der südlichen Kirchenwand. | 08990310 |
| Weitere Bilder                          | Pfarrhof mit zwei Wohngebäuden (Pfarrhaus, Nr. 1 und Kantorat, Nr. 2) und Scheune | An der Kirche 1; 2 (Karte)                    | bezeichnet 1800                         | Eindrucksvolles Gebäudeensemble in unmittelbarer Nähe zur Kirche, Fachwerkbauten von orts- und baugeschichtlicher Bedeutung. - Pfarrhaus: Bezeichnet „1800“, Obergeschoss Kunstschiefer, eine Haustür Natursteingewände, (?) - Kantorat, heute Pfarramt, - Scheune: Fachwerkbau, Südgiebel verbrettert, Betondachsteine. | 08990308 |
| Direkt Bild zu diesem Denkmal hochladen | Denkmal für die Gefallenen des Ersten Weltkrieges | An der Kirche 1; 2 (hinter) (Karte)           | nach 1920 (Kriegerdenkmal)              | Ortsgeschichtlich von Bedeutung. Inschrift: „Die im fernen Lande starben sollen in der Heimat leben“, Granitstein mit Kreuzabschluss bezeichnet „Max Kreul [aus] Lichtenl“. | 08990309 |
| Direkt Bild zu diesem Denkmal hochladen | Wohnstallhaus | August-Bebel-Straße 4 (Karte)                 | Mitte 19. Jahrhundert                   | Orts- und landschaftstypischer Fachwerkbau, mit Fachwerk-Erdgeschoss, Dokumentationswert. Zweigeschossig, Erdgeschoss Fachwerk offenliegend, Obergeschoss Fachwerk verschiefert, ehemals vermutlich Drempel. | 08990280 |
| Direkt Bild zu diesem Denkmal hochladen | Scheune und Stallgebäude eines Vierseithofes | August-Bebel-Straße 7 (Karte)                 | 2. Hälfte 19. Jahrhundert               | Reizvoll in den Landschaftsraum eingebettete Hofanlage in der Nähe der Kirche, die Wirtschaftsgebäude in handwerklich solider Fachwerkkonstruktion, baugeschichtlich von Bedeutung. - Durchfahrtscheune: Fachwerk mit Lehmausfachung, vom Hang aus Zufahrt in den Dachraum, saniert, kleinteilige Fenster im Obergeschoss, Hofseite Fachwerk auch im Erdgeschoss offenliegend, - Stall: Fachwerk offenliegend, neues Ziegeldach, saniert, ein Giebel verschiefert, Hofseite nicht gesehen. Wohnstallhaus entsetzlich saniert. | 08990278 |
| Direkt Bild zu diesem Denkmal hochladen | Wohnhaus | August-Bebel-Straße 18 (Karte)                | um 1870                                 | Ansprechender historistischer Putzbau, wissenschaftlich-dokumentarischer Wert. Zweigeschossig, Drempel, fünf Achsen, Putzfassade mit Putzgliederung, Ziegeldach, Erdgeschoss mit Holzladen und zwei Winterfenster, original: Haustür mit Klinke und Oberlicht, Fenster, Innen nicht gesehen. | 08990272 |
| Direkt Bild zu diesem Denkmal hochladen | Turnhallenbau | August-Bebel-Straße 20                        | um 1895                                 | Historisches Dokument der Volksbildung. Turnhalle ?, Klinkerbau, Natursteinstufen, originale Zugangstür mit Klinke und Oberlicht. | 08990273 |
| Direkt Bild zu diesem Denkmal hochladen | Scheune und zwei Seitengebäude eines Vierseithofes | Brauereiweg 1 (Karte)                         | bezeichnet 1776                         | Malerisch gelegene Hofanlage mit ortsbildprägendem Charakter, die Fachwerkbauten von hohem wissenschaftlich-dokumentarischem Wert. - Stall: Eventuell Oberlaube, Fachwerk sichtbar, Schiebefenster, saniert, - Scheune: Bruchsteinsockel, Fachwerk offenliegend, saniert, - Stall: Bezeichnet „1776“ mit Durchfahrt, Lehmfachwerk Innen, Schiebefenster, - Wohnstallhaus: Kein Denkmal mehr. | 08990332 |
| Direkt Bild zu diesem Denkmal hochladen | Villa | Burgstraße 14                                 | 1904                                    | Malerischer gründerzeitlicher Klinkerbau, Anklänge an den Landhausstil (Schwebegiebel), in landschaftlich reizvoller Lage auf der Alberthöhe außerhalb des Ortskerns, neben dem Aussichtsturm auf der Alberthöhe im Nachbarort Lichtenstein/Sa. Zweigeschossig, roter Klinkerbau mit Klinker- und Kunststeingliederung, original: Haustür mit Gitter und Oberlicht, Nebengebäude Klinker, ruinös. Bauherr hatte Grundstück erworben, um abgelegen zu wohnen. | 08990271 |
| Direkt Bild zu diesem Denkmal hochladen | Wohnhaus, Scheune und Stallgebäude eines Vierseithofes | Mühlenstraße 2 (Karte)                        |                                         | | 08990303 |
|                                         | Wohnhaus (Umgebindehaus) | Mühlenstraße 12 (Karte)                       | um 1800                                 | Wissenschaftlich-dokumentarische Bedeutung und als Umgebindehaus von Seltenheitswert für die Region. Umgebinde, Fachwerk offenliegend, Dachpappedach, Erdgeschoss Holz-Fenstergewände. | 08990304 |
| Direkt Bild zu diesem Denkmal hochladen | Stallgebäude eines Vierseithofes | Mühlenstraße 19 (Karte)                       | um 1800                                 | Handwerklich solider Fachwerkbau mit kunstvoller Verschieferung des Obergeschosses, für die Forschung von Interesse. Hofseite Fachwerk mit Y-Streben verblattet, andere Seiten Altschiefer, Wellblechdach, Erdgeschoss verputzt. | 08990305 |
| Direkt Bild zu diesem Denkmal hochladen | Mühlengebäude (Nr. 25), Sägemühle mit Ausstattung (Nr. 26) und oberschlächtigem Antrieb, sowie Mühlgraben | Mühlenstraße 25; 26 (Karte)                   | 19. Jahrhundert                         | Als Mühle von ortsgeschichtlicher und technikhistorischer Bedeutung. Oberlaube zugesetzt aus Wohngründen, Sägemühle teilsaniert, Bruchsteinmauer unsaniert, Mühlgraben (1936). | 08990706 |
|                                         | Wohnhaus | Mühlenstraße 28 (Karte)                       | Mitte 18. Jahrhundert, später überformt | Ansprechender Fachwerkbau, ehemals mit Umgebindekonstruktion, wissenschaftlich-dokumentarischer Wert und ortsbildgestaltend, altertümliche Fachwerkkonstruktion (Kopf- und Fußstreben, Schwelle mit Schiffskehlen, Halber-Wilder-Mann-Konstruktion). Zweigeschossig, Erdgeschoss Ziegelmauerwerk verputzt, Obergeschoss Fachwerk mit Ziegelausfachung, Ziegeldach, Giebelspitze verschiefert und zwei alte Fenster, ehemaliges Umgebinde. | 08990292 |
|                                         | Wohnhaus (Umgebindehaus) | Mühlenstraße 30 (Karte)                       | vor 1800                                | Blickfang im Ortsbild, eines der schönsten Fachwerkgebäude im Mülsengrund (mit Wilder-Mann-Konstruktion und seltener Umgebindekonstruktion). Umgebinde, K-Streben, ausgezeichnet saniert, Schieferdach, Nordseite Reste von Altschiefer, DDR-Liste. | 08990290 |
| Direkt Bild zu diesem Denkmal hochladen | Stallgebäude eines Vierseithofes | Mühlenstraße 35 (Karte)                       | um 1850                                 | Fachwerkbau mit wissenschaftlich-dokumentarischem Wert. Stall: Fachwerk um 1850, Erdgeschoss um 1934/um 1940, originale Schiebefenster, Stallfenster Natursteingewände, Westgiebel Altschiefer, Ostgiebel verbrettert. | 08990306 |
| Direkt Bild zu diesem Denkmal hochladen | Scheune eines Dreiseithofes | Ortmannsdorfer Steig 21 (Karte)               | Mitte 18. Jahrhundert                   | Fachwerkscheune, Wirtschaftsbau mit wissenschaftlich-dokumentarischem Wert, prägt die Feldstraße durch seine hervortretende Lage. Eine Korbbogen-Toreinfahrt zugemauert, Fachwerk-Konstruktion, Wellblechdach, hinterer Teil verändert, Holzdachrinne. | 08990327 |
| Direkt Bild zu diesem Denkmal hochladen | Wohnhaus | Poststraße 1 (Karte)                          | 18. Jahrhundert                         | Ortsbildcharakterisierender Baukörper des Spätbarock, historischer und wissenschaftlich-dokumentarischer Wert, vermutlich Webermeisterhaus. Mühle oder Webermeisterhaus, zweigeschossig, zweites Obergeschoss vermutlich später, Bruchsteinbau verputzt, Walmdach, Korbbogenfenster innen, Erdgeschoss-Fenster mit Natursteingewänden. | 08990473 |
| Direkt Bild zu diesem Denkmal hochladen | Spritzenhaus | Poststraße 1 (neben) (Karte)                  | Mitte 19. Jahrhundert                   | Kleiner zeittypischer Fachwerkbau von geschichtlicher Bedeutung. Kleiner Fachwerkbau, vom Heimatverein 2002 gepachtet von der Gemeinde, alte Gerätschaften vorhanden, Nähe Heimatmuseum Poststr. 3. | 09236863 |
| Weitere Bilder                          | Häuslerhaus | Poststraße 3 (Karte)                          | um 1830                                 | Kleines Wohnstallhaus in Traufstellung, malerischer Fachwerkbau, Bestandteil der alten Ortsbebauung und wissenschaftlich-dokumentarische Bedeutung. Mitteilung Gemeinde: Dorfmuseum, neben Mühle ??, Erdgeschoss massiv, Obergeschoss Fachwerk freiliegend, Giebel verschiefert, ein Fenster Naturstein, Giebel Ostseite verschiefert, im Erdgeschoss alte Holzladen sowie Fachwerk auch im Erdgeschoss und an der Schwelle Obergeschoss noch Reste von Verblattungen sichtbar, Ziegeldach, vermutlich vor 1800. | 08990281 |
|                                         | Wohnhaus (Umgebindehaus) | Poststraße 6 (Karte)                          | um 1850                                 | Giebelständiger Fachwerkbau mit Umgebindekonstruktion, Seltenheitswert und wissenschaftlich-dokumentarische Bedeutung. Umgebinde, Obergeschoss Fachwerk offenliegend mit Lehmausfachung, Giebelspitze verschiefert, Satteldach. | 08990282 |
| Weitere Bilder                          | Brückenpfeiler der Mülsengrundbahn | St. Niclaser Hauptstraße (Karte)              | um 1890 (Brückenpfeiler)                | Zeugnis der örtlichen Verkehrsgeschichte. Achteckiger, nach oben sich verjüngender gelber Klinkerbau mit Klinkerformsteinsockel und Natursteinkrone (vermutlich Sandstein), in Nähe Bahnhof Ortmannsdorf. | 08990323 |
|                                         | Wohnhaus (Nr. 2a) mit Vorgarten und Einfriedung sowie Webereigebäude (Nr. 2) | St. Niclaser Hauptstraße 2; 2a (Karte)        | um 1865                                 | Seltenes Ensemble als Dokument der Entwicklung der örtlichen Textilindustrie, ortsgeschichtlich von Bedeutung. - Wohnhaus: Zweigeschossig, Drempel, Putzfassade, Stockgesims, Ziegeldach, original: Haustür und Fenster im Erdgeschoss, - Fabrikbau: Ziegelbau verputzt, vermutlich Weberei, Satteldach Pappschindeln, Bruchsteinsockel, - Einfriedung: Kunststeinsäulen und Lattenzaun. | 08990337 |
| Direkt Bild zu diesem Denkmal hochladen | Wohnstallhaus und Seitengebäude eines Bauernhofes | St. Niclaser Hauptstraße 4 (Karte)            | um 1800                                 | Bauten in Fachwerkbauweise, Dokumentationswert. - Wohnstallhaus: Fachwerk im Obergeschoss offenliegend, Gebäude teilweise Naturstein, Ziegeldach, Krüppelwalm, zur Straße zeigender Giebel entstellend umgebaut, vom Hof her nicht gesehen, - Stallgebäude: Fachwerk im Obergeschoss offenliegend, saniert, Krüppelwalm, Ostgiebel verbrettert, Ziegeldach, - Scheune: Jüngeren Datums. | 08990301 |
| Direkt Bild zu diesem Denkmal hochladen | Scheune und angebautes Stallgebäude eines Dreiseithofes | St. Niclaser Hauptstraße 12 (Karte)           | vor 1800                                | Scheune Fachwerkbau teilweise mit Verblattungen, für die ländliche Hausforschung von Interesse. Fachwerk teilweise mit Verblattungen, Scheune vor 1800, Stallanbau jünger, Ziegeldach, Straßengiebel massiv ersetzt. | 08990302 |
| Direkt Bild zu diesem Denkmal hochladen | Wohnhaus | St. Niclaser Hauptstraße 17 (Karte)           | um 1830                                 | Wohnhaus mit Fachwerkobergeschoss, den dörflichen Charakter bezeugender, recht stattlicher Bau, baugeschichtlich von Bedeutung. Zweigeschossig, Erdgeschoss massiv, Fenstersohlbänke Naturstein, Obergeschoss Fachwerk verschiefert, originale Haustür, Rückseite ein originales Fenster, Erdgeschoss Holzklappläden, wirkt gedrungen, mit vier Giebelachsen recht stattlich. | 08990300 |
| Direkt Bild zu diesem Denkmal hochladen | Wohnhaus | St. Niclaser Hauptstraße 21 (Karte)           | Anfang 19. Jahrhundert                  | Wohnhaus in Fachwerkbauweise, ortsbildprägendes Gebäude mit wissenschaftlich-dokumentarischem Wert. Zweigeschossig, Erdgeschoss massiv, Obergeschoss Fachwerk: Ostgiebel offenliegend, Traufe verschiefert, Wellblechdach, leerstehend, Westgiebel Altschiefer. | 08990299 |
| Direkt Bild zu diesem Denkmal hochladen | Scheune eines Vierseithofes | St. Niclaser Hauptstraße 22 (Karte)           | vor 1800                                | Fachwerkbau mit Verblattungen und Lehmstaken, der Giebel ein wichtiger Akzent im Straßenbild. - Scheune: Fachwerk mit Verblattungen und Lehmausfachung, Giebel akzentuiert Straßenbild, - Stall: Umbau 1906, Giebel akzentuiert Straßenbild, (fälschlicherweise unter St. Niclaser Hauptstraße 24 erfasst). | 08990298 |
| Direkt Bild zu diesem Denkmal hochladen | Wohnstallhaus (Nr. 26), Seitengebäude (Nr. 26c), ehemalige Scheune (heute Wohnhaus, Nr. 26a) sowie zwei Torbögen eines Vierseithofes                                                                                | St. Niclaser Hauptstraße 26; 26a; 26c (Karte) | um 1800                                 | Mehrfach überformter Gebäudekomplex von Fachwerkbauten, strebenreiches Fachwerk, von ortsbildprägendem Wert. Mit denkmalschutzrechtlicher Genehmigung mehrfach überformte Hofanlage: Die Hofanlage wurde durch die Gebietsdenkmalpflege des Landesamtes für Denkmalpflege als Kulturdenkmal erfasst. Für verschiedene Teile des Hofes wurden Fördermittel des Regierungspräsidiums Chemnitz ausgereicht. Der Vierseithof setzt sich aus folgenden Gebäuden und Bestandteilen zusammen: - Wohnstallhaus Hausnummer 26: Zweigeschossiges Fachwerkhaus mit massivem Erdgeschoss und Satteldach. In das Erdgeschoss und das Obergeschoss wurden entstellende zu große Fensteröffnungen eingebrochen, der Hauseingang wurde nicht denkmalgerecht umgebaut. Das Haus wurde entweder giebelseitig zum Feld massiv erweitert oder umgebaut. Im Inneren ist noch ein guter Originalbestand anzutreffen. Zu nennen wäre das massive Treppenhaus sowie der Kammergang im Obergeschoss mit Zimmer- und Kammertüren des ausgehenden 19. Jahrhunderts. Das Gebäude wurde vermutlich um 1800 oder in der ersten Hälfte des 19. Jahrhunderts erbaut. - Seitengebäude Hausnummer 26c: Langgestreckter zweigeschossiger Fachwerkbau mit Satteldachabschluss. Das Gebäude wurde vermutlich mehrfach erweitert. Das Erdgeschoss ist massiv, das Obergeschoss weist ein engstieliges und holzreiches Fachwerk mit zahlreichen gezapften Streben auf. Die eine Gebäudehälfte wurde zu Wohnzwecken umgenutzt, wobei auch der Dachraum umgebaut wurde. Die Gebäudekubatur und die Fachwerkkonstruktion wurden beibehalten. Das Gebäude wurde möglicherweise im 18. Jahrhundert erbaut. - Ehemalige Scheune, heute Wohnhaus, Hausnummer 26a: Das Gebäude wurde um 1999/2000 grundlegend umgebaut. Die ehemalige Scheune wurde komplett entkernt, sämtliche Zwischendecken und Gefache, Tore und Fensteröffnungen wurden entfernt. Die Fachwerkkonstruktion soll beim Umbau erhalten worden sein, wobei heute das Erdgeschoss massiv ausgeführt ist. Es entstand ein zweigeschossiges Wohngebäude, welches nur noch in seiner Kubatur an die alte Scheune erinnert. Ansonsten ist die ehemalige Nutzung als Scheune in keiner Weise mehr abzulesen. Aus Sicht der Denkmalerfassung kommt diesem Gebäude kein Denkmalwert zu. Die nachträgliche Denkmalausweisung folgt den Festlegungen der Gebietsdenkmalpflege und trägt der Tatsache Rechnung, dass für den Erhalt des Gebäudes Denkmalfördermittel ausgereicht wurden. Die Scheune wurde vermutlich im 19. Jahrhundert erbaut. - Seitengebäude, heute Wohnhaus, Hausnummer 26b: Das ältere, wohl baugeschichtlich bedeutsame Seitengebäude, das an der Straßenseite liegt, wurde vollständig abgebrochen und durch einen Ersatzneubau in angepasster Gestaltung ersetzt. Das Gebäude wird nicht als Kulturdenkmal ausgewiesen. - Zwei Tore zwischen Hausnummer 26 und 26b sowie 26b und 26a: Beide Torbögen wurden grundlegend rekonstruiert, wobei vermutlich Reste der historischen Bausubstanz einbezogen wurden. Nach historischen Vorbildern wurden die Holztore neu gefertigt. Die Torbögen werden in der Denkmalliste ergänzt. Hierbei folgen wir der Entscheidung der Gebietsdenkmalpflege und tragen der Tatsache Rechnung, dass das Regierungspräsidium Denkmalfördermittel ausgereicht hat. Erbaut um 1860, um 2000 grundlegender Umbau oder Kopie der Toreinfahrten. Der Denkmalwert der Hofanlage ergibt sich ausschließlich aus ihrem städtebaulichen Wert. Auf Grund der tiefgreifenden Eingriffe in die Originalsubstanz und das Ersetzen durch Kopie kommt der Anlage kein baugeschichtlicher Wert zu. Durch die Umnutzung der Gebäude ist die ursprüngliche Funktion der Gebäude nicht mehr nachzuvollziehen, so dass allen Gebäuden kein sozialgeschichtlicher Wert zukommt. | 09302599 |
| Direkt Bild zu diesem Denkmal hochladen | Wohnhaus | St. Niclaser Hauptstraße 28 (Karte)           | um 1800                                 | Fachwerkwohnhaus in Ecklage Schnitzerweg, baugeschichtlich von Bedeutung, Bestandteil der alten Ortsstruktur. Ecklage Schnitzerweg, Fachwerkbau mit Lehmausfachung, Erdgeschoss Fachwerk verputzt mit Holzfenstergewänden, Ostgiebelspitze Eternitplatten, Dach mit Pappschindeln, Westgiebel Naturschiefer. | 08990297 |
| Direkt Bild zu diesem Denkmal hochladen | Wohnhaus, Seitengebäude und Scheune eines Vierseithofes | St. Niclaser Hauptstraße 32 (Karte)           | 2. Hälfte 18. Jahrhundert               | Wissenschaftlich-dokumentarischer Wert, geschlossen erhaltener Vierseithof in Fachwerkbauweise. - Stall: 1934, - Scheune: Um 1780, Fachwerk offenliegend, Betondachsteine, - Wohnhaus: Um 1780, Fachwerk im Obergeschoss, Fenster im Erdgeschoss mit Natursteingewänden, Giebel neuer Kunstschiefer. | 08990296 |
| Direkt Bild zu diesem Denkmal hochladen | Wohnhaus | St. Niclaser Hauptstraße 33 (Karte)           | wohl vor 1800                           | Wohnhaus mit Fachwerkobergeschoss, baugeschichtlich von Bedeutung, Bestandteil der alten Ortsstruktur. Fachwerk im Obergeschoss sehr alt, profilierte Schwelle. | 08990295 |
| Direkt Bild zu diesem Denkmal hochladen | Wohnhaus | St. Niclaser Hauptstraße 34 (Karte)           | um 1800                                 | Fachwerkwohnhaus, wissenschaftlich-dokumentarische Bedeutung. Erdgeschoss massiv, für Ladeneinbau verändert, Obergeschoss Fachwerk offenliegend mit Lehmausfachung, Ostgiebel verbrettert, Westgiebel Eternitplatten, Krüppelwalmdach, Kleines Nebengebäude im Hof (vor 2010 abgebrochen), Obergeschoss Fachwerk mit Lehmausfachung, Erdgeschoss Ziegelmauerwerk, Giebelspitze verbrettert. | 08990293 |
| Direkt Bild zu diesem Denkmal hochladen | Wohnhaus | St. Niclaser Hauptstraße 35 (Karte)           | wohl um 1800                            | Traufständiges Fachwerkwohnhaus, orts- und landschaftstypischer Bau mit wissenschaftlich-dokumentarischem Wert. Obergeschoss-Fachwerk sehr alt, Fachwerk im Obergeschoss mit Lehmausfachung, Westgiebel verschiefert und mit altem Schiebefenster. | 08990294 |
| Direkt Bild zu diesem Denkmal hochladen | Wohnstallhaus und Seitengebäude eines ehemaligen Vierseithofes | St. Niclaser Hauptstraße 39 (Karte)           | vor 1800                                | Zeugnis vergangener bäuerlicher Bau- und Lebensweise in Fachwerkbauweise. - Wohnhaus: Obergeschoss Fachwerk offenliegend, Erdgeschoss stark verändert, Balken gefunden bezeichnet „1608“, - Stall: Obergeschoss Fachwerk offenliegend, Erdgeschoss massiv, Obergeschoss alte Fenster. | 08990291 |
|                                         | Wohnhaus | St. Niclaser Hauptstraße 42 (Karte)           | um 1845                                 | Wohnhaus in Fachwerkbauweise, ortsbildprägend, Dokument vergangener Bau- und Lebensweise. Zweigeschossig, Erdgeschoss massiv, Obergeschoss Fachwerk offenliegend, alte Fenster, originale Haustür, Dach mit Eternitplatten gedeckt, mit rückwärtigem Anbau, Satteldach. | 08990289 |
| Direkt Bild zu diesem Denkmal hochladen | Häuslerhaus | St. Niclaser Hauptstraße 47 (Karte)           | um 1830                                 | Traufständiges Wohnhaus, Fachwerkbau mit um 1930 verändertem Erdgeschoss, Bestandteil der alten Ortsstruktur, sozialgeschichtlich von Bedeutung. Zweigeschossig, Erdgeschoss Straßenseite um 1930 verändert, Westseite ein profiliertes Fenstergewände Naturstein, Obergeschoss Fachwerk verschiefert, Schieferdach. | 08990288 |
| Direkt Bild zu diesem Denkmal hochladen | Wohnstallhaus und Stallgebäude eines Bauernhofes | St. Niclaser Hauptstraße 48 (Karte)           | 19. Jahrhundert                         | Fachwerkgebäude mit wissenschaftlich-dokumentarischem Wert. - Kein Denkmal: Klinkerbau, - Wohngebäude: Fachwerk Hofseite offenliegend, Giebel verschiefert, Erdgeschoss Fenster mit Natursteingewänden, um 1820, ziegelgedecktes Satteldach, - Stall: Fachwerk im Obergeschoss hofseitig offenliegend, Satteldach, Durchfahrt zum Feld, Ziegeldach neu, um 1870. | 08990287 |
| Direkt Bild zu diesem Denkmal hochladen | Wohnhaus | St. Niclaser Hauptstraße 53 (Karte)           | um 1800                                 | Wohnhaus mit Fachwerkobergeschoss, Zeugnis vergangener Bau- und Lebensweise. Obergeschoss Fachwerk offenliegend, siehe Giebelspitze, Erdgeschoss Fenster vergrößert, saniert, Wetterseite Giebel verschiefert. | 08990286 |
| Direkt Bild zu diesem Denkmal hochladen | Zwei Seitengebäude und Scheune eines Vierseithofes | St. Niclaser Hauptstraße 63 (Karte)           | 19. Jahrhundert                         | Orts- und landschaftstypische Fachwerkbauten einer geschlossen erhaltenen Hofanlage, baugeschichtlich von Bedeutung. - Stall: Fachwerk offenliegend, Giebelseite verbrettert, saniert, einige alte Fenster, - Scheune: Fachwerkkonstruktion auf Bruchsteinsockel, saniert, Giebelspitze Wellblech, ebenso Dach, - Wirtschaftsgebäude: Fachwerk offenliegend im Obergeschoss, nicht genau gesehen, Dachpappeschindeln. | 08990285 |
| Direkt Bild zu diesem Denkmal hochladen | Scheune eines Bauernhofes | St. Niclaser Hauptstraße 71                   | 2. Hälfte 19. Jahrhundert               | Orts- und landschaftstypischer Wirtschaftsbau eines kleinen Bauernhofes in Ecklage Reinsdorfer Straße. Scheune Holzdachrinne, zwei Natursteinfenstergewände, Obergeschoss verbrettert, Giebel verschiefert, alte Fenster erhalten, saniert. | 08990284 |
|                                         | Wohnhaus | St. Niclaser Hauptstraße 75 (Karte)           | bezeichnet 1904                         | Baugeschichtlich von Bedeutung, gründerzeitliche Putzfassade, im Stil der Neorenaissance. Zweigeschossig, fünf Achsen, Mittelrisalit mit Zwerchhausgiebel, teilweise neue Fenster mit Profilen, Putzfassade mit Kunststeingliederung, Sockel Werksteine aus Rochlitzer Porphyrtuff. | 08990283 |
| Direkt Bild zu diesem Denkmal hochladen | Wohnhaus | St. Niclaser Hauptstraße 81 (Karte)           | Mitte 19. Jahrhundert                   | Fachwerkbau in Ecksituation Ecke Schachtstraße und unmittelbar neben dem großen Wohnstallhaus des Hofes Nummer 82, baugeschichtlich von Bedeutung. Wohnhaus in Ecklage Martin-Hoop-Straße, zweigeschossig, Erdgeschoss massiv, Obergeschoss engstehendes Fachwerk, Giebel verschiefert, Schieferdach, Rückseite Eternitschindeln, Fachwerk Hofseite verschiefert, störende Anbauten. | 08990333 |
| Direkt Bild zu diesem Denkmal hochladen | Wohnstallhaus, Stallgebäude und Holztor eines ehemaligen Vierseithofes | St. Niclaser Hauptstraße 82 (Karte)           | Anfang 19. Jahrhundert                  | Straßenbildprägende Anlage in der Nähe Martin-Hoop-Straße, Fachwerkbauten, Dokumentationswert. - Wohnstallhaus: Bezeichnet „1961“ (saniert), Fachwerk Hofseite offenliegend, Giebel verschiefert, alte Fenster, - Stall: Teilweise Massivlehm (!), Bruchsteinsockel, Fachwerk im Obergeschoss mit Lehmstaken, Wellblechdach, alte Fenster, Erdgeschoss mit Fenstergewänden aus Hilbersdorfer Porphyrtuff. | 08990334 |
| Direkt Bild zu diesem Denkmal hochladen | Scheune und Stallgebäude (mit Oberlaube) eines Vierseithofes | St. Niclaser Hauptstraße 83                   | um 1800                                 | Dokumentations- und Seltenheitswert, Fachwerkbauten einer geschlossen erhaltenen Hofanlage, durch die erhöhte Lage auch ortsbildgestaltende Funktion. - Wohnstallhaus: Obergeschoss Fachwerk offenliegend, kein Denkmal, - Stall: Mit Laubengang, Fachwerk Hofseite offenliegend mit Lehmausfachung, Kopfbänder verblattet, Ostgiebel verbrettert, Ziegeldach, - Scheune: Vollständig verbrettert, Durchfahrtscheune, Ziegeldach. | 08990335 |
| Direkt Bild zu diesem Denkmal hochladen | Häusleranwesen | St. Niclaser Hauptstraße 93 (Karte)           | um 1800 bis 1830                        | Fachwerkwohnhaus, ortsbildcharakterisierender Bau mit Dokumentationswert. Denkmaltext: Zweigeschossiges Häusleranwesen über rechteckigem Grundriss, Sockel mit Klinkersteinen verblendet, Erdgeschoss Ziegelmauerwerk verputzt, vermutlich erst nach 1900 massiv unterfahren, Obergeschoss einfaches Fachwerk – zweiriegelig mit gezapften Streben, Anbauten an der Giebelseite mit Schleppdach ohne Denkmalwert, an der hinteren Traufseite Anbau zweigeschossig mit Fachwerk-Obergeschoss und Satteldach (Erweiterung des Hauses möglicherweise 1930er Jahre), Im Inneren: Stube im Erdgeschoss rechts vom Flur – Fensterlaibungen mit Segmentbögen abschließend (bestätigt die Vermutung, dass das Erdgeschoss um 1900 massiv aufgeführt wurde), alle Türen im Erdgeschoss um 1900 ebenso die Fliesen im Hausflur, im Erdgeschoss weiterhin Kleintierstall und Klo, eine einläufige Holztreppe führt in das Obergeschoss (vermutlich 1950er Jahre), Obergeschoss alle Wände Fachwerk (auch die Bundwände), relativ hohe Räume (vermutlich 2,20 m Raumhöhe), im Obergeschoss Schlafkammern, eine davon längs an der Giebelseite, dort Brettertür mit Langbändern, dort vergrößertes Fenster, Kehlbalkendach, einfach stehender Stuhl mit teils aufgeblatteten Kopfstreben, eine Stube im Dachraum, nachträglich Biberschwanzeinfachdeckung und Biberschwanzdoppeldeckung, Dachstuhl mit Aufschieblingen original noch erhalten. Das Haus wurde als Textilarbeiterwohnhaus genutzt und vermutlich gebaut. Die Stube im Erdgeschoss diente den als Heimarbeiter tätigen Eigentümern als Arbeitsstube. Durch den guten Originalzustand des Hauses wird dieses zum Dokument der Lebensbedingungen der im frühen 19. Jahrhundert im Textilgewerbe in Heimarbeit Beschäftigten. Gleichzeitig zeigt das Haus, in welcher Weise und mit welchen Materialien diese der ärmeren Landbevölkerung dienenden Gebäude erbaut wurden. Der Denkmalwert ergibt sich somit aus dem bau-, orts- und sozialgeschichtlichen Wert des Hauses. (LFD/2011) | 08990330 |
| Direkt Bild zu diesem Denkmal hochladen | Dreiseithof mit Wohnstallhaus, Scheune und Stallgebäude | St. Niclaser Hauptstraße 107 (Karte)          | vor 1800                                | Weit in das Ortsbild wirkende Hofanlage mit Fachwerkgebäuden, am Wohnhaus Fachwerk mit Wilder-Mann-Figur, baugeschichtlich von Bedeutung. - Wohnstallhaus: Fachwerk Hofseite offenliegend, Rückseite verbrettert, straßenseitiger Giebel verschiefert, Ziegeldach, - Scheune: Fachwerkbau, - Stallgebäude: Straßenseitiger Giebel verschiefert, Fachwerk hofseitig offenliegend, Ziegeldach, eher zweite Hälfte 19. Jahrhundert. | 08990328 |
| Direkt Bild zu diesem Denkmal hochladen | Scheune eines Bauernhofes | St. Niclaser Hauptstraße 116 (Karte)          | 2. Hälfte 19. Jahrhundert               | Ortsbildcharakteristischer Fachwerkbau, Bestandteil dörflicher Wirtschaftsstrukturen. Fachwerk offen liegend, Hechtgaupe, Eternitplatten-Dachdeckung, Wohnstallhaus: Erdgeschoss Hofseite entstellend überformt, Fachwerk Hofseite offenliegend, Giebel Straßenseite Altschiefer, Rückseite und Dach Schiefer, wohl um 1800, Wohnstallhaus kein Denkmal. | 08990326 |
| Direkt Bild zu diesem Denkmal hochladen | Wohnhaus | St. Niclaser Hauptstraße 120 (Karte)          | bezeichnet 1845                         | Beachtlicher Fachwerkbau (unter anderem profilierte Schwelle) in ortsbildprägender Situation, das Fachwerk mit wissenschaftlich-dokumentarischer Bedeutung. Zweigeschossig, Erdgeschoss massiv, Fenstergewände Hilbersdorfer Porphyrtuff, Obergeschoss Fachwerk offenliegend, zur Zeit Sanierung mit Einbau von Kunststofffenstern, Dachneueindeckung, spätklassizistisches Haustürportal bezeichnet „1845“, erhöhte Lage, sieben Achsen, wirkt repräsentativ. | 08990324 |
| Direkt Bild zu diesem Denkmal hochladen | Empfangsgebäude (St. Niclaser Hauptstraße 131) mit angebautem Güterschuppen, Nebengebäude (Ortmannsdorfer Straße 6a) sowie Lokschuppen (St. Niclaser Hauptstraße 122b) eines Bahnhofes                              | St. Niclaser Hauptstraße 122b; 131 (Karte)    | um 1870                                 | Markante Gebäude einer dörflichen Bahnanlage, von verkehrsgeschichtlicher und ortshistorischer Relevanz. - Empfangsgebäude (Mülsen St. Niclas, Flstk. 451/6): Flachgelagertes Ziegelgebäude aus gelbem Ziegel, steinsichtig mit Eckrustika und architektonischen Gliederungselementen aus Sandstein, zweigeschossiger Mittelbau, risalitartig vorspringend, flachgeneigtes Satteldach im Schweizer Stil mit Schnitzwerk im Ziergesparre und dekorativen Pfannenköpfen, Giebel und Drempel mit Okuli, - Frachthalle und Nebengebäude (Stall) entsprechend, - Nebengebäude auf Ortmannsdorfer Flur (Ortsmannsdorf, Flstk. 1200), Lokschuppen (Mülsen St. Niclas, Flstk. 451/6): Zweizügig aus rotem preußischen Fachwerk, flachgeneigtes Satteldach. | 09237875 |

## Berthelsdorf
| Bild                                    | Bezeichnung                                                                | Lage                                    | Datierung                  | Beschreibung | ID       |
| --------------------------------------- | -------------------------------------------------------------------------- | --------------------------------------- | -------------------------- | --- | -------- |
| Direkt Bild zu diesem Denkmal hochladen | Seitengebäude (Stallscheune) eines Vierseithofes                           | Crossener Straße 9 (Karte)              | Mitte 19. Jahrhundert      | Fachwerkbau eines ehemals geschlossen erhaltenen Vierseithofes von wissenschaftlich-dokumentarischer Bedeutung. - Scheune: Alte Ziegel, Ständerbau, Satteldach mit Ziegeldeckung, - Stallscheune: Ständerbau, Fachwerk offenliegend, ein Giebel massiv, Ziegeldach, teilweise Handstrichziegel, vermutlich erste Hälfte 19. Jahrhundert, Ein Seitengebäude vor 2010 abgebrochen.                                                                                      | 08990204 |
| Direkt Bild zu diesem Denkmal hochladen | Seitengebäude und Scheune eines Bauernhofes                                | Crossener Straße 11 (Karte)             | Ende 19. Jahrhundert       | Ortstypische Fachwerkbauten in städtebaulich wichtiger Lage. - Stall: Fachwerkobergeschoss, älter als Scheune, - Scheune: Ständerbau, Fachwerk offenliegend mit Lehmausfachung, Pappschindeldach. | 08990205 |
| Direkt Bild zu diesem Denkmal hochladen | Denkmal für die Gefallenen des Ersten Weltkrieges                          | Crossener Straße 12 (gegenüber) (Karte) | nach 1918 (Kriegerdenkmal) | Ortsgeschichtlich von Bedeutung, Granitstein mit Schwarztafel, Lage: an Einmündung Mülsener Straße. Granitstele auf Granitunterbau, Schwarztafel mit sieben Namen. | 08990201 |
| Direkt Bild zu diesem Denkmal hochladen | Scheune und Seitengebäude eines Dreiseithofes                              | Crossener Straße 13                     | 2. Hälfte 19. Jahrhundert  | Orts- und landschaftstypische Nutzbauten, wissenschaftlich-dokumentarischer Wert. - Stall: Obergeschoss Fachwerk offenliegend, saniert, - Scheune: Rückseite völlig neues Mauerwerk, um 1980er Jahre, aber sehr altes originales Dach. | 08990202 |
| Direkt Bild zu diesem Denkmal hochladen | Wohnstallhaus, Scheune, Stallgebäude und zwei Torbögen eines Bauernhofes   | Crossener Straße 14 (Karte)             | um 1800                    | Abgelegener, weit in den Landschaftsraum wirkender Bauernhof, Fachwerkbauten mit wissenschaftlich-dokumentarischem Wert. Torbögen aus Ziegelmauerwerk. - Scheune: Fachwerk Ziegelmauerwerk, offenliegend, Ziegeldach, - Stall: Bruchsteinmauerwerk Erdgeschoss, Obergeschoss Lehmfachwerk, Schieferdach, Giebelspitze verschiefert, - Wohnstallhaus: Bruchsteinmauerwerk, Obergeschoss Fachwerk, verschiefert, Pappschindeldach, - Zwei Torbögen aus Ziegelmauerwerk. | 08990203 |
| Direkt Bild zu diesem Denkmal hochladen | Nebengebäude eines Wohnhausgrundstücks, Handschwengelpumpe und Gartenlaube | Mülsener Straße 1 (Karte)               | Anfang 19. Jahrhundert     | Kleines Nebengebäude in Fachwerkkonstruktion, hölzerne Handschwengelpumpe, hölzerner Gartenpavillon Anfang 20. Jahrhundert, seltene Objekte, wissenschaftlich-dokumentarischer Wert. Nebengebäude: vergleiche Niedermülsen, Neuer Weg 1, ziegelgedecktes Satteldach, Speicherluke, Handschwengelpumpe aus Holz, vor dem Nebengebäude, Gartenlaube 1900/1910. | 08990200 |
| Direkt Bild zu diesem Denkmal hochladen | Stallgebäude und Scheune eines Bauernhofes                                 | Mülsener Straße 8 (Karte)               | Mitte 19. Jahrhundert      | Ortsbildgestaltende Zeugnisse bäuerlicher Wirtschaft in Fachwerkbauweise, Dokumentationswert. - Wohnstallhaus: Kein Denkmal bezeichnet „1848“, - Scheune: Ständerbau, Lehmfachwerk offenliegend, zwei Tore, Giebelspitze verbrettert, Schieferdach, - Stall: Fachwerk offenliegend, Rückseite verschiefert, Schieferdach. | 08990199 |
| Direkt Bild zu diesem Denkmal hochladen | Scheune und Stallgebäude eines ehemaligen Vierseithofes                    | Mülsener Straße 10 (Karte)              | 2. Hälfte 19. Jahrhundert  | Ortsbildgestaltende Fachwerkbauten mit wissenschaftlich-dokumentarischem Wert. - Scheune: Ständerbau, Fachwerk offenliegend, Giebelspitze verschiefert, bezeichnet „1894 R. E. Pfeifer“, Biberschwanz, Satteldach, - Stall: Biberschwanzdeckung, Obergeschoss Fachwerk mit originalen und alten Fenstern, Satteldach. | 08990198 |

## Niedermülsen
| Bild                                    | Bezeichnung | Lage                                         | Datierung                                               | Beschreibung | ID       |
| --------------------------------------- | --- | -------------------------------------------- | ------------------------------------------------------- | --- | -------- |
| Direkt Bild zu diesem Denkmal hochladen | Stallgebäude und Scheune eines Dreiseithofes sowie straßenseitige Gehöfteinfriedung                                                                                 | Berthelsdorfer Straße 3 (Karte)              | 2. Hälfte 19. Jahrhundert                               | Wissenschaftlich-dokumentarischer Wert, zum Teil in Fachwerk. - Stall: Fachwerkobergeschoss, Schieferdach, - Scheune: Obergeschoss verbrettert, Ziegeldach, vermutlich 1920/1930, - Einfriedung: Ziegelmauerwerk, Pfeiler mit Sandsteinplatten. | 08990190 |
| Direkt Bild zu diesem Denkmal hochladen | Wohnstallhaus und Scheune eines ehemaligen Dreiseithofes | Berthelsdorfer Straße 8 (Karte)              | 1. Hälfte 19. Jahrhundert                               | Bestandteil der alten Ortsstruktur, Fachwerkscheune, baugeschichtlich und wirtschaftsgeschichtlich von Bedeutung. - Scheune: Fachwerk offenliegend, mit Ziegelausfachung, Ziegeldach, Rückseite neue Deckung, - Wohnstallhaus: Obergeschoss und Giebelspitze verschiefert, vermutlich vor 1800, Schieferdach. | 08990191 |
| Direkt Bild zu diesem Denkmal hochladen | Vierseithof mit Wohnstallhaus, zwei Seitengebäuden (darunter Stallgebäude mit Oberlaube) und Scheune, sowie Bergkeller auf dem Flurstück Niedermülsen 180           | Berthelsdorfer Straße 14 (Karte)             | bezeichnet 1809                                         | Imposante Hofanlage mit eindrucksvollen Fachwerkgebäuden, ein Stall mit 13bogiger Oberlaube, größte Oberlaube im Mülsengrund von Seltenheitswert. - Stall: Obergeschoss Hofseite Fachwerk sichtig, Erdgeschoss massiv, - Wohnstallhaus: Bezeichnet „1809“, Fachwerk offenliegend, Ziegeldach neu, Krüppelwalmdach, straßenseitige Giebelspitze verschiefert, - Stall: Mit 13–bogigem Laubengang, Durchfahrt, Fachwerk Ziegelausfachung, Zwischenwände Lehmfachwerk, ziegelgedecktes Satteldach, - Scheune: Fachwerk mit Lehmstaken. | 08990192 |
| Direkt Bild zu diesem Denkmal hochladen | Stallgebäude, Scheune und Seitengebäude eines Vierseithofes sowie Bergkeller auf dem Flurstück Niedermülsen 182                                                     | Berthelsdorfer Straße 16; 16b (Karte)        | 19. Jahrhundert                                         | Orts- und landschaftstypische Fachwerkbauten eines malerisch in der Niederung eingebetteten Bauernhofes, ortsbildprägend. - Wohnhaus: Kein Denkmal, Schieferdach, Rückseite verschiefert und Fachwerk mit originalen Fensteröffnungen, - Scheune: Fachwerk, Bruchsteinsockel, Ständerbau, Übergang zum Stall verbrettert, Ziegeldach, - Stall: Schieferdeckung, Fachwerk Hofseite offen, Erdgeschoss massiv, Gewände aus Naturstein, - Nebengebäude: Giebel offen und zwei originale Fenster und Altglas, Holzdachrinne, Dach neu, Vierseithof. | 08990193 |
| Direkt Bild zu diesem Denkmal hochladen | Sicherungs- und Signalanlage (Schrankenstein) an der Trasse der ehemaligen Mülsengrundbahn                                                                          | Berthelsdorfer Straße 23 (bei)               |                                                         | | 09246632 |
| Direkt Bild zu diesem Denkmal hochladen | Myriameterstein der Mülsengrundbahn zwischen Mosel und Ortmannsdorf                                                                                                 | Berthelsdorfer Straße 23 (bei)               |                                                         | | 09246631 |
| Direkt Bild zu diesem Denkmal hochladen | Stallscheune eines Bauernhofes | Herbert-Heft-Straße 2 (Karte)                | um 1880 (Stallscheune)                                  | Dokument der Fachwerkbauweise in der zweiten Hälfte des 19. Jahrhunderts, ortsbildgestaltend gegenüber den großen Hofanlagen Niedermülsener Hauptstraße 4, 8 und 10. Sehr schönes Schieferdach, Ostgiebel verschiefert, Fachwerk mit Ziegelausfachung, teilweise noch Lehmstaken, Satteldach, besondere Wirkung am Ortseingang, wirkt über die weite Wiesenfläche der Niederung. | 08990189 |
| Direkt Bild zu diesem Denkmal hochladen | Nebengebäude eines Wohnhausgrundstücks | Neuer Weg 1 (Karte)                          | um 1880                                                 | Nebengebäude im Hof als kleines Fachwerkgebäude, in dieser Form kaum ein zweites Mal im Mülsengrund zu findendes Gebäude. Fachwerk offenliegend, kleines Zwerchhaus mit Speicherluke, zwei originale Fenster links und rechts neben der Tür mit Altglas, Dachpappeschindeln. | 08990194 |
| Direkt Bild zu diesem Denkmal hochladen | Vierseithof mit Wohnstallhaus (mit angebautem Backhaus), zwei Seitengebäuden (eines davon mit Oberlaube), Scheune, Brunnen, Wassertrog, Taubenhaus und Teich am Hof | Niedermülsener Hauptstraße 4 (Karte)         | um 1692, später überformt                               | Der 1609 erstmals urkundlich erwähnte Hof als Gesamtanlage mit hohem Wert für Ortsbild, Wissenschaft und Volksbildung, Fachwerkgebäude, Seitengebäude mit seltener und hübscher Oberlaube, Granit-Wassertrog. Wohnhaus: Ehemals Umgebinde mit Blockstube und Holzbalkendecke, um 1692, Stall, Scheune, Ausgedinge von etwa 1750, Backofen, Wassertrog: Granit, Teich 1775, heute etwas vergrößert, Bauerngarten, Hof: Halbe Hufe, älteste Urkunde 1609, zahlreiche Gerätschaften vorhanden. | 08990187 |
| Direkt Bild zu diesem Denkmal hochladen | Denkmal für die Gefallenen des Ersten Weltkrieges | Niedermülsener Hauptstraße 7 (neben) (Karte) | nach 1918 (Kriegerdenkmal)                              | Ortsgeschichtlich von Bedeutung, Rochlitzer Porphyrtuff mit Tafel. | 08990180 |
| Direkt Bild zu diesem Denkmal hochladen | Stallgebäude und Scheune eines Vierseithofes | Niedermülsener Hauptstraße 8 (Karte)         | 2. Hälfte 19. Jahrhundert                               | Ortstypische Fachwerkbauten eines geschlossen erhaltenen Vierseithofes, Bestandteil der einzigartigen Ortsstruktur von Niedermülsen. Kein Zugang möglich. | 08990188 |
| Direkt Bild zu diesem Denkmal hochladen | Scheune und Stallgebäude eines ehemaligen Vierseithofes | Niedermülsener Hauptstraße 10 (Karte)        | um 1800 (17. Jahrhundert nach Auskunft)                 | Bestandteil der einzigartigen Niedermülsener Dorfstruktur, Fachwerkbauten mit Dokumentationswert. - Ehemals Vierseithof, Wohnstallhaus durch Anbauten sehr verändert, - Scheune: Fachwerk offen, Hofseite Lehmausfachung, ehemals 17. Jahrhundert (nach Auskunft), scheint eher 2. Hälfte 19. Jahrhundert, ziegelgedecktes Satteldach, - Stall: Um 1920, Obergeschoss Fachwerk vom Tanzsaal des Gasthofes Thurm, Nebenstraße 28, ziegelgedecktes Satteldach. | 08990186 |
| Direkt Bild zu diesem Denkmal hochladen | Stallgebäude (mit Oberlaube) eines Vierseithofes | Niedermülsener Hauptstraße 14 (Karte)        | wohl um 1800                                            | Hoher wissenschaftlicher Wert und unverzichtbarer Bestandteil der sächsischen Kulturlandschaft, mit siebenbogiger Oberlaube, Seltenheitswert. Erdgeschoss massiv, Obergeschoss Fachwerk vorwiegend mit Lehmausfachung, siebenbogiger Laubengang, Satteldach mit Ziegeldeckung, einige originale/alte Fenster, stark gefährdet. | 08990185 |
| Direkt Bild zu diesem Denkmal hochladen | Vierseithof mit Wohnhaus, zwei Seitengebäuden und Scheune sowie Torbogen                                                                                            | Niedermülsener Hauptstraße 16 (Karte)        | 19. Jahrhundert                                         | Kleiner malerisch in die Landschaft eingebetteter und intim wirkender Bauernhof in Fachwerkbauweise, mit Bedeutung für das Ortsbild. - Stall: Fachwerk mit Lehmstaken, Giebel verschiefert, - Wohnhaus: Giebel Hauptstraße verschiefert, ein Fenster in der Spitze original, Erdgeschoss Fenstergrößen verändert, - Scheune: Kleines Scheunengebäude, Schieferdach, - Stall: Giebel verschiefert, - Torbogen bezeichnet „1840“. | 08990184 |
| Direkt Bild zu diesem Denkmal hochladen | Scheune eines ehemaligen Vierseithofes | Niedermülsener Hauptstraße 18 (Karte)        | 1921                                                    | Fachwerkbau mit sehr qualitätvollem Schieferdach, von wissenschaftlich-dokumentarischem Wert. Ehemaliger Vierseithof, eine Scheune: Ziegeldach, Fachwerk mit Ziegelausfachung, rückwärtige obere Einfahrt vom Feld her in den Giebel, sehr schönes Schieferdach. | 08990183 |
| Direkt Bild zu diesem Denkmal hochladen | Scheune und Stallgebäude eines Vierseithofes | Niedermülsener Hauptstraße 20 (Karte)        | Mitte 19. Jahrhundert                                   | Das Ortsbild gestaltende Fachwerkbauten eines malerisch in den Landschaftsraum gebetteten, geschlossen erhaltenen Gehöftes. - Scheune: Ständerbau, Ziegeldach, Satteldach, Sichtfachwerk, östliche Giebelspitze verschiefert, - Stall: Fachwerk im Obergeschoss an den Traufseiten sichtbar, Giebel neu verschiefert, Ziegeldach, originaler Dachstuhl, vermutlich sogar um 1820 oder früher. | 08990197 |
| Direkt Bild zu diesem Denkmal hochladen | Vierseithof mit Wohnstallhaus, Auszugshaus, Scheune und Stallgebäude (mit Oberlaube)                                                                                | Niedermülsener Hauptstraße 24 (Karte)        | 2. Hälfte 18. Jahrhundert und 1. Hälfte 19. Jahrhundert | Geschlossen erhaltene, imposante, ortsbildprägende Hofanlage mit Bedeutung für die Kulturlandschaft, Fachwerkensemble, eine der seltenen Oberlauben am Seitengebäude. Vierseithof, - Wohnstallhaus: Fachwerk Hofseite offen mit Lehmausfachung, Erdgeschoss Bruchstein-Ziegel-Mauerwerk, Natursteinportal, Ziegeldach, - Stall: Mit Laubengang, Durchfahrt, Erdgeschoss Ziegelmauerwerk, Ziegeldach, - Scheune: Fachwerk mit Lehmstaken, weiter Dachüberstand, - Bruchsteinunterbau, Auszugshaus, Fachwerk im Obergeschoss Lehmfachwerk, Schieferdach, Satteldach. | 08990196 |
| Direkt Bild zu diesem Denkmal hochladen | Stallgebäude eines Bauernhofes | Niedermülsener Hauptstraße 32 (Karte)        | 2. Drittel 19. Jahrhundert                              | Ortstypischer Fachwerkbau, Bestandteil der alten Dorfstruktur. - Stall: Keller, neues Ziegeldach, Ziegelausfachung, Fachwerk Hofseite und Giebel offenliegend, - Wohnhaus: Zu viele Veränderungen, kein Denkmal mehr. | 08990195 |
| Direkt Bild zu diesem Denkmal hochladen | Zwei Stallgebäude (eines davon mit Kumthalle, Nr. 38a) und Scheune des Vierseithofes                                                                                | Niedermülsener Hauptstraße 38; 38a (Karte)   | 19. Jahrhundert                                         | Dokumente der bäuerlichen Bau- und Lebensweise im 18. und 19. Jahrhundert in Fachwerkbauweise. Denkmaltext: - Stallgebäude: zweigeschossig, Obergeschoss Hofseite Sichtfachwerk mit Verblattungen, Erdgeschoss massiv, ältestes Haus des Hofes, Teile der Bausubstanz frühes 18. Jahrhundert oder früher, - Scheune: Ziegeldach, Giebelspitze zur Straße verschiefert, Hofseite Fachwerk freiliegend, vermutlich älter, - Seitengebäude mit Kumthalle: Kumthalle zweibogig, Rundpfeiler, schlecht saniert das Gebäude, aber Seltenheitswert im Mülsengrund, Denkmalwert: Als geschlossen erhaltener Vierseithof dokumentiert dieser Hof eindrucksvoll die Arbeits- und Lebensbedingungen von Bauern in Westsachsen im 18. und 19. Jahrhundert. Zugleich sind die gut erhaltenen ländlichen Wirtschaftsgebäude des Hofes Dokumente des ländlichen Bauhandwerks der gleichen Zeit. | 08990182 |
| Direkt Bild zu diesem Denkmal hochladen | Stallgebäude eines Vierseithofes und Hofpflasterung | Niedermülsener Hauptstraße 42 (Karte)        | 1. Hälfte 19. Jahrhundert                               | Kleiner orts- und landschaftstypischer Fachwerkbau, baugeschichtlich von Bedeutung. Ziegeldeckung, Satteldach, Fachwerkobergeschoss wirkt sehr gedrungen, Giebelspitze verbrettert, Hofpflasterung erhalten. | 08990181 |
| Direkt Bild zu diesem Denkmal hochladen | Scheune eines Bauernhofes und Hofpflasterung | Niedermülsener Hauptstraße 44                | Mitte 19. Jahrhundert                                   | Landschaftstypischer Fachwerkbau, Dokumentationswert. Giebelspitze verschiefert, Fachwerkkonstruktion, Ziegeldach schadhaft, vermutlich sogar um 1930, Satteldach, Hofpflasterung erhalten. | 08990179 |
| Direkt Bild zu diesem Denkmal hochladen | Scheune, Stallgebäude und Seitengebäude eines Vierseithofes | Niedermülsener Hauptstraße 46 (Karte)        | um 1875                                                 | Ortstypische Fachwerkgebäude mit Dokumentationswert, in ortsbildgestaltender Lage. - Scheune: Dach Schiefer (Rückseite Kunstschiefer), Durchfahrtscheune, Straßengiebel verschiefert, - Seitengebäude: Mit Durchfahrt von Straße her, Fachwerk-Obergeschoss freiliegend, - Wohnstallhaus: Kein Denkmal, weil verändert, - Stall: Erdgeschoss massiv, Obergeschoss Fachwerk. | 08990178 |
| Direkt Bild zu diesem Denkmal hochladen | Vierseithof mit Wohnstallhaus, Stallgebäude (mit Kumthalle und Oberlaube), Scheune und Seitengebäude                                                                | Niedermülsener Hauptstraße 48 (Karte)        | 1. Hälfte 19. Jahrhundert                               | Ortsbildprägender Bauernhof in weitgehend authentischem Zustand, Fachwerkbauten, Kumthalle und Laubengang mit hervorzuhebender Bedeutung für die Kulturlandschaft. - Wohnstallhaus: Erdgeschoss massiv, Haustürportal und Fenstergewände Hilbersdorfer Porphyrtuff, Obergeschoss Fachwerk offen zum Hof hin, - Stall: Kumthalle, mehrbogige Obergeschosslaube, Ziegeldach, Lehmfachwerk im Obergeschoss, - Scheune: Durchfahrtscheune, Lehmfachwerk, Dachdeckung Betondachsteine, - Nebengebäude: Im Obergeschoss verbrettert, Ziegeldach. | 08990177 |
| Direkt Bild zu diesem Denkmal hochladen | Scheune eines Dreiseithofes sowie Bergkeller auf dem Flurstück Niedermülsen 10/1                                                                                    | Niedermülsener Hauptstraße 65 (Karte)        | Mitte 19. Jahrhundert                                   | Orts- und landschaftstypisches Speichergebäude (Fachwerkbau), Bestandteil der alten Dorfstruktur, Bergkeller wissenschaftlich-dokumentarische Bedeutung, mit Werksteinwangen des Zuganges sowie Betondecke, Lage: gegenüber Gehöft 65. Scheune: Fachwerkbau, Bergkeller: zirks 2 mal 4 Meter, aus alter Denkmalaufstellung von 1991 übernommen. | 08990174 |
| Direkt Bild zu diesem Denkmal hochladen | Stallgebäude, Seitengebäude (mit Oberlaube) und Scheune eines Vierseithofes                                                                                         | Niedermülsener Hauptstraße 67 (Karte)        | um 1800                                                 | Ortsbildprägende Hofanlage, Wirtschaftsgebäude mit Fachwerk, straßenseitiges Seitengebäude mit Durchfahrt und neunbogiger Oberlaube, von wissenschaftlich-dokumentarischem und baugeschichtlichem Wert. - Stall mit Toreinfahrt: Westgiebel verschiefert, Traufe Fachwerk offenliegend, Schieferdach, Krüppelwalmdach, vermutlich neunbogige Oberlaube hofseitig, - Stall: Fachwerk mit Ziegelausfachung, Erdgeschoss massiv, neues Biberschwanzziegeldach, - Scheune: Ziegeldeckung, Fachwerk hofseitig, unverputzt, Satteldach. | 08990173 |
| Direkt Bild zu diesem Denkmal hochladen | Stallgebäude, Scheune und Seitengebäude eines Vierseithofes sowie Bergkeller auf dem Flurstück Niedermülsen 8/1                                                     | Niedermülsener Hauptstraße 69 (Karte)        | 19. Jahrhundert                                         | Bestandteil der alten Ortsstruktur, geschlossen erhaltener Bauernhof, straßenseitiges Wirtschaftsgebäude mit Durchfahrt. - Scheune: Saniert, Biberschwanzziegel, Ständerbau, Sichtfachwerk, Straßengiebel vollständig verschiefert, Satteldach, - Stall: Fachwerk-Obergeschoss, Straßenseitiges Stallgebäude, kein Denkmal, Obergeschoss verschiefert, hoffentlich keine Oberlaube übersehen, - Wohnstallhaus bezeichnet „1877“. | 08990172 |
| Direkt Bild zu diesem Denkmal hochladen | Seitengebäude eines ehemaligen Vierseithofes | Niedermülsener Hauptstraße 71 (Karte)        | wohl 1. Hälfte 19. Jahrhundert                          | Kleiner Fachwerkbau mit wissenschaftlich-dokumentarischem Wert. Holzdachrinne, Bruchsteinsockel, Westseite verbrettert, Hofseite nicht einsehbar, nicht der beste Bauzustand. | 08990171 |
|                                         | Wohnhaus (Umgebindehaus) | Niedermülsener Hauptstraße 72 (Karte)        | um 1820                                                 | Einziges Bauernhaus mit Umgebinde in Niedermülsen, daher besondere wissenschaftlich-dokumentarische und ortshistorische Bedeutung, des Weiteren städtebaulich unverzichtbar. Bruchstein- und Ziegelmauerwerk, Fachwerk mit Lehmausfachung, Ziegeldach, Giebel verschiefert, leerstehend, einige Holzfenstergewände, ein Fenstergewände Hilbersdorfer Porphyrtuff, Milchhausanbau oder Backhausanbau (?). Anschrift ist möglicherweise: Niedermülsener Hauptstraße 74. | 08990176 |
| Direkt Bild zu diesem Denkmal hochladen | Vierseithof mit Wohnstallhaus (mit angebautem Backhaus), zwei Seitengebäuden und Scheune                                                                            | Niedermülsener Hauptstraße 77 (Karte)        | 19. Jahrhundert                                         | Eindrucksvolle Hofanlage am Ortseingang, in Fachwerkbauweise, baugeschichtlich von Bedeutung. - Wohnstallhaus: Bruchsteinmauerwerk, Obergeschoss Fachwerk verschiefert, Schieferdach, - Durchfahrtscheune: Originaler Torbogen, Giebel verschiefert, Schieferdach, - Scheune: Fachwerkkonstruktion, ziegelgedecktes Satteldach. | 08990167 |
| Direkt Bild zu diesem Denkmal hochladen | Wohnstallhaus, Seitengebäude, Scheune und Einfriedung eines Bauernhofes                                                                                             | Niedermülsener Hauptstraße 78; 80 (Karte)    | 1. Hälfte 19. Jahrhundert                               | Ansprechende Hofanlage mit Bedeutung für das Ortsbild. - Wohnstallhaus: Fenster entsetzlich vergrößert, Schieferdach, Krüppelwalmdach, um 1800, - Stall: Ostgiebelspitze verbrettert, ehemalige Durchfahrtscheune, Sichtfachwerk, neues Ziegeldach, - Scheune: Rückseite Ziegeldach, Hofseite Schieferdach, Krüppelwalmdach, Sichtfachwerk, um 1800, Scheune Niedermülsener Hauptstraße 78, Flurstück 5/3. | 08990170 |
| Direkt Bild zu diesem Denkmal hochladen | Stallgebäude (mit Kumthalle) und Scheune eines Vierseithofes sowie Göpelpflasterung und Torbogen                                                                    | Niedermülsener Hauptstraße 82 (Karte)        | 19. Jahrhundert                                         | Zwei Wirtschaftsgebäude eines geschlossen erhaltenen Vierseithofes, Fachwerkbauten, Bestandteil der alten Ortsstruktur. - Scheune: Keller, Dach und Giebelspitze verschiefert, Durchfahrtscheune, Sichtfachwerk, - Stall: Kumthalle dreibogig mit Natursteinpfeilern, ziegelgedecktes Satteldach. | 08990168 |
| Direkt Bild zu diesem Denkmal hochladen | Wohnstallhaus, Scheune und Seitengebäude eines Vierseithofes | Niedermülsener Hauptstraße 88 (Karte)        | um 1800                                                 | Unmittelbar am Ortseingang gelegene Hofanlage, dokumentiert ländliche Bau- und Lebensweise in der ersten Hälfte des 19. Jahrhunderts in Fachwerkbauweise. - Scheune: Ziegelausfachung, Bruchsteinsockel, Giebel verschiefert, Schieferdach, Keller, Tor mit Zierrat, - Wirtschaftsgebäude (Durchfahrtscheune): Stall links, Durchfahrt zum Feld, Lehmfachwerk, Satteldach, - Wohnstallhaus: Fachwerk offen zur Hofseite, Erdgeschoss etwas verändert, straßenseitiger Giebel verschiefert, Schieferdach, um 1800. | 08990169 |

## Ortmannsdorf
| Bild                                    | Bezeichnung | Lage                                         | Datierung                                  | Beschreibung | ID       |
| --------------------------------------- | --- | -------------------------------------------- | ------------------------------------------ | --- | -------- |
| Direkt Bild zu diesem Denkmal hochladen | Häuslerhaus | Am Grubenberg 7 (Karte)                      | 1. Hälfte 19. Jahrhundert                  | Fachwerkgebäude von ortsbildprägender Bedeutung in weitgehend authentischer Gestalt. Über Hakengrundriss Erdgeschoss massiv, Obergeschoss Fachwerk verschiefert, Fenster leicht vergrößert, Giebel verbrettert, Satteldach, historische Winterfenster. | 09237857 |
| Direkt Bild zu diesem Denkmal hochladen | Gasthof mit Saalanbau | Am Schrebergarten 1 (Karte)                  | 1905/1910                                  | Von ortsgeschichtlicher und ortsbildprägender Bedeutung, mit historisch wertvoller Ausstattung des Saales. Zweigeschossig, massiv, und verputzt, Fassade geglättet, profilierte Kellerfenster, flache Korbbogenfenster im Erdgeschoss und Obergeschoss, Eingang mit verdachter Holzkonstruktion, Satteldach mit Zwerchhaus mit Oculus in der Mittelachse, angebauter Saal mit fünf Achsen, langgestreckte Korbbogenfenster und Bühnentrakt, Innen: zentrale Stuckrosette mit Entlüftungsgittern. | 09237896 |
| Direkt Bild zu diesem Denkmal hochladen | Scheune und Durchfahrtsscheune eines Vierseithofes | Am Schrebergarten 6 (Karte)                  | 1903                                       | Von ortsbildprägender Bedeutung, Fachwerkbauten, Teil der alten Ortsstruktur. - Scheune mit Durchfahrt: Erdgeschoss massiv, Obergeschoss Fachwerk, Satteldach, - Scheune: Erdgeschoss massiv, Obergeschoss Fachwerk, Krüppelwalmdach. | 09237895 |
| Direkt Bild zu diesem Denkmal hochladen | Wohnstallhaus eines Bauernhofs | Am Schrebergarten 10 (Karte)                 | 1. Hälfte 19. Jahrhundert                  | Teil der historischen Ortsstruktur, mit Fachwerk-Obergeschoss, baugeschichtlich von Bedeutung. Zweigeschossig, Erdgeschoss massiv, Obergeschoss Fachwerk verbrettert, originale Fenster, Größe, Giebel verschiefert, Krüppelwalmdach. | 09237894 |
| Direkt Bild zu diesem Denkmal hochladen | Wohnhaus | Flurstraße 4 (Karte)                         | Ende 18. Jahrhundert                       | Straßenbildprägendes Fachwerkhaus in der alten Dorfstruktur, baugeschichtlich von Bedeutung. Zweigeschossig, Erdgeschoss massiv, Fenster vergrößert, Obergeschoss teilweise Fachwerk (verschiefert), Satteldach schiefergedeckt, straßenseitiger Anbau. | 09237863 |
| Direkt Bild zu diesem Denkmal hochladen | Häuslerhaus | Heinrichsorter Straße 14 (Karte)             | Ende 18. Jahrhundert                       | Wohnhaus einer Häuslerei von straßenbildprägender Bedeutung, mit Fachwerk-Obergeschoss. Erdgeschoss: massiv, Fenster verändert, Fachwerk-Obergeschoss dekorativ verschiefert/verputzt, Fenster historisch, Satteldach mit verschieferten Giebeln. | 09237859 |
| Direkt Bild zu diesem Denkmal hochladen | Wohnstallhaus eines Bauernhofes | Neuschönburger Straße 1 (Karte)              | Ende 18. Jahrhundert                       | Ortsbildprägender Fachwerkbau, strebenreiches Fachwerk, Teil der alten Dorfstruktur. Zweigeschossig, Erdgeschoss massiv, Erdgeschoss-Fenster teilweise vergrößert, Fachwerk-Obergeschoss mit Eck- und Querstreben, Fenster vergrößert, Giebel verkleidet, Krüppelwalmdach, Außenseite verschiefert, Türsturz. | 09237861 |
| Direkt Bild zu diesem Denkmal hochladen | Denkmal für die Gefallenen des Ersten Weltkrieges | Neuschönburger Straße 83 (gegenüber) (Karte) | nach 1918 (Kriegerdenkmal)                 | Gedenkstein für den alten Ortsteil Neuschönburg, von ortshistorischer Bedeutung. Grob behauene Granitstele über flachem, getrepptem Sockel mit Reliefdarstellung einer stilisierten Eiche, Eisernem Kreuz und später erneuerter Inschrifttafel. | 09237850 |
| Direkt Bild zu diesem Denkmal hochladen | Wohnhaus | Neuschönburger Straße 87 (Karte)             | 1. Hälfte 19. Jahrhundert                  | Fachwerkgebäude von baugeschichtlicher Bedeutung als Teil der alten Dorfstruktur. Erdgeschoss massiv, später verändert, Obergeschoss Fachwerk, Fenster in originaler Größe, ornamental verschiefert, Frackdach schiefergedeckt. | 09237854 |
| Direkt Bild zu diesem Denkmal hochladen | Mietshaus | Neuschönburger Straße 98 (Karte)             | Ende 19. Jahrhundert                       | Massives gründerzeitliches Wohnhaus mit Laden in historistischem Ziegeldekor, Zeugnis der Dorferneuerung um 1900, von ortsbildprägender und baugeschichtlicher Bedeutung. Fünfachsiges Ziegelbauwerk von massiver Kubatur, über Sockel Eckrustika, Erdgeschoss mit historischer Schaufensterform über Balustern, Fenster und Türen mit gelben Zierklinkern segmentbogig geschmückt, Stürze aus Werkstein, gestrichen, Gurtgesimse zum Teil aus glasierten Ziegeln. | 09237853 |
| Direkt Bild zu diesem Denkmal hochladen | Häusleranwesen mit Wohnhaus und Schuppen | Neuschönburger Straße 99 (Karte)             | 2. Hälfte 19. Jahrhundert                  | Fachwerkwohnhaus, als eines der wenigen Fachwerk-Baudenkmale von Ortmannsdorf-Neuschönburg starker Denkmalrelevanz, sozialgeschichtlich von Bedeutung. Wohnhaus: fünfachsiger breitgelagerter Fachwerkbau, Erdgeschoss massiv, verändert, Obergeschoss sichtiges Fachwerk, Fenstergröße historisch, Krüppelwalmdach mit Dachhecht, Giebel verkleidet. | 09237856 |
| Direkt Bild zu diesem Denkmal hochladen | Häuslerhaus | Neuschönburger Straße 122 (Karte)            | Mitte 19. Jahrhundert                      | Fachwerkgebäude von ortsbildprägender Bedeutung als Teil der alten Dorfstruktur, sozialgeschichtlich von Bedeutung. Erdgeschoss massiv später verändert, Fachwerk-Obergeschoss und Giebel verschiefert, historische Fenster, Sattel-Frackdach. | 09237855 |
| Direkt Bild zu diesem Denkmal hochladen | Häuslerhaus | Oberdorf 2 (Karte)                           | Ende 18. Jahrhundert                       | Teil der alten Ortsstruktur, mit Fachwerk-Obergeschoss, baugeschichtlich und sozialgeschichtlich von Bedeutung. Erdgeschoss massiv verändert, Obergeschoss Fachwerk dekorativ verschiefert, Fenster in historischer Größe, Satteldach. | 09237889 |
| Direkt Bild zu diesem Denkmal hochladen | Wohnstallhaus und Stallscheune eines Bauernhofes | Oberdorf 20 (Karte)                          | Ende 19. Jahrhundert                       | Fachwerkgebäude als Teil der alten Dorfstruktur, baugeschichtlich von Bedeutung. - Wohnstallhaus: Erdgeschoss massiv, Steingewände um Türen und Fenster, später verändert, Obergeschoss Fachwerk verbrettert, Fenster in Originalgröße mit Zierrahmen zum Teil Schiebefenster, Krüppelwalmdach. - Teil der Stallscheune: Erdgeschoss massiv, Obergeschoss Fachwerk verbrettert, Ziergiebel mit Schmuckandreaskreuzen. | 09237883 |
| Direkt Bild zu diesem Denkmal hochladen | Wohnstallhaus, Stallscheune und Scheune eines ehemaligen Vierseithofes | Oberdorf 32 (Karte)                          | um 1800                                    | Anlage an der Dorfaue als Bestandteil der historischen Siedlungsstruktur, Fachwerkbauten. - Wohnstallhaus: Erdgeschoss massiv verändert, Obergeschoss Fachwerk massiv, Fenster in Originalgröße, zum Teil historische Fenster mit Zierrahmen, Giebel verputzt, mit neuen Fenstern, - Stallscheune: Erdgeschoss massiv, Obergeschoss Fachwerk verbrettert, Satteldach, historische Schiebefenster, - Scheune: Erdgeschoss massiv, Obergeschoss Fachwerk verbrettert, Satteldach, historische Schiebefenster. | 09237884 |
| Direkt Bild zu diesem Denkmal hochladen | Brücke als Hofzufahrt | Oberdorf 32 (vor) (Karte)                    | 19. Jahrhundert                            | Steinbogenbrücke, von bau- und verkehrsgeschichtlicher Bedeutung. Einfache kleine Steinbogenbrücke aus Bruchstein, einbogig über den Bach der Dorfaue, Belag modern aufgearbeitet. | 09237887 |
| Direkt Bild zu diesem Denkmal hochladen | Zwei Seitengebäude und Scheune eines Vierseithofes | Oberdorf 36 (Karte)                          | 1. Hälfte 19. Jahrhundert (Stallscheune)   | Ensemble von hoher Denkmalrelevanz als Zeugnis der historischen Dorfstruktur, Fachwerkbauten. - Stallscheune I: Erdgeschoss massiv, Obergeschoss Fachwerk verbrettert mit Außenaufgang und historischen Fenstern, - Stallscheune II: Erdgeschoss massiv, Obergeschoss verschiefert, Satteldach, Biberschwanzdeckung, - Scheune: Über Granitsockel weite Fachwerkstellung, Kopfbänder zum Teil verblattet, tiefgezogenes Satteldach, über Türsturz bezeichnet „1730“, Giebel verschiefert. | 09237885 |
| Direkt Bild zu diesem Denkmal hochladen | Drei Seitengebäude eines Bauernhofes | Oberdorf 44 (Karte)                          | Ende 19. Jahrhundert                       | Anlage am Ende des Dorfes als Zeugnis des landwirtschaftlichen Aufschwungs um 1900 von bauhistorischer Bedeutung. Alle Gebäude preußisches Fachwerk, zum Teil Erdgeschoss massiv, Satteldach, Bauzustand vernachlässigt, ehemals durch LPG genutzte Gebäude. | 09237886 |
| Weitere Bilder                          | Empfangsgebäude (St. Niclaser Hauptstraße 131) mit angebautem Güterschuppen, Nebengebäude (Ortmannsdorfer Straße 6a) sowie Lokschuppen (St. Niclaser Hauptstraße 122b) eines Bahnhofes | Ortmannsdorfer Straße 6a (Karte)             | um 1870                                    | Markante Gebäude einer dörflichen Bahnanlage, von verkehrsgeschichtlicher und ortshistorischer Relevanz. - Empfangsgebäude (Mülsen St. Niclas, Flstk. 451/6): Flachgelagertes Ziegelgebäude aus gelbem Ziegel, steinsichtig mit Eckrustika und architektonischen Gliederungselementen aus Sandstein, zweigeschossiger Mittelbau, risalitartig vorspringend, flachgeneigtes Satteldach im Schweizer Stil mit Schnitzwerk im Ziergesparre und dekorativen Pfannenköpfen, Giebel und Drempel mit Okuli, - Frachthalle und Nebengebäude (Stall) entsprechend, - Nebengebäude auf Ortmannsdorfer Flur (Ortsmannsdorf, Flstk. 1200), - Lokschuppen (Mülsen St. Niclas, Flstk. 451/6): Zweizügig aus rotem preußischen Fachwerk, flachgeneigtes Satteldach.                                                    | 09237875 |
| Direkt Bild zu diesem Denkmal hochladen | Häusleranwesen (ohne moderne Anbauten) | Ortmannsdorfer Straße 8 (Karte)              | 2. Drittel 18. Jahrhundert                 | Fachwerkgebäude von baugeschichtlicher und ortsbildprägender Bedeutung, Zeugnis der historischen Siedlungsstruktur. Erdgeschoss massiv, Fenster und Putz modern, Fachwerk-Obergeschoss mit enger Stützenstellung und Eckstreben, Fenster leicht vergrößert, Krüppelwalmdach, um 1886 Erdgeschoss massiv unterfahren. | 09237874 |
| Direkt Bild zu diesem Denkmal hochladen | Wohnmühlenhaus | Ortmannsdorfer Straße 10 (Karte)             | 18. Jahrhundert                            | Zeugnis des dörflichen Handwerks, von ortshistorischer und baugeschichtlicher Bedeutung. - Haus (ohne Garagenanbauten): Erdgeschoss massiv, Fenster vergrößert, Obergeschoss: im Wohnteil Fachwerk verschiefert und verbrettert, Fenster in historischer Größe, - Hangseitiger Mühlteil: zweigeschossig, oberschlächtig, massiv, ohne Reste des Mahlwerks, verputzt, mit Faschen und historischen vergitterten Fenstern, Krüppelwalmdach, Lage: am Rand der Dorfaue. | 09237876 |
| Direkt Bild zu diesem Denkmal hochladen | Fabrikanlage mit Produktionsgebäude, Schornstein und Schuppen | Ortmannsdorfer Straße 20 (Karte)             | um 1910                                    | Zeugnis der dörflichen Industrialisierung um 1900 von ortsgeschichtlicher und siedlungsbildprägender Bedeutung, Formen zwischen Reformstil und Neobarock, technikgeschichtlich wichtig. Dreigeschossiger Ziegelbau über Sockel verputzt, repräsentative Gliederung durch Portallisenen, Voluten, Putzspiegel und Mansarddach in zeittypischen Formen zwischen Reformstil und Neobarock, Stahlbeton-Skelettbauweise, Schuppen: schlichter Bau, verputzt, mit Toreinfahrt im Giebel, Fenster und Türen historisch., Firma Fritz Nitschke u. Co. KG. | 09237871 |
| Direkt Bild zu diesem Denkmal hochladen | Brücke | Ortmannsdorfer Straße 34 (neben) (Karte)     | 19. Jahrhundert                            | Steinbogenbrücke, Teil der alten Orts- und Wegestruktur, verkehrsgeschichtliche Bedeutung. Steinbogenbrücke: Gneis-Bruchsteine. | 09237867 |
| Direkt Bild zu diesem Denkmal hochladen | Wohnstallhaus, Stallscheune und zwei Scheunen eines Vierseithofes | Ortmannsdorfer Straße 37 (Karte)             | 1. Hälfte 18. Jahrhundert                  | Stattlicher Bauernhof mit bemerkenswerter Fachwerksubstanz, von ortsbildprägender Bedeutung, Teil der alten Dorfstruktur, Wohnstallhaus mit altertümlicher Fachwerkkonstruktion (Kopf- und Fußstreben). - Wohnstallhaus: Zweigeschossig, Erdgeschoss massiv, teilweise verändert, Fachwerk-Obergeschoss einriegelig mit Kopf- und Fußstreben, verblattet, Satteldach und Giebel verschiefert, - Stallscheune I: Erdgeschoss massiv, Obergeschoss Fachwerk mit Eckstreben, Satteldach schiefergedeckt, - Stallscheune II: Erdgeschoss massiv, Obergeschoss Fachwerk mit Eck- und Querstreben, Durchfahrt, Scheunentore böhmische Form, Durchfahrt mit Korbbogen, - Scheune: Erdgeschoss massiv, Obergeschoss Fachwerk mit Eck- und Querstreben, Krüppelwalmdach, Zierfachwerk an der Straßengiebelseite. | 09237865 |
| Direkt Bild zu diesem Denkmal hochladen | Häuslerhaus | Ortmannsdorfer Straße 38 (Karte)             | Ende 18. Jahrhundert                       | Fachwerk, Teil der alten Ortsstruktur, baugeschichtlich und sozialgeschichtlich von Bedeutung. Zweigeschossig, Erdgeschoss massiv, Fenster vergrößert, Obergeschoss Fachwerk mit Eck- und Querstreben, Giebel verkleidet, schiefergedecktes Satteldach, neuerer Anbau, guter Zustand. | 09237868 |
| Direkt Bild zu diesem Denkmal hochladen | Wohnhaus | Ortmannsdorfer Straße 53 (Karte)             | um 1910                                    | Das Ortsbild prägender Wohnbau im Reformstil der Zeit um 1910, singulär. Eingeschossig, massiv, Fenster neu, Mansarddach, Mittelgiebel geschweift, Fledermausgaupe, Dachausbau, Auslucht. | 09237862 |
| Direkt Bild zu diesem Denkmal hochladen | Brücke | Ortmannsdorfer Straße 56 (bei) (Karte)       | 19. Jahrhundert                            | Steinbogenbrücke, Teil der Orts- und Wegestruktur, verkehrsgeschichtliche Bedeutung. Steinbogenbrücke aus Gneis-Bruchstein, alter Putz. | 09237864 |
| Weitere Bilder                          | Kirche (mit Ausstattung) und Denkmal für die Gefallenen des Ersten Weltkrieges auf dem Kirchhof                                                                                        | Wildenfelser Straße (Karte)                  | 1774 (Turm)                                | Baugeschichtlich, ortsgeschichtlich und ortsbildprägend von Bedeutung, große barocke Saalkirche. - Kirche: Neuromanische Saalkirche im höchstgelegenen Ort des Mülsengrundes, verputzter Bau mit angedeutetem Querhaus und hoher Apsis, Turm über quadratischem Grundriss, geschweifte Haube und Laterne, im Norden späterer Sakristeianbau, einheitliche Ausstattung aus der Erbauungszeit, innen 1972 restauriert, Orgel von Kreuzbach, - Kriegerdenkmal: Zwei porphyrgerahmte schwarze Steintafeln zu seiten des Kirchenportals. Kirche teilsaniert, Kriegerdenkmal unsaniert. | 09237906 |
| Direkt Bild zu diesem Denkmal hochladen | Wohnstallhaus eines Dreiseithofes | Wildenfelser Straße 3 (Karte)                | um 1800                                    | Mit Fachwerk-Obergeschoss, als Zeugnis der alten Dorfstruktur von ortsbildprägender und bauhistorischer Bedeutung. Wohnstallhaus: Erdgeschoss massiv verändert, Obergeschoss Fachwerk verschiefert, Fenstergröße historisch, Satteldach Schiefer. (Stallscheune und Scheune am 08.03.2000 von der Denkmalliste gestrichen) | 09237877 |
| Direkt Bild zu diesem Denkmal hochladen | Scheune und Stallscheune eines Vierseithofes | Wildenfelser Straße 7 (Karte)                | um 1890                                    | Dokumente ländlicher Wirtschaftsverhältnisse und Zeugnisse der alten Ortsstruktur. - Stallscheune: Ziegelbau verputzt mit Sandsteingewänden und historischen Schiebetoren, Türen mit Oberlicht, Gurtgesims, - Scheune: Erdgeschoss massiv mit historischen Schiebetoren, Drempel, Fachwerk, Satteldach. | 09237880 |
| Direkt Bild zu diesem Denkmal hochladen | Brücke als Hofzufahrt | Wildenfelser Straße 7 (vor) (Karte)          | 19. Jahrhundert                            | Steinbogenbrücke, technisches Bauwerk von verkehrsgeschichtlicher und ortstypischer Relevanz. Einbogige, einfache Steinbogenbrücke aus Gneis-Quadern ohne Schlussstein mit modernem Geländer und neuerem Belag. | 09237879 |
| Direkt Bild zu diesem Denkmal hochladen | Wohnhaus, später Gasthof, mit Seitengebäude (Lagergebäude) | Wildenfelser Straße 9 (Karte)                | 2. Hälfte 19. Jahrhundert (als Bauernhaus) | Als Teil der alten Dorfstruktur von ortsbildprägender und ortsgeschichtlicher Bedeutung. - Gasthaus (ehemals Bauernhaus): Erdgeschoss massiv, verändert bei Umnutzung zum Gasthof, Obergeschoss Fachwerk, liegende Fenster, verkleidet, Giebel verschiefert, Satteldach mit stehenden Gaupen, Schieferdeckung, - Lagergebäude: Massivbau verputzt, große Tore im Erdgeschoss, Obergeschoss Wandöffnungen mit Holzlamelleneinsatz, Ladeluke und verbrettertem Dachhaus über mittlerer Einfahrt, Satteldach. | 09237881 |
| Direkt Bild zu diesem Denkmal hochladen | Wohnstallhaus, zwei Stallscheunen und Scheune eines Vierseithofes | Wildenfelser Straße 17                       | Anfang 19. Jahrhundert (Wohnstallhaus)     | Überwiegend Fachwerkgebäude, Hofanlage prägt die historische Ortsstruktur, baugeschichtlich von Bedeutung. - Wohnstallhaus: Massiv, Straßengiebel verkleidet, Satteldach, leicht geschweift, schiefergedeckt, Stalltürverdachung, - Stallscheune I: Zur Straße mit Mitteldurchfahrt, Erdgeschoss massiv, Obergeschoss Fachwerk mit Straßenseite verschiefert, - Stallscheune II zum Hang: Erdgeschoss massiv, Obergeschoss Fachwerk verbrettert, Satteldach, - Scheune: Erdgeschoss teilweise massiv und Fachwerk, Holzschiebetore, Obergeschoss Fachwerk, Satteldach. | 09237891 |
| Direkt Bild zu diesem Denkmal hochladen | Pfarrhaus | Wildenfelser Straße 21 (Karte)               | um 1900                                    | Repräsentatives gründerzeitliches Pfarrhaus, Zeugnis der dörflichen Erneuerung um 1900 von ortsbildprägender Bedeutung. Zweigeschossiger massiver Putzbau mit Klinker-Ziergliederung auf gequadertem Sockel, Straßenseite durch Mittelrisalit betont, in Zwerchhaus übergehend, am Mittelrisalit Sockel, Tafel im ersten Obergeschoss unleserlich, Zwillings- und Drillingsfenster mit eingestellten Säulchen, Krüppelwalmdach. | 09237907 |
| Direkt Bild zu diesem Denkmal hochladen | Lagergebäude | Wildenfelser Straße 22 (Karte)               | 1920er Jahre                               | Zeugnis der dörflichen Wirtschaftsentwicklung nach dem Ersten Weltkrieg, Lagergebäude aus Fachwerk. Einfaches Fachwerkgebäude mit verbrettertem Drempel und Giebel, straßenseitiger Laderampe mit historischen Schiebetoren unter vorgezogenem Dach, und Satteldach mit Schieferdeckung. | 09237878 |
| Direkt Bild zu diesem Denkmal hochladen | Stallscheune und zwei Scheunen eines Vierseithofes | Wildenfelser Straße 25 (Karte)               | um 1800 (Stallscheune)                     | Straßenbildprägende Gebäude zum Teil in Fachwerk, Teil der historischen Ortsstruktur. - Stallscheune: Erdgeschoss massiv, Obergeschoss Fachwerk mit Eck- und Querstreben, zwei Ladetüren, im Obergeschoss Blattsassen, - Scheune I: Erdgeschoss massiv, Drempel, preußisches Fachwerk, - Scheune II: Erdgeschoss massiv, Ziegelgesims, Obergeschoss massiv, Fensteröffnungen im Stichbogen geschlossen, Gewänderahmung von Ziegeln, Satteldach, straßenseitig neuerer Anbau. | 09237904 |
| Direkt Bild zu diesem Denkmal hochladen | Wohnhaus und Schuppen (mit Kellerhals im Hang) eines Häusleranwesens | Wildenfelser Straße 29 (Karte)               | Mitte 19. Jahrhundert                      | Teil der alten Ortsstruktur von ortsbildprägender und sozialgeschichtlicher Bedeutung. - Wohnhaus: Erdgeschoss massiv, verändert, Obergeschoss Fachwerk verbrettert, Hechtgaupen im schiefergedeckten Satteldach, - Schuppen: Aus Fachwerk mit verbrettertem Giebel, im Hang Kellerhals aus Naturstein. | 09237908 |
| Direkt Bild zu diesem Denkmal hochladen | Stallscheune, zwei Scheunen und Wassertrog eines Vierseithofes | Wildenfelser Straße 36 (Karte)               | Ende 18. Jahrhundert (Stallscheune)        | Von ortsbildprägender Bedeutung, Teil der alten Ortsstruktur in Fachwerkbauweise. - Stallscheune: Mit Durchfahrt, Erdgeschoss teilweise massiv, Obergeschoss Fachwerk, Durchfahrt bogig mit Knaggen, originale Fenstergröße, Satteldach, Wassertrog, - Scheunen: Erdgeschoss massiv mit Holzschiebetoren, Obergeschoss Fachwerk verbrettert, Satteldach und Krüppelwalmdach. | 09237890 |
| Direkt Bild zu diesem Denkmal hochladen | Seitengebäude, Stallscheune und Scheune eines Vierseithofes | Wildenfelser Straße 50 (Karte)               | Anfang 19. Jahrhundert (Stallscheune I)    | Fachwerkbauten von ortsbildprägender und baugeschichtlicher Bedeutung. - Beide Stallscheunen: Erdgeschoss massiv, Obergeschoss Fachwerk mit Quer- und Eckstreben, Satteldach, - Scheune: Erdgeschoss massiv, Schiebetor, Obergeschoss Zierfachwerk mit Drempel, an Hofseite im Obergeschoss zwei Schiebetore sowie Schiebetor im Giebel und Balken für Flaschenzug, Satteldach. | 09237892 |
| Direkt Bild zu diesem Denkmal hochladen | Häuslerhaus | Wildenfelser Straße 56 (Karte)               | nach Auskunft 1760                         | In gutem Originalzustand erhaltener Fachwerkbau, sozialgeschichtlich von Bedeutung. Zweigeschossig, Erdgeschoss massiv, Obergeschoss Fachwerk Fuß- und Eckstreben, originale Fenstergrößen, Giebelseite verschiefert, Satteldach. | 09237893 |
| Direkt Bild zu diesem Denkmal hochladen | Wohnhaus | Wildenfelser Straße 68 (Karte)               | Anfang 19. Jahrhundert                     | Fachwerkwohnhaus von ortsbildprägender Bedeutung, Teil der alten Ortsstruktur. Zweigeschossig, Erdgeschoss massiv, Obergeschoss Fachwerk, originale Fenstergröße, Giebel ornamental verschiefert, hohes spitzes Satteldach, guter Erhaltungszustand. | 09237903 |
| Direkt Bild zu diesem Denkmal hochladen | Wohnstallhaus, zwei Stallscheunen und Scheune eines Vierseithofes | Wildenfelser Straße 74 (Karte)               | Wiederaufbau 1930 (Wohnstallhaus)          | Von Bedeutung für Ortsbild, Teil der alten Ortsstruktur, Fachwerkbauten, baugeschichtlich von Bedeutung. - Wohnstallhaus: Zweigeschossig, Erdgeschoss massiv, Obergeschoss Fachwerk, Satteldach, Giebel verkleidet, Fenster teilweise vergrößert, neuer Anbau hangseitig, - Stallscheune I: Erdgeschoss massiv, Obergeschoss Fachwerk mit Kopf- und Fußstreben, Satteldach, - Stallscheune II: Erdgeschoss massiv, Obergeschoss Fachwerk, Satteldach, - Scheune: Holzkonstruktion verbrettert, mit Schiebetor, Satteldach. | 09237897 |
| Direkt Bild zu diesem Denkmal hochladen | Ehemaliges Wohnstallhaus eines Vierseithofes | Wildenfelser Straße 76b (Karte)              | 2. Hälfte 18. Jahrhundert                  | Von ortsbildprägender Bedeutung, Fachwerkbau, Teil der alten Ortsstruktur. Zweigeschossig, Erdgeschoss massiv unterfahren, Obergeschoss Fachwerk Fuß- und Kopfstreben, leicht profilierte Fußleiste, Erdgeschoss verändert durch Garageneinfahrten und Sockelverkleidung, geschweiftes Satteldach, Giebel verschiefert. | 09237898 |
| Direkt Bild zu diesem Denkmal hochladen | Wohnstallhaus, zwei Stallscheunen und Scheune eines Vierseithofes | Wildenfelser Straße 78 (Karte)               | 2. Hälfte 18. Jahrhundert                  | Von ortsbildprägender Bedeutung, Fachwerkbauten, Teil der alten Ortsstruktur, baugeschichtlich von Bedeutung. - Wohnstallhaus: Zweigeschossig, Erdgeschoss massiv, Obergeschoss Fachwerk, Fenster vergrößert, schiefergedecktes Satteldach mit kleinen Gaupen, - Stallscheune I: Zweigeschossig, Erdgeschoss massiv, mit Durchfahrt, Obergeschoss Fachwerk, teilweise Schiebefenster, Eck- und Fußstreben, in der Schwelle Blattsassen, Satteldach schiefergedeckt, - Scheune: Zweigeschossig, Erdgeschoss massiv, teilweise Fachwerk, Holzschiebetor, Obergeschoss Fachwerk verbrettert, Satteldach, - Stallscheune II: Zweigeschossig, Erdgeschoss massiv, Obergeschoss Fachwerk, Satteldach. | 09237899 |
| Direkt Bild zu diesem Denkmal hochladen | Wohnstallhaus, zwei Stallscheunen und Scheune eines Vierseithofes | Wildenfelser Straße 86 (Karte)               | Ende 18. Jahrhundert (Wohnstallhaus)       | Von ortsbildprägender Bedeutung, Fachwerkbauten, Teil der alten Ortsstruktur, baugeschichtlich von Bedeutung. - Wohnstallhaus: Zweigeschossig, Erdgeschoss massiv, Obergeschoss Fachwerk verbrettert, Giebel verkleidet, - Stallscheune I: Erdgeschoss massiv, teilweise verändert, Obergeschoss Fachwerk, Satteldach, - Stallscheune II: Erdgeschoss teilweise massiv und Fachwerk, Obergeschoss Fachwerk teilweise verbrettert, ein Giebel verschiefert, ein Giebel Mittelstütze mit Lehmgefache, geschweiftes Satteldach, - Scheune: Erdgeschoss massiv, Obergeschoss Fachwerk verbrettert, Satteldach. | 09237900 |
| Direkt Bild zu diesem Denkmal hochladen | Stallscheune und zwei Scheunen eines Vierseithofes | Wildenfelser Straße 88 (Karte)               | Anfang 19. Jahrhundert (Stallscheune)      | Von ortsbildprägender Bedeutung, Fachwerkbauten, Teil der alten Ortsstruktur. - Scheune I mit Durchfahrt: Erdgeschoss massiv, Durchfahrt korbbogenförmig, Obergeschoss Fachwerk, ein Giebel massiv, Eck- und Querstreben, Satteldach, - Scheune II: Erdgeschoss teilweise massiv und Fachwerk, Drempelgeschoss, Satteldach, - Stallscheune: Erdgeschoss massiv, Obergeschoss Fachwerk, Eck- und Querstreben, Ladetür. | 09237901 |
| Direkt Bild zu diesem Denkmal hochladen | Wohnstallhaus und Stallscheune eines Bauernhofes | Wildenfelser Straße 92 (Karte)               | Ende 18. Jahrhundert                       | Teil der alten Ortsstruktur, Fachwerkbauten eines ehemaligen Drei- oder Vierseithofes, baugeschichtlich von Bedeutung. - Wohnstallhaus: Erdgeschoss massiv, teilweise verändert, Obergeschoss Fachwerk, Eck- und Querstreben, Krüppelwalmdach, Dachhechtfensterchen gestaffelt, - Stallscheune: Erdgeschoss massiv, Obergeschoss Fachwerk mit alten Schiebefenstern, Giebel verschiefert, Satteldach, neuerer Anbau. | 09237902 |

## Stangendorf
| Bild                                    | Bezeichnung | Lage                                  | Datierung                            | Beschreibung | ID       |
| --------------------------------------- | --- | ------------------------------------- | ------------------------------------ | --- | -------- |
| Direkt Bild zu diesem Denkmal hochladen | Vierseithof mit Wohnstallhaus, zwei Seitengebäuden und Scheune                                                                                   | Am Feuerwehrhaus 17 (Karte)           | Ende 18. Jahrhundert                 | Eindrucksvolles Ensemble, vier Gebäude mit Fachwerk und Krüppelwalmdächern, Bedeutung für die Kulturlandschaft. - Wohnstallhaus: Bruchsteinsockel, Giebel Rückseite verschiefert, Fenster alt, Fachwerk Hofseite Lehmausfachung, Schieferdach, - Stall mit Durchfahrt: Obergeschoss Fachwerk, Giebel Fachwerk mit Ziegelausfachung, Giebelspitze mit Lehmstaken, - Scheune: Fachwerk offen auf der Rückseite, Giebelspitze Feldseite verschiefert, straßenseitig Ziegelausfachung, - Stall straßenseitig: Fachwerk Lehmausfachung.                                                                     | 08990126 |
| Direkt Bild zu diesem Denkmal hochladen | Stallgebäude eines Bauernhofes | Am Feuerwehrhaus 21 (Karte)           | Mitte 19. Jahrhundert                | Wirkungsvoller Wirtschaftsbau einer geschlossen erhaltenen Hofanlage, mit Fachwerk-Obergeschoss, baugeschichtlich von Bedeutung. Stall: Fachwerk-Obergeschoss mit Lehmausfachung, Giebel verschiefert, Erdgeschoss unterfahren, Ziegelmauerwerk, wirkt sehr in den Landschaftsraum, neben Gartenstraße 17 (heute: Am Feuerwehrhaus 17). | 08990127 |
| Direkt Bild zu diesem Denkmal hochladen | Zwei Scheunen, Stallgebäude und Hofpflasterung eines Vierseithofes                                                                               | Am Sportzentrum 1 (Karte)             | 19. Jahrhundert                      | Eindrückliches Hofensemble mit orts- und landschaftscharakteristischen Wirtschaftsgebäuden (Fachwerkbauten teilweise mit Lehmausfachung). - Scheune mit Traufseite zur Straße: Fachwerkbau, Zwischengeschoss, zwei Tore rückseitig, Satteldach ziegelgedeckt, Giebelspitze verschiefert, - Scheune mit Giebelseite zur Straße: Ohne rückwärtigen Anbau, Obergeschoss Fachwerk, Giebel verbrettert, Satteldach, - Stall: Zweigeschossig, Fachwerkbau, Keller (?), Satteldach mit Ziegeldeckung. | 08990104 |
| Direkt Bild zu diesem Denkmal hochladen | Scheune, Stallgebäude, Auszugshaus, Torbogen und Hofwand eines Vierseithofes                                                                     | Am Sportzentrum 2; 4 (Karte)          | 1. Hälfte 19. Jahrhundert            | Imposantes Ensemble von Fachwerkbauten, Hofwand in Fachwerkbauweise, mit hohem Dokumentationswert. Stall: Zur Feldseite, Erdgeschoss massiv, Obergeschoss Fachwerk, Sämtliches Fachwerk mit Holznägeln. | 08990106 |
| Direkt Bild zu diesem Denkmal hochladen | Vierseithof mit Wohnstallhaus, Stallscheune und zwei Seitengebäuden                                                                              | Blumenweg 1 (Karte)                   | 1. Hälfte 19. Jahrhundert            | Größter Vierseithof in Stangendorf, eine der ältesten weitgehend authentisch erhaltenen Hofanlagen mit ortsbildgestaltender Funktion in Fachwerkbauweise. - Scheune/Stall: Verblattetes Fachwerk im Obergeschoss, Giebelspitzen verbrettert, um 1800?, später massiv unterfahren, - Wohnstallhaus: Sehr eng stehendes Fachwerk im Obergeschoss, um 1800?, - Seitengebäude<. großes Dach mit Schieferdeckung außen, Hofseite Eternit, - Stall: Wellblech, Fachwerk im Obergeschoss. | 08990117 |
| Direkt Bild zu diesem Denkmal hochladen | Vierseithof mit Wohnstallhaus, Scheune, zwei Seitengebäuden (davon eines mit ehemaliger Oberlaube) und Göpelpflasterung im Hof sowie Feldscheune | Marktsteig 1 (Karte)                  | 19. Jahrhundert                      | Einzigartiges Hofensemble in Stangendorf mit Bedeutung für Ortsbild und Kulturlandschaft, Fachwerkbauten. - Scheune: Durchfahrtscheune, Stall mit ehemaliger Oberlaube (sechs Bögen), Schieferdach, zwei kleine Gauben auf der Hofseite, - Wohnstallhaus: Sehr breit gelagerter Bau, Schieferdach, (bezeichnet) 1965 Modernisierung, Göpelpflasterung im Hof noch erkennbar, - Stall mit zwei Garageneinbauten: Schiefergedecktes Satteldach, zwei kleine Gauben hofseitig, - Feldscheune: Kompakter Fachwerkbau, Satteldach.                                                                          | 08990116 |
| Direkt Bild zu diesem Denkmal hochladen | Wohnhaus (Nr. 4), Seitengebäude (Mühle) und Hofpflasterung des Mühlgutes sowie Mühlgraben                                                        | Mühleneck 3; 4 (Karte)                | um 1800                              | Von besonderem ortshistorischen Interesse. - Nebengebäude: Teilweise Fachwerk mit Lehmstaken, Schieferdach alt (sehr große Schieferplatten), Bruchsteinmauerwerk am Mühlgraben, Bruchsteinsockel, teilweise hofseitig abgebrochen, - Mahlbau: Um 1930 (?), Schieferdach, Schleppgauben, Putzfassade, - Ausgebautes Wohnstallhaus: Schieferdach, teilweise neu ausgebaut massiv, - Wohnhaus: Ausgebaut, Schieferdach, feldseitiger Giebel verschiefert, zur Ortsseite mit Sichtfachwerk, um 1800. Mühlgraben hat Dokumentationswert.                                                                    | 08990124 |
| Direkt Bild zu diesem Denkmal hochladen | Scheune und Stallgebäude eines Vierseithofes | Mühleneck 5 (Karte)                   | 2. Hälfte 19. Jahrhundert            | Zeugnis bäuerlicher Bau- und Lebensweise in der zweiten Hälfte des 19. Jahrhunderts sowie beachtenswerte Lage neben dem Stangendorfer Mühlgut. - Leerstehendes Wohnhaus kein Denkmal, - Gebäude nur noch Reste, gegenüber dem Mühlgut, - Scheune gegenüber Wohnhaus: Fachwerkbau mit Lehmausfachung, zweite Hälfte 19. Jahrhundert, - Stallgebäude Ende 19. Jahrhundert: Speicherluke, Ziegelbau, Obergeschoss Fachwerk mit Ziegelausfachung. An Rückseite verläuft Mühlgraben. | 08990125 |
| Direkt Bild zu diesem Denkmal hochladen | Wohnstallhaus (Nr. 1), Stallgebäude (zu Nr. 1) und Scheune (zu Nr. 1a) sowie Toreinfahrt eines Vierseithofes                                     | Schneppendorfer Straße 1; 1a (Karte)  | um 1800                              | Große Hofanlage, Fachwerkbauten, ortsbildprägende und wissenschaftlich-dokumentarische Bedeutung. - Scheune: Rückseite Lehmfachwerk, Giebel Ziegelausfachung und Ziegelsockel, Dach neu verschiefert, straßenseitiger Giebel Lehmstaken, Traufe und Straßengiebel Bruchsteinsockel, Krüppelwalmdach, - Stall: Fachwerk im Obergeschoss, - Wohnstallhaus: Fachwerk-Obergeschoss, Dach neu verschiefert, Bruchsteinsockel, vier Fenster Erdgeschoss Straßenseite, Gebäude Hilbersdorfer Porphyrtuff, 12 zu 4 Achsen, entstellender Dachausbau, Krüppelwalmdach, (Flurstück 74/7: 1, Flurstück 74/8: 1a). | 08990121 |
| Direkt Bild zu diesem Denkmal hochladen | Scheune und Stallgebäude eines Vierseithofes sowie verbindende Hofwand (Fachwerk) und Hofpflasterung                                             | Stangendorfer Hauptstraße 14 (Karte)  | 2. Hälfte 19. Jahrhundert            | Orts- und landschaftstypische Fachwerkbauten, bäuerliche Bau- und Lebensweise dokumentierend. - Scheune: Obere Giebelspitze Straßenseite verschiefert, saniert, - Stall: Mit Durchfahrt, saniert, ziegelgedecktes Satteldach. | 08990114 |
| Direkt Bild zu diesem Denkmal hochladen | Wohnstallhaus eines ehemaligen Vierseithofes | Stangendorfer Hauptstraße 22a (Karte) | um 1850                              | Großes Gebäude mit Fachwerkobergeschoss, als Dokument einer florierenden Bauernwirtschaft und ortsüblicher Baugesinnung, baugeschichtlich von Bedeutung. Erdgeschoss Ziegelmauerwerk, Obergeschoss Fachwerk vorwiegend Lehmstaken, Giebel straßenseitig verschiefert (drei Achsen), Satteldach mit Ziegeldeckung (Hofseite) und Schiefer (Rückseite). | 08990113 |
| Direkt Bild zu diesem Denkmal hochladen | Stallgebäude und angebaute Scheune eines Vierseithofes                                                                                           | Stangendorfer Hauptstraße 26 (Karte)  | um 1800                              | Fachwerkbauten einer geschlossen erhaltenen Hofanlage mit wissenschaftlich-dokumentarischem Wert. - Stall: Ehemalige Verblattungen noch sichtbar, Rückseite Lehmstaken, Dachziegel original, - Scheune: Teilunterkellert, Fachwerk überwiegend Lehmstaken, Schieferdach, - Wohnstallhaus kein Denkmal: Ehemals zwei Gebäude, noch ehemalige Verblattungen zu sehen, also Fachwerk später noch mal verändert, Aufzug wohl um 1930, Giebel Straßenseite verschiefert. | 08990112 |
| Direkt Bild zu diesem Denkmal hochladen | Seitengebäude eines Zweiseithofes | Stangendorfer Hauptstraße 35 (Karte)  | 2. Hälfte 19. Jahrhundert            | Fachwerkbau eines kleinen Hofes, in wichtiger ortsbildgestaltender Lage gegenüber Einmündung Gartenstraße. - Wohnhaus: Leider stark verändert, - Nebengebäude: Fachwerk in wichtiger ortsbildgestaltender Lage in einer Kurve und gegenüber der Einmündung Gartenstraße. | 08990118 |
| Direkt Bild zu diesem Denkmal hochladen | Stallgebäude und Scheune eines Vierseithofes | Stangendorfer Hauptstraße 41 (Karte)  | bezeichnet 1806                      | Wirtschaftsgebäude eines geschlossen erhaltenen Hofensembles, Fachwerkkonstruktion mit wissenschaftlich-dokumentarischem Wert. - Scheune: Ständerbau, Schwelle ohne Fundament, sehr weiter Dachüberstand, - Stallgebäude: Erdgeschoss massiv, Obergeschoss Lehmfachwerk, relativ weiter Dachüberstand, Anfang 18. Jahrhundert, Satteldach. | 08990111 |
| Direkt Bild zu diesem Denkmal hochladen | Wohnstallhaus, Seitengebäude (Durchfahrtsscheune), Stallgebäude und Scheune eines Vierseithofes                                                  | Stangendorfer Hauptstraße 47 (Karte)  | bezeichnet 1868 (Durchfahrtsscheune) | Einzigartig und eine der wenigen weitgehend unverändert erhaltenen Hofanlagen in Stangendorf, Fachwerkbauten mit ortsbildprägender Funktion. - Wohnstallhaus: Giebelumbau 1930er Jahre mit neuer Verschieferung, erbaut um 1820, Erdgeschoss massiv, Obergeschoss Sichtfachwerk, - Durchfahrtscheune: Bezeichnet 1868, Erdgeschoss Ziegelmauerwerk, Obergeschoss Fachwerk und originale Fenster (Lehmfachwerk), ziegelgedecktes Satteldach, - Scheune: Fachwerkbau, Satteldach, Auszugshaus? an der Straße, um 1860, Satteldach mit Ziegelgliederung.                                                  | 08990110 |
| Direkt Bild zu diesem Denkmal hochladen | Wohnhaus mit Vorgarten | Stangendorfer Hauptstraße 49 (Karte)  | bezeichnet 1866                      | Weitgehend original erhaltener gründerzeitlicher Wohnbau mit feinsinnig dekorierter Putzfassade, baugeschichtlich von Bedeutung. Zweigeschossig, ausgebautes Dachgeschoss, Putzfassade und Putzgliederung, Satteldach, Zwerchhaus, wichtige Lage, original: Haustür, mit Klinke und Oberlicht, Fenster, Fensterläden. | 08990109 |
| Direkt Bild zu diesem Denkmal hochladen | Schulgebäude mit hofseitigem Sanitärbau, heute Rathaus                                                                                           | Stangendorfer Hauptstraße 52 (Karte)  | um 1910                              | Bau- und ortsgeschichtliche Bedeutung, im Reformstil der Zeit um 1910, ortsbildprägend in Ecklage Schulweg. Rustikaquadersockel, Putzfassade, zweigeschossig, Uhrturm, Portal mit figürlichem Schlussstein, heute teilweise Ortschaftsrat. | 08990108 |
| Direkt Bild zu diesem Denkmal hochladen | Nebengebäude eines Wohnhausgrundstücks | Stangendorfer Hauptstraße 53 (Karte)  | um 1870                              | Wirtschaftsgebäude in Fachwerkbauweise mit Lehmstaken, bäuerliche Arbeits- und Lebensweise dokumentierender Fachwerkbau. Nebengebäude: Fachwerk, Lehmstaken, Giebel verschiefert, ziegelgedecktes Satteldach. | 08990107 |
| Direkt Bild zu diesem Denkmal hochladen | Wohnstallhaus und Scheune eines Vierseithofes | Stangendorfer Hauptstraße 57 (Karte)  | 2. Hälfte 19. Jahrhundert            | Fachwerkbauten als Dokumente bäuerlicher Bau- und Lebensweise im 19. Jahrhundert. - Wohnstallhaus: Zweigeschossig, Obergeschoss Fachwerk offenliegend, saniert, Satteldach mit Ziegeldeckung, Erdgeschoss größere Fenster, starke Wirkung in den Straßenraum, - Scheune: Fachwerk mit Ziegelausmauerung, Durchfahrtscheune, Satteldach. | 08990102 |
| Direkt Bild zu diesem Denkmal hochladen | Scheune und Seitengebäude (mit Oberlaube) eines Vierseithofes                                                                                    | Stangendorfer Hauptstraße 58 (Karte)  | Anfang 19. Jahrhundert               | Durchfahrtscheune zum Feld mit Oberlaube und giebelständig zur Ortsstraße stehende Scheune mit Lehmfachwerk, zwei wirkungsvolle Wirtschaftsgebäude eines geschlossen erhaltenen Vierseithofes mit einer der selten gewordenen Oberlauben. - Durchfahrtscheune: Ziegelmauerwerk, Obergeschoss Fachwerk verbrettert, originale Fenster, Rückseite Lehmstaken Fachwerk im Obergeschoss, Ziegeldach, - Scheune: Giebelseite vollständig verbrettert, Schieferdach, hofabgewandte Seite Ziegelmauerwerk, feldseitige Giebelspitze auch verbrettert, Satteldach.                                             | 08990101 |
| Direkt Bild zu diesem Denkmal hochladen | Feldscheune (mit angebautem Stallteil) eines Bauernhofes                                                                                         | Stangendorfer Hauptstraße 59a (Karte) | um 1800                              | Langgestreckter Baukörper zum Feld hin (Fachwerkkonstruktion), mit wissenschaftlich-dokumentarischem Wert und ortsbildcharakterisierender Funktion. Durchfahrtscheune Fachwerk, Ziegelsockel, originale Ziegel auf dem Satteldach, Giebelspitze verbrettert, Schafstall angebaut, Fachwerk im Obergeschoss, neues Dach. | 08990105 |
| Direkt Bild zu diesem Denkmal hochladen | Stallgebäude (mit Oberlaube) und Scheune eines Vierseithofes                                                                                     | Teichstraße 5 (Karte)                 | 1. Hälfte 19. Jahrhundert            | Wirkungsvolle Fachwerkgebäude geschlossen erhaltenen Vierseithofes, mit wissenschaftlich-dokumentarischem Wert, in Sonderheit die Oberlaube des Stalles von hohem Seltenheitswert. Vierseithof, modernisiert, ausgesprochene Ortsrandlage, - Stall: Ehemalig. heute Garageneinbau, aber sehr altes Fachwerk, vermutlich vor 1800, Oberlaube, - Scheune: Satteldach, Rückseite Sichtfachwerk. | 08990115 |
| Direkt Bild zu diesem Denkmal hochladen | Wohnhaus und Seitengebäude | Uferstraße 1 (Karte)                  | um 1820                              | Sehr malerisch und reizvoll gelegenes Anwesen, Fachwerkbauten, ehemaliges Umgebindehaus, die Blockstube am Wohnhaus einzigartig in Stangendorf. Wohnhaus: Fachwerk im Obergeschoss, Giebel neu verschiefert, Rückseite Fachwerk offenliegend, Ostgiebel Fachwerk offen und Giebelspitze verbrettert, Satteldach, - Nebengebäude: Erdgeschoss neu, massiv, mit Garageneinbau, Ziegeldach, Giebel Rückseite Fachwerk mit Ziegelausfachung, Ende 19. Jahrhundert, sehr malerisch und reizvoll gelegen. | 08990123 |
| Direkt Bild zu diesem Denkmal hochladen | Wartehäuschen der Mülsengrundbahn | Uferstraße 7 (gegenüber) (Karte)      | 1884/1885                            | Hölzernes Wartehäuschen der 1951 stillgelegten Bahnstrecke Mülsengrundbahn, letztes unverfälscht erhaltenes Zeugnis des Anschlusses von Stangendorf an das Eisenbahnnetz. Hinter den Garagen, gegenüber Nummer 7, gleiches Gebäude steht (verändert) in St. Micheln an der Auerbacher Straße gegenüber dem Friedhof, Schmalspurbahn 1884/1885 gebaut, am 20. Mai 1951 letzte Fahrt, Stilllegung und Abbau des gesamten Gleiskörpers, heute teilweise Ausbau zum Radweg. | 08990122 |
| Direkt Bild zu diesem Denkmal hochladen | Dreiseithof mit Wohnhaus (Nr. 8), Scheune und Seitengebäude (Nr. 9)                                                                              | Uferstraße 8; 9 (Karte)               | Anfang 19. Jahrhundert               | An der alten Bahntrasse gelegener Bauernhof mit Fachwerkgebäuden, Bestandteil alter Ortsstruktur. - Wohnhaus: Um 1800, Fachwerk mit Lehmausfachung, Rückseite Obergeschoss mit Eternitschindeln, sehr malerischer Giebel mit drei Achsen, - Scheune: Fachwerkbau, - Stall/Wohnstallhaus: Zum Wohnhaus umgebaut, nur Obergeschoss Fachwerk, geringer Denkmalwert, aber Gehöftzusammenhang, zweite Hälfte 19. Jahrhundert. | 08990120 |
| Direkt Bild zu diesem Denkmal hochladen | Scheune eines Bauernhofes | Uferstraße 15 (Karte)                 | Mitte 19. Jahrhundert                | Ausgezeichnet erhaltener Fachwerkbau an der alten Bahntrasse, baugeschichtlich von Bedeutung. Ständerbau, Ziegelausfachung, Giebelspitze verbrettert, ziegelgedecktes Satteldach, bester Zustand. | 08990119 |
| Direkt Bild zu diesem Denkmal hochladen | Wohnhaus | Uferstraße 17 (Karte)                 | Mitte 19. Jahrhundert                | Kleines Fachwerk-Wohnhaus, eines der wenigen weitgehend original erhaltenen ländlichen Gebäude dieser Zeit, die nicht zu einer Bauernwirtschaft gehören. Erdgeschoss-Fenstergewände Porphyrtuff, Fachwerk-Obergeschoss, Schieferdeckung Satteldach, Lage Nähe Bach, von der Hauptstraße aus zu sehen. | 08990129 |

## Thurm
| Bild                                    | Bezeichnung | Lage                            | Datierung                             | Beschreibung | ID       |
| --------------------------------------- | --- | ------------------------------- | ------------------------------------- | --- | -------- |
| Weitere Bilder                          | Gasthof | An der Alten Brauerei 1 (Karte) | um 1800 oder 1750                     | Besondere ortshistorische Bedeutung, Dokumentations- und Erinnerungswert, ortsbildprägend in Ecklage Zwickauer Straße. Zweigeschossig, Obergeschoss Rückseite verschiefert, Erdgeschoss massiv, Giebel und Straßenseite Fachwerk offen, Krüppelwalmdach, Giebel Rückseite Kunstschiefer neu und ein altes Fenster mit Sechser–Teilung, erwähnt im 16. Jahrhundert, ehemals Ritterguts–Gasthof. (bestätigt K.-M. 15. September 1993) | 08990133 |
| Direkt Bild zu diesem Denkmal hochladen | Scheune mit winkelförmigem Anbau | An der Festscheune 3 (Karte)    | Anfang 19. Jahrhundert                | Als letzte Reste des ehemaligen Rittergutes Thurm ortsgeschichtlich bedeutsam (siehe auch Schloss des Rittergutes, Voigtlaidener Straße 8 – Objekt 08990160). Ehemals großzügiger Komplex, der Rest zum Ausbau als Festscheune vorgesehen. | 08990274 |
| Direkt Bild zu diesem Denkmal hochladen | Scheune eines Dreiseithofes | Feldstraße 7 (Karte)            | letztes Drittel 19. Jahrhundert       | Orts- und landschaftstypischer Fachwerkbau, ortsbildcharakterisierend. Fachwerk mit Ziegelausfachung, Satteldach Biberschwanzdeckung. | 08990139 |
| Direkt Bild zu diesem Denkmal hochladen | Wohnhaus (mit zwei Eingängen) | Schneeberger Straße 7           | bezeichnet 1848                       | Ortsteiltypischer Fachwerkbau mit besonderem wissenschaftlich-dokumentarischen Wert als Art Doppelhaus, im Ensemble der sogenannten Weberhäuser. - Links: Bezeichnet „C. G. U. 1848“ in Porphyr, - Rechts: Originale Haustür, Türsturz bezeichnet „UDSB“, 1997 beteiligt, entstellender Putz Erdgeschoss und Fenster, Dach Biberschwanz neu, Fachwerkobergeschoss offenliegend. | 08990135 |
| Direkt Bild zu diesem Denkmal hochladen | Wohnhaus | Schneeberger Straße 11 (Karte)  | um 1820                               | Ortstypischer, straßenraumprägender Fachwerkbau in Hanglage, Bestandteil eines Ensembles gleichartiger Häuser. Zweigeschossig, Erdgeschoss massiv und größere Fenster, Obergeschoss: Fachwerk, Giebel verschiefert und ein originales Fenster in der Spitze, Südgiebel neu mit Kunstschiefer. | 08990136 |
| Direkt Bild zu diesem Denkmal hochladen | Transformatorenhaus | Sonnenweg (Karte)               | 1906                                  | Hölzernes Transformatorenhaus, sich einfühlsam in den baulichen Kontext des Dorfes einordnender Bau, Dokument der Elektrifizierung und daher von ortshistorischem Interesse. Kunststeinsockel, rundum verbrettert, vermutlich 1906 errichtet, damals Legen der Stromleitung nach Thurm, heute als Stall genutzt. Bauweise: Wände Holzkonstruktion, Dach Satteldach mit Faserzementplatten, Holztor, Holzfenster mit Einfachverglasung. | 08990153 |
| Direkt Bild zu diesem Denkmal hochladen | Fabrik | Sonnenweg 10 (Karte)            | 1907, Umbau 1923 (Strumpffabrik)      | Qualitätvoller Industriebau mit wissenschaftlichem Wert und Bedeutung für die Ortsentwicklung. Viergeschossig, Erdgeschoss Bruchsteinmauerwerk mit Klinkerrundbögen, Fenstergitter, Obergeschoss Putzfassade mit Kunststeingliederung, drei Achsen breit, seit 1497 Engelmann-Mühle, original: Eingangstür, Treppenhaus, alle Fenster, Fenstergitter Erdgeschoss, Einfriedung: verputzte Mauer und Pfeiler und Holzzaun, Torpfeiler mit eckgestellten Würfeln, die Fabrik 1923 erbaut von dem Lichtensteiner Architekt Paul Beckert, (bestätigt K. 14. Februar 2000), Haus-Nummer 3/5: Wohnhaus (Flurstücksnr. 56/2), Kein Denkmal, Haus-Nummer 7: Fabrik (Flurstücksnr. 56/1), erfasst unter der Anschrift Sonnenweg 5 und 7, heute Sonnenweg 10, Einfriedung vor 2010 abgebrochen. | 08990154 |
| Direkt Bild zu diesem Denkmal hochladen | Scheune eines Vierseithofes | Sonnenweg 11 (Karte)            | um 1860                               | In Blickbeziehung zur Kirche stehender Fachwerkbau mit wissenschaftlich-dokumentarischer und baugeschichtlicher Bedeutung. Satteldach, Fachwerk offenliegend, Fensterrahmenverzierung vergleiche Zwickauer Straße 24, originaler Dachstuhl, erfasst unter der Anschrift: Sonnenweg 4 (gehört heute zum Vierseithof Sonnenweg 3, hat aber eigen Anschrift). | 08990152 |
| Direkt Bild zu diesem Denkmal hochladen | Wohnhaus mit Vorgarten | Thurmer Hauptstraße 6 (Karte)   | um 1880                               | Repräsentatives gründerzeitliches Wohnhaus, einziges Gebäude des Ortes im Schweizerstil. Putzbau, Zwerchhaus, Gesperre, Putzfassade mit Putzgliederung, Fenstersohlbänke Sandstein, Stuckrosette an Fassade, original: Haustür. | 08990157 |
| Direkt Bild zu diesem Denkmal hochladen | Stallgebäude und zwei Scheunen eines Vierseithofes | Thurmer Hauptstraße 8 (Karte)   | Mitte 19. Jahrhundert                 | Das Ortsbild mitprägende Fachwerkbauten eines in Gänze erhaltenen Vierseithofes, baugeschichtlich von Bedeutung. - Stall: Fachwerkbau mit Lehmstaken, Stallteil Ziegelmauerwerk, Fenstergewände Naturstein, Bruchsteinsockel, Ziegeldach/Satteldach, Obergeschoss straßenseitig verschiefert, - Scheune: Fachwerk offenliegend, Lehmstaken, Schwelle Rückseite liegt fast ohne Fundament, Satteldach Ziegeldeckung, Giebelspitze Hauptstraße verschiefert, * Feldseitige Scheune: Fachwerk mit Lehmstaken, Durchfahrtscheune, Rückseite Fachwerk freiliegend. | 08990156 |
| Direkt Bild zu diesem Denkmal hochladen | Wohnstallhaus auf dem Feld | Thurmer Hauptstraße 14 (Karte)  | bezeichnet 1840                       | Fachwerkbau, wissenschaftlich-dokumentarischer Wert. - Wohnstallhaus: Natursteinportal um 1840, Giebel Straßenseite verschiefert, Erdgeschoss massiv, Obergeschoss hofseitig offenliegendes Fachwerk, Ziegeldach, Fenstergewände Erdgeschoss Natursteinrahmung, Fachwerk Ziegel- und Lehmausfachung – abgebrochen, - Scheune: Fachwerk ziegelausgefacht auf der Hofseite, Zwischenwände Lehmfachwerk – abgebrochen, - Stall: Straßengiebel vollständig verschiefert, Fachwerk im Hof offenliegend, erste Hälfte 19. Jahrhundert Rückseite Lehmfachwerk?, Satteldach Biberschwanzziegeldeckung (Denkmalbegründung) – abgebrochen, - Wohnstallhaus auf dem Feld: Erdgeschoss massiv, Obergeschoss Fachwerk Lehmstaken, Schieferdach, original: Haustür und Fenster, guter Zustand, Kaufvertrag 1793, Flurstück 517 (ursprünglich falsch erfasst unter Hausnummer 15). Abbruch 2000: Wohnstallhaus, Stall und Scheune (Flurstück 516). Wohnstallhaus Flurstück 517 von 1793 – laut Kaufvertrag, blieb erhalten (zusätzliches Wohnhaus eines 2000 vollständig abgebrochenen Dreiseithofes). Anschrift des abgebrochenen Dreiseithofes ist Thurmer Hauptstraße 15 (siehe Objekt 09300182), vermutlich nicht Nummer 14, nur das Haus auf Flurstück 517 ist Nummer 14. | 08990155 |
| Direkt Bild zu diesem Denkmal hochladen | Scheune, Stallgebäude und Hofpflasterung eines Vierseithofes                                                                                          | Thurmer Hauptstraße 26 (Karte)  | 2. Hälfte 19. Jahrhundert             | Orts- und landschaftstypische Fachwerkbauten eines geschlossen erhaltenen Vierseithofes mit wissenschaftlich-dokumentarischem Wert. - Scheune: Johann Christian Friedrich Herold Bauherr, Richard Hockol Zimmermeister, Rückseite Lehmstaken, Fachwerk verbrettert, Zwischenwände Lehmfachwerk, Hofseite offenliegendes Lehmfachwerk, Dachseite neu Juli 2000, - Stall: Massiv, Fachwerk-Obergeschoss, 1991 Giebel saniert. | 08990150 |
| Direkt Bild zu diesem Denkmal hochladen | Stallgebäude eines Vierseithofes | Thurmer Hauptstraße 27 (Karte)  | Anfang 19. Jahrhundert (Stallgebäude) | Alter Fachwerkbau eines kleinen Vierseithofes mit wissenschaftlich-dokumentarischem Wert. Zweigeschossig, Obergeschoss Fachwerk, hofseitig offen, zeigt Verblattungen, Satteldach Biberschwanzdeckung, Erdgeschoss massiv, eventuell vor 1800. | 08990149 |
| Direkt Bild zu diesem Denkmal hochladen | Schmiede | Thurmer Hauptstraße 32 (Karte)  | wohl um 1800                          | Bedeutung für die Ortsgeschichte und die Volksbildung, insbesondere die Lage neben Gasthof und das Erscheinungsbild verdeutlichen auf einzigartige Weise die ehemalige Situation. Fachwerkbau, Giebel teilweise verbrettert, wichtige Lage an platzartiger Straßenaufweitung und -kreuzung, neben Gasthof. | 08990159 |
| Direkt Bild zu diesem Denkmal hochladen | Wohnhaus | Thurmer Hauptstraße 51 (Karte)  | um 1850                               | Reizvoller Fachwerkbau, als vermutliches Weberhaus von wissenschaftlich-dokumentarischem und ortsgeschichtlichem Interesse. Zweigeschossig, drei Achsen im Obergeschoss, Erdgeschoss massiv, Obergeschoss Fachwerk offenliegend, Westgiebel verschiefert, Fenster alt, Erdgeschoss: Haustür, Fenster und Fensterläden um 1920, Satteldach mit Biberschwanzdeckung, rückwärtig Anbauten. | 08990144 |
| Direkt Bild zu diesem Denkmal hochladen | Wohnhaus und Handschwengelpumpe im Vorgarten | Thurmer Hauptstraße 52 (Karte)  | um 1850                               | Straßenraumprägender Fachwerkbau mit ortsgeschichtlicher Bedeutung als sogenanntem Weberhaus, hölzerne Handschwengelpumpe. Fachwerk mit Lehmausfachung im Obergeschoss, Erdgeschoss massiv, Westgiebel drei alte Fenster, verschiefert, Satteldach mit Biberschwanzdeckung, rückwärtige Anbauten. | 08990145 |
| Direkt Bild zu diesem Denkmal hochladen | Mühlengebäude (als Winkelbau) mit Vorgarten sowie Nebengebäude                                                                                        | Thurmer Hauptstraße 56 (Karte)  | nach 1864                             | Großer repräsentativer Mühlenhof, hoher ortsgeschichtlicher Zeugniswert, die gründerzeitlichen Klinkerbauten auch Ausdruck neuer Baugesinnung. Rote Klinkerfassade mit Klinkergliederung, unter anderem Deutsches Band, Schieferdach, erst Eisenhammer, dann Papiermühle 1848 abgebrannt, dann Mahlmühle und Strumpfwirkerei, Nebengebäude unsaniert, Mühle saniert. | 08990146 |
| Direkt Bild zu diesem Denkmal hochladen | Vierseithof mit Wohnstallhaus, zwei Seitengebäuden (eines davon mit Oberlaube) und Scheune                                                            | Thurmer Hauptstraße 59 (Karte)  | 1. Hälfte 19. Jahrhundert             | Eine der schönsten geschlossen erhaltenen Hofanlagen in Thurm, ein Stallgebäude mit seltener, vierbogiger Oberlaube, Zeugnis vergangener bäuerlicher Bau- und Lebensweise in Fachwerkbauweise. Scheune, Fachwerkbau, saniert, Satteldach mit Ziegeldeckung. | 08990147 |
| Direkt Bild zu diesem Denkmal hochladen | Wohnhaus | Thurmer Nebenstraße 3 (Karte)   | um 1860                               | Wohnhaus mit Fachwerkobergeschoss, wissenschaftlich-dokumentarischer Wert, Lage am Ortseingang von Stangendorf her. Erdgeschoss Massivlehm mit Ziegelmauerwerk–Reparaturen (Beispiel Fenstereinbau), Obergeschoss Fachwerk mit Lehmausfachung, Westgiebel verschiefert, vermutlich älter, Satteldach mit Ziegeldeckung, original: Haustür und Fenster im Erdgeschoss alt, Haustürportal um 1915. | 08990130 |
| Direkt Bild zu diesem Denkmal hochladen | Vierseithof, bestehend aus Wohnstallhaus mit Vorgarten, Stallgebäude, Scheune und Seitengebäude (mit Oberlaube)                                       | Thurmer Nebenstraße 19 (Karte)  | um 1800                               | Imposante Hofanlage mit außerordentlich hohem wissenschaftlich-dokumentarischen Wert, Fachwerkgebäude, eines davon mit seltener, vielbogiger Oberlaube. - Wohnstallhaus: Obergeschoss Fachwerk Lehmausfachung, Giebel Obergeschoss und Spitze verschiefert, - Scheune zur Hauptstraße: Fachwerk im Obergeschoss, Erdgeschoss massiv, unterfahren, - Feldscheune: Laubengang!, Fachwerk, um 1800, Verblattungen, neun oder zehn Bögen, DDR-Liste 1980. | 08990131 |
| Direkt Bild zu diesem Denkmal hochladen | Stallgebäude, Scheune und Seitengebäude (mit Oberlaube) eines Vierseithofes                                                                           | Thurmer Nebenstraße 22 (Karte)  | 19. Jahrhundert                       | Dokumentationswert, Zeugnis bäuerlicher Wirtschaftsweise vergangener Zeiten in Fachwerkbauweise, die Oberlaube mit Seltenheitswert. - Stall: Hoher Bruchsteinsockel mit Keller, Obergeschoss Fachwerk, originale Fenster, Fachwerk freiliegend Traufseite, Giebel verschiefert, Stallfenstergewände Sandstein, - Wirtschaftsgebäude: Laubengang !!, - Scheune: Keller teilweise, Zugang Rundbogenpforte, zwei große Tore, Ziegeldach, um 1800. | 08990132 |
| Weitere Bilder                          | Friedhofskapelle, zwei klassizistische Grabmale sowie Grabsteine Weller, Bitterlich, Leyn, Flechsig und Holzkreuze Werner, Auerswald auf dem Friedhof | Voigtlaidener Straße (Karte)    | 1912                                  | Friedhofskapelle mit architekturhistorischem Wert, Grabmale ortsgeschichtlich von Bedeutung. Kapelle: Granitquadersockel, saniert, Schieferdach, Glockentürmchen verschiefert, Grabsteine: - Klassizistisches Grabmal, Vasenurne auf Postament, Hilbersdorfer Porphyrtuff, - Erdrabatte Holzkreuz Martha Marie Werner geb. Auerswald, Pfarrfrau in Neumark 26.02.1897 – 13.10.1937, - Erdrabatte Holzkreuz Marie Gertrud Auerswald geb. Fritzsche, Pfarrfrau in Thurm 3.9.1866 – 10.3.1927, - Erdrabatte Leutnant L.D.Inf-Reg. Nummer 243 Hermann Oskar Martin Auerswald 30.5.1894 verm. seit 6.10.1915, zum Gedächtnis 1. Timotheus 6, 12, - Holzkreuz Martin-Theodor Auerswald, Pfarrer in Thurm 1903 – 1928, 30.9.1863 – 21.8.1928, - Holzkreuz Dr. phil. Johannes Ernst Auerswald, Diplomlandwirt, 25.9.1898 – 23.11.1935, Somme 1917, - Johann Gottlob Weller, Grabmal aus Hilbersdorfer Porphyrtuff, um 1850, - Erdrabatte, Dr. med. Max Bitterlich 3.3.1870 – 6.11.1935, mit Vogelschale, - Doppel–Erdrabatte, Pastorenpaar Ida Leyn geb. Schwarze, gest. 1888 und Carl Leyn, gest. 1903, Marmorkreuz und zwei Schwarzplatten, - Erdreihengrab, Emil Flechsig, königl. Werkstättenvorsteher 27.1.1859 – 16.11.1912, Granitstein auf Sandsteinsockel.     | 08990164 |
| Weitere Bilder                          | Kirche (mit Ausstattung) und Denkmal für die Gefallenen des Ersten Weltkrieges am Chor der Kirche                                                     | Voigtlaidener Straße (Karte)    | 1729–1731                             | Baugeschichtlich, ortsgeschichtlich und ortsbildprägend von Bedeutung, barocke Dorfkirche, Kriegerdenkmal, Aufbau aus Rochlitzer Porphyrtuff mit Galvanoplastik sowie Namenstafel der Gefallenen. Gefallenendenkmal Thurm, bezeichnet „B. Ziegler Chemnitz 1920“, Offenbarung Johannes 2, 10. | 08990161 |
| Direkt Bild zu diesem Denkmal hochladen | Wohnhaus einer ehemaligen Fabrik | Voigtlaidener Straße 3a (Karte) | um 1905                               | Gründerzeitgebäude, Zeugnis für die Industrialisierung im Ort, Dokument gemeindlicher Entwicklung. Zweigeschossig, Bruchsteinsockel, Putzfassade, Fenstergewände aus Hilbersdorfer Purphyrtuff, vermutlich Kontor und Fabrikantenvilla, 1905/1906 vermutlich erbaut, Fabrik zuletzt ESDA, VEB Strumpfkombinat, original: Haustür, überwiegend Fenster, Steintreppenhaus. (erfasst unter der Anschrift: Thurmer Hauptstraße 29) | 08990148 |
| Direkt Bild zu diesem Denkmal hochladen | Schule | Voigtlaidener Straße 5          | um 1870                               | Für die Ortsgeschichte von Belang, liegt gegenüber dem Kirchberg, Ensemble mit Kirche, Pfarrhaus und Schloss. Jugendclub Thurm (Haus Nummer 5a – Nebengebäude im hinteren Teil des Grundstücks – kein Denkmal). Denkmalwert der Schule am 19. August 1998 von D. K. bestätigt. – Schlecht (?) saniert, aber mit Denkmalfördermitteln. | 08990165 |
| Direkt Bild zu diesem Denkmal hochladen | Pfarrhaus | Voigtlaidener Straße 7 (Karte)  | 1906                                  | Als Reformstilbau des Dresdner Architekten Woldemar Kandler von architekturhistorischem Interesse, Ensemble mit Kirche, Schloss und Schule. Ein großes Bleiglasfenster, Putzfassade, zweigeschossig, Krüppelwalmdach mit Schieferdeckung, Reformstilarchitektur, Kandlers Hauptarbeitsgebiet waren Kirchenbauten. | 08990163 |
| Weitere Bilder                          | Schloss, Gutsgarten und Einfriedungsmauer eines ehemaligen Rittergutes                                                                                | Voigtlaidener Straße 8 (Karte)  | 19. Jahrhundert und 1880              | Bedeutung für die Ortsgeschichte, Einfriedungsmauer aus Klinkersteinen, Schlossneubau nach Entwurf des Architekten Doberenz, bildet Ensemble mit Kirche, Pfarrhaus und Alter Schule (Scheunen des Rittergutes, siehe An der Festscheune 3 – Objekt 08990274). Schloss: 1876 abgebrannt, anschließend Neubau (1880) in neugotischer Formensprache. | 08990160 |
| Direkt Bild zu diesem Denkmal hochladen | Scheune des Pfarrhofs | Voigtlaidener Straße 9 (Karte)  | um 1800                               | Fachwerkscheune in rückwärtiger Lage, zwischen Pfarrhaus und Alter Schule sowie gegenüber der Kirche mit ortsbildprägender Funktion. Fachwerk mit Ziegelausfachung, Giebel verschiefert, Schieferdach, Ständerbau, angrenzendes Wohnhaus kein Denkmal. | 08990166 |
| Direkt Bild zu diesem Denkmal hochladen | Scheune und Seitengebäude eines Vierseithofes | Voigtlaidener Straße 13 (Karte) | 19. Jahrhundert                       | Interessante Fachwerkgebäude, Bestandteil der alten Ortsstruktur. - Scheune: Lehmstaken, Fachwerk, Satteldach mit Ziegeldeckung, - Nebengebäude: Um 1800, originale Tür zum Feld, Fachwerk Lehmstaken, teilweise Handstrichziegel, Reste von Verblattungen. Scheune unsaniert, Nebengebäude gefährdet. | 08990151 |
| Direkt Bild zu diesem Denkmal hochladen | Wohnhaus | Zwickauer Straße 6 (Karte)      | um 1820                               | Wohnhaus mit Fachwerkobergeschoss, einfacher Wohnbau im Ensemble, dokumentarischer Wert als sogenanntes Weberhaus. Ein Giebel Fachwerk offenliegend, ein Giebel verbrettert, Satteldach ziegelgedeckt, wirkt im Ensemble, Holzlattenzaun. | 08990137 |
| Direkt Bild zu diesem Denkmal hochladen | Wohnhaus | Zwickauer Straße 19             | um 1820                               | Wohnhaus mit Fachwerkobergeschoss und originaler Haustür, durch die Hanglage wirkungsvoller Fachwerkbau im Ensemble gleichgestaltiger Häuser. Westgiebel verschiefert, Erdgeschoss massiv, Fenster mit Messingsprossen, Satteldach. | 08990138 |
| Direkt Bild zu diesem Denkmal hochladen | Häusleranwesen mit Wohnhaus und Seitengebäude sowie Handschwengelpumpe und Einfriedung                                                                | Zwickauer Straße 24 (Karte)     | 1860                                  | In originalem Zustand erhaltenes Anwesen mit hervorzuhebender Bedeutung für die Ortsgeschichte und die Kulturlandschaft, in Fachwerkbauweise. - Nebengebäude: Fachwerk mit Lehmstaken und Ziegelausfachung, Zwischenwände Lehmfachwerk, - Wohnhaus: Fachwerk mit Lehmausfachung, innen originale Türen, Fenster, teilweise hölzerne Fensterbretter, Satteldach, Handschwengelpumpe: hölzerner Pumpenkörper, Schacht aus Ziegeln gemauert. | 08990140 |

## Wulm
| Bild                                    | Bezeichnung | Lage                                     | Datierung                  | Beschreibung | ID       |
| --------------------------------------- | --- | ---------------------------------------- | -------------------------- | --- | -------- |
| Direkt Bild zu diesem Denkmal hochladen | Scheune eines Dreiseithofes                                                                                      | Crossener Straße 1; 2 (Karte)            | 1. Drittel 19. Jahrhundert | Eines der ältesten im Ort erhaltenen bäuerlichen Wirtschaftsgebäude, in Fachwerkbauweise, Lage: bei Schlunzig. Sichtfachwerk, Krüppelwalmdach Dachpappeschindeln, saniert. | 08990352 |
| Direkt Bild zu diesem Denkmal hochladen | Wohnhaus | Crossener Straße 3 (Karte)               | 1850/1860                  | Stattliches Gebäude mit Fachwerkobergeschoss im alten Ortskern, baugeschichtlich von Bedeutung, Lage: bei Schlunzig. Erdgeschoss massiv, Obergeschoss Sichtfachwerk, Giebel verschiefert, Satteldach Betondachsteine, im Giebel zwei alte Fenster. | 08990351 |
| Direkt Bild zu diesem Denkmal hochladen | Wohnhaus und Stallgebäude eines Bauernhofes                                                                      | Muldenstraße 1 (Karte)                   | bezeichnet 1860            | Den Landschaftsraum mitprägende Gebäude in Fachwerkbauweise, Dokumentationswert, Lage: in Kleinwulm. - Stall: Abriss vorgesehen, Fachwerk mit Ziegelausfachung, - Wohnhaus: Bezeichnet 1860, Obergeschoss Fachwerk mit Ziegelausfachung, Ziegeldach, Giebelneuaufmauerung vorgesehen, Haustürportal aus Hilbersdorfer Porphyrtuff, bezeichnet „C. W. Seidel 1860“. Gebäude 2010 noch nicht abgebrochen. | 08990349 |
| Direkt Bild zu diesem Denkmal hochladen | Wohnstallhaus und Scheune eines Bauernhofes                                                                      | Muldenstraße 2 (Karte)                   | 19. Jahrhundert            | Fachwerkgebäude mit landschaftsprägender Funktion und wissenschaftlich-dokumentarischem Wert, Lage: in Kleinwulm. - Scheune: Ziegeldach, Durchfahrtscheune, Bruchsteinsockel, Fachwerk Ziegelausfachung und Lehmstaken, - Wohnstallhaus: Sichtfachwerk Obergeschoss, Ziegeldach, Giebelspitze verschiefert, weiter Dachüberstand, Erdgeschoss massiv. | 08990348 |
| Direkt Bild zu diesem Denkmal hochladen | Scheune eines Bauernhofes                                                                                        | Muldenstraße 3 (Karte)                   | um 1850                    | Gut sanierter Fachwerkbau als historisches Zeugnis bäuerlicher Bau- und Lebensweise, Lage: in Kleinwulm. Sichtfachwerk, Satteldach mit Wellblechdeckung, saniert, Wohnhaus: Kein Denkmal, vergrößerte Fenster und anderes. | 08990350 |
| Direkt Bild zu diesem Denkmal hochladen | Vierseithof mit Scheune, Wohnstallhaus, zwei Stallgebäuden (beide mit Oberlaube) sowie Hofpflasterung            | Wulmer Hauptstraße 1 (Karte)             | 18. Jahrhundert            | Große Hofanlage mit Bedeutung für das Ortsbild, Fachwerkbauten, selten die zwei Ställe jeweils mit einer Oberlaube, die 17-bogige Oberlaube einzigartig. - Stall mit Durchfahrt und 17bogigem Laubengang mit Verblattungen, Erdgeschoss massiv, Ziegeldeckung, Rückseite Biberschwanz neu, - Scheune mit Sichtfachwerk, Lehmausfachung, Satteldach Betondachsteine Hofseite, Rückseite Ziegel, - Stall: Fünfbogiger Laubengang, ehemals sechs Öffnungen, Verblattungen, - Wohnstallhaus: Satteldach Dachpappeschindeln, Hofseite Sichtfachwerk, Erdgeschoss verändert. | 08990342 |
| Direkt Bild zu diesem Denkmal hochladen | Scheune eines Bauernhofes                                                                                        | Wulmer Hauptstraße 2 (Karte)             | 1. Hälfte 19. Jahrhundert  | Weit in den Landschaftsraum wirkender Fachwerkbau der alten Orts- und Bebauungsstruktur. Sichtfachwerk, Dach neu gedeckt, saniert, heute Pension und Landgasthof. | 08990344 |
| Direkt Bild zu diesem Denkmal hochladen | Auszugshaus, Scheune und Stallgebäude eines Vierseithofes, sowie Torbogen und Hofpflasterung                     | Wulmer Hauptstraße 3 (Karte)             | 19. Jahrhundert            | Ortsbildprägende große Hofanlage eines geschlossen erhaltenen Vierseithofes, Fachwerkbauten, von wissenschaftlichem Interesse. - Wohnstallhaus/Ausgedinge: Um 1830, in Garagen Kreuzgratgewölbe mit Mittelpfeiler, Türgewände Naturstein, Ziegeldach, - Scheune: Umbau bezeichnet 21.6.1913, Sichtfachwerk, Bruchsteinsockel, - Stall: Obergeschoss Sichtfachwerk, Ziegeldach. | 08990343 |
| Direkt Bild zu diesem Denkmal hochladen | Vierseithof mit Wohnstallhaus, Seitengebäude, Scheune, Stallgebäude (mit Oberlaube), Hofpflasterung und Torbogen | Wulmer Hauptstraße 4 (Karte)             | 18. und 19. Jahrhundert    | Einzigartige geschlossen erhaltene Hofanlage mit hohem Forschungswert, Fachwerkbauten, für die Dorfstruktur unverzichtbar, ein Seitengebäude mit seltener, zwölfbogiger Oberlaube. - Laubengang: 12 Bogen, Erdgeschoss Ziegelmauerwerk, Ziegeldach, - Scheune: Ziegeldach, Sichtfachwerk, Keller mit Natursteintürgewände, - Stall: Hofseite Sichtfachwerk, Rückseite Obergeschoss verschiefert, Ziegeldach, - Wohnstallhaus: Stall mit Kreuzgratgewölbe, Obergeschoss Sichtfachwerk, Giebel verschiefert.                                                             | 08990345 |
| Direkt Bild zu diesem Denkmal hochladen | Stallgebäude eines Bauernhofes                                                                                   | Wulmer Hauptstraße 5 (Karte)             | um 1900                    | Interessantes Wirtschaftsgebäude am Weg in Richtung Kleinwulm, landschaftsgestaltende Funktion. Heute Werkstattgebäude, Keller mit eigener Zufahrt, Fachwerkobergeschoss freiliegend, schönes Tor vom Hof her, Lage: am Bach/an der Brücke nach Kleinwulm, Satteldach mit Schieferdeckung. | 08990346 |
| Direkt Bild zu diesem Denkmal hochladen | Denkmal für die Gefallenen des Ersten Weltkrieges                                                                | Wulmer Hauptstraße 5 (gegenüber) (Karte) | nach 1918 (Kriegerdenkmal) | Gedenkstein für den Ortsteil Wulm, ortsgeschichtlich von Bedeutung, aus Rochlitzer Porphyrtuff. Zur Zeit auseinandergenommen, oberer Abschluss mit vier Kugeln und Stahlhelm auf Blattkranz, zur Zeit neben Feuerwehrhaus. | 08990341 |
| Direkt Bild zu diesem Denkmal hochladen | Vierseithof mit Wohnstallhaus, zwei Seitengebäuden und Scheune                                                   | Wulmer Hauptstraße 6 (Karte)             | 1. Hälfte 19. Jahrhundert  | Als geschlossene Hofanlage überkommenes Ensemble von Fachwerkbauten mit gewichtiger dorfbildgestaltender Funktion und Dokumentationswert. - Scheune: Sichtfachwerk, Dach neu, - Stall mit Durchfahrt: Hofseite Fachwerk offenliegend, Rückseite verschiefert, Dachpappedach, - Stall: Sichtfachwerk, sehr schöner und einzigartiger Giebel, - Wohnstallhaus: Stark verändert, aber tolles Gewölbe (Kreuzgrat) im Stallbereich. Denkmal im Gesamtzusammenhang und Prägung der Straße.                                                                                   | 08990347 |
| Direkt Bild zu diesem Denkmal hochladen | Vierseithof mit Wohnstallhaus, Seitengebäude, Scheune und Stallgebäude (mit Oberlaube)                           | Wulmer Hauptstraße 9 (Karte)             | 1. Hälfte 19. Jahrhundert  | Geschlossen erhaltenes Hofensemble von Fachwerkbauten mit ortsbildprägendem und wissenschaftlich-dokumentarischem Wert, Laubengang mit Seltenheitswert. - Stall: Fachwerk Rückseite offenliegend, neues Ziegeldach, originaler Dachstuhl, massives Erdgeschoss, Laubengang!, - Durchfahrtscheune: Erdgeschoss massiv, Satteldach, Sichtfachwerk, - Wohnstallhaus: Fachwerk offenliegend, Giebelspitze verschiefert, Erdgeschoss massiv, - Wirtschaftsgebäude: Sichtfachwerk.                                                                                           | 08990340 |
| Direkt Bild zu diesem Denkmal hochladen | Scheunen und Stallgebäude eines Vierseithofes                                                                    | Wulmer Hauptstraße 15 (Karte)            | bezeichnet 1867            | Orts- und landschaftstypische Fachwerkbauten eines geschlossen erhaltenen Vierseithofes, Dokumentationswert. - Stall: Obergeschoss Fachwerk freiliegend, Ziegeldach, - Scheune: Fachwerk offenliegend, bezeichnete Giebelverschieferung „1867“, Betondachsteine, Giebel neuer Kunstschiefer, - Durchfahrtscheune: Obergeschoss Fachwerk offenliegend, bezeichnet „1863“. | 08990339 |